# Straßenbahn Freiburg im Breisgau
Die Straßenbahn Freiburg im Breisgau, auch als Stadtbahn oder ehemals umgangssprachlich als Hoobl (alemannisch für Hobel) bezeichnet, ist das Straßenbahn-System der Stadt Freiburg im Breisgau in Baden-Württemberg. Es besteht seit 1901, war von Beginn an elektrifiziert und wird heute von fünf Linien im regelmäßigen Taktverkehr befahren. Der Ausbau des Streckennetzes seit 1980 gilt als Beispiel für die Renaissance der Straßenbahn in Deutschland. 2023 standen für den regulären Linienbetrieb 80 Gelenktriebwagen zur Verfügung, davon 36 partiell und 42 durchgehend niederflurige. Ausführendes Verkehrsunternehmen ist die Freiburger Verkehrs AG (VAG), die auch die Schauinslandbahn sowie den Freiburger Stadtbusverkehr betreibt. Fast das gesamte Streckennetz liegt auf Freiburger Stadtgebiet, lediglich einige Meter der Wendeschleife Gundelfinger Straße befinden sich auf der Gemarkung der nördlichen Nachbargemeinde Gundelfingen. Insgesamt bedient die Straßenbahn 20 der 28 Freiburger Stadtteile.

## Geschichte

### Vorgeschichte
Nachdem Freiburg ab 1845 über die Rheintalbahn an das Eisenbahnnetz angeschlossen war, gab es mit der 1887 eröffneten Höllentalbahn erstmals auch eine städtische Verkehrsverbindung zwischen dem Hauptbahnhof und dem Bahnhof Wiehre. Ab 1891 sorgten dann Pferdeomnibusse zweier verschiedener Privatunternehmer für die Feinerschließung innerhalb der Stadt. Die Pferdeomnibusse verkehrten auf den drei Linien Lorettostraße–Rennweg, Waldsee–Hauptbahnhof und Siegesdenkmal–Bohrer und wurden schließlich, außer zwischen Günterstal und Bohrer, von der Straßenbahn abgelöst.

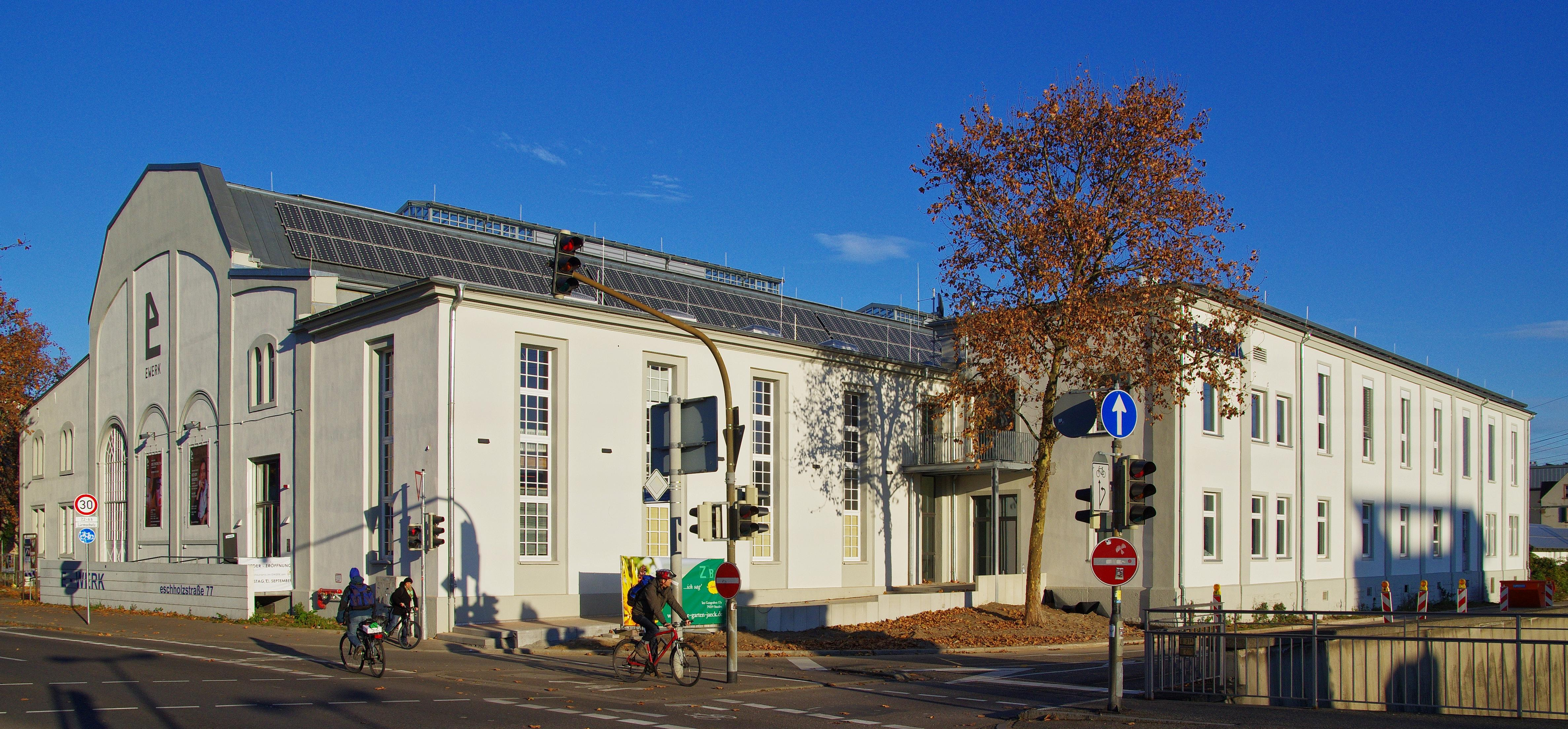
Elektrizitätswerk an der Eschholzstraße

Bereits am 8. Mai 1899 fällte der Bürgerausschuss den Entschluss zum Bau eines Elektrizitätswerks im Stühlinger. Gründe waren das steigende „Licht- und Kräftebedürfnis“ der Albert-Ludwigs-Universität und die geplante Einrichtung einer Städtischen Straßenbahn. Eine 1899 durchgeführte Umfrage der Stadtverwaltung ergab zudem einen Strombedarf für mehr als 20.000 Glühlampen in der Stadt.

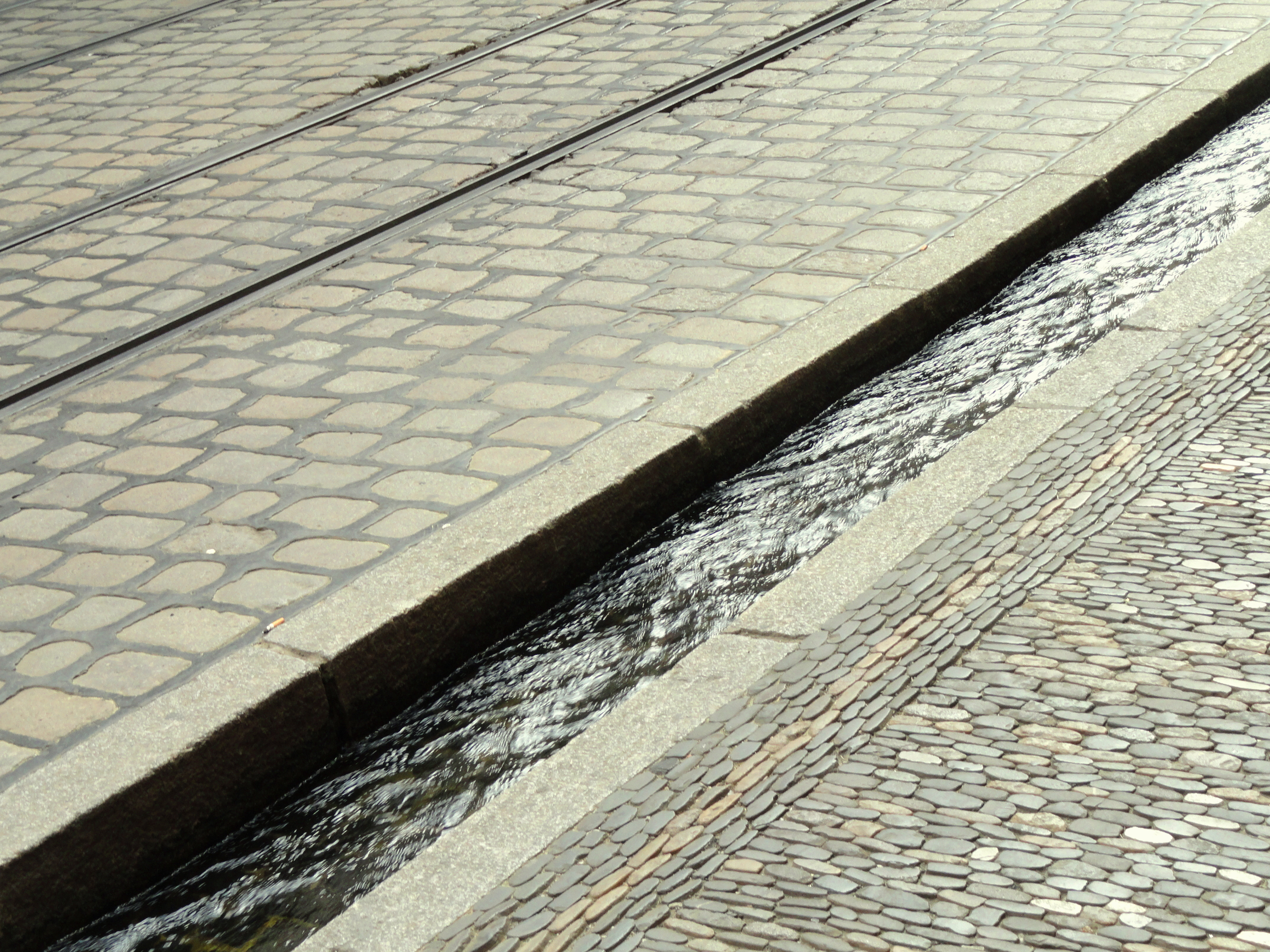
Der Rat, die Strecken nicht parallel zu den Bächle zu führen, wurde ignoriert

Der damals amtierende Oberbürgermeister Otto Winterer sorgte maßgeblich für die schnelle Umsetzung des Straßenbahnkonzepts. Die Konzession für den Betrieb der Bahn sicherte sich die am 1. Oktober 1899 gegründete „Direktion des Elektrizitätswerkes und der Straßenbahn“, so der Name des VAG-Vorgängerunternehmens. Diese beauftragte im Frühjahr 1900 die Aktiengesellschaft Siemens & Halske in Berlin, die „elektrische Zentralanstalt für Gewinnung von Licht und Kraft“ und die Straßenbahn zu bauen. Weil das Angebot an Wasserkraft in der Umgebung zu gering war, entschied man sich zur Stromerzeugung mittels einer Dampfkraftanlage.
Die Planer der Straßenbahn sahen die Freiburger Bächle in der Altstadt als problematisch an, da befürchtet wurde, dass die Wagen im Falle einer Entgleisung in die Bächle stürzen könnten. Zudem musste gewährleistet sein, dass die Einstiege auf der Bächleseite verschlossen blieben. Am Ende wurde der eingeholte Rat eines Oberingenieurs der damaligen Straßenbahn Hamburg, der „die Führung des Gleises am Bach entlang … unter keinen Umständen empfehlen“ konnte und für eine Abdeckung der Bachläufe plädierte, ignoriert, um die offenen Bächle als Wahrzeichen Freiburgs zu erhalten.
Nicht im Bauauftrag enthalten waren Umbau und Wiederherstellung der Straßen nach der Verlegung der Gleise sowie die Errichtung des Depots in der Urachstraße. Diese Arbeiten übernahmen die Stadt und das städtische Hochbauamt. Gleichzeitig mit der Straßenbahn erhielt Freiburg eine elektrische Straßenbeleuchtung, gespeist vom selben Elektrizitätswerk. Dieses existiert bis in die Gegenwart und befindet sich – abseits des Straßenbahnnetzes – an der Ferdinand-Weiß-Straße. Von dort aus führte eine unterirdische Speiseleitung zur Ecke Bertoldstraße und Wilhelmstraße und eine weitere zum Platz vor der Johanneskirche.

### Inbetriebnahme

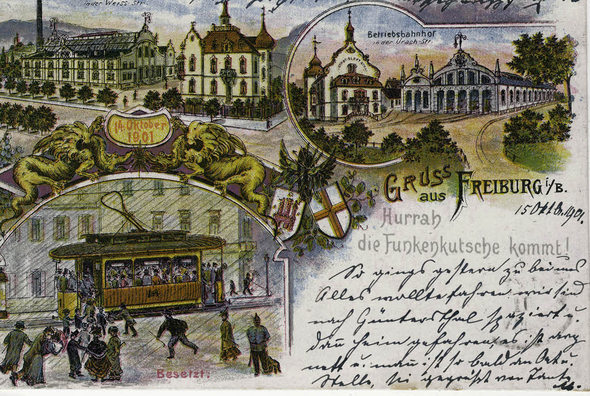
Postkarte zur Eröffnung

Am Freitag, dem 30. August 1901, fand die erste Probefahrt statt, die Aufnahme des Regelbetriebs erfolgte im Herbst. Ab dem 14. Oktober 1901 verkehrten zunächst die beiden Linien A und D, bevor ab dem 2. Dezember gleichen Jahres die Linien B und C das anfangs zusammen 9,12 Kilometer lange Netz mit 34 Haltestellen komplettierten. Letztere beide Strecken konnten dabei erst in Betrieb gehen, nachdem der Umbau des Schwabentors abgeschlossen war. Für die zweigleisige Straßenbahntrasse erhielt dieses damals, wie zuvor das Martinstor, einen Anbau mit einer zweiten Durchfahrt. Anfangs dienten die Linienbezeichnungen jedoch nur internen Zwecken und waren nicht an den Straßenbahnwagen angeschrieben. Freiburg erhielt damals das vierte Straßenbahnsystem im Großherzogtum Baden. Anders als die etwas älteren Netze in Heidelberg, Karlsruhe und Mannheim, die alle drei wenige Monate vor Eröffnung des Freiburger Betriebs elektrifiziert wurden, fuhr die Straßenbahn im Breisgau von Beginn an elektrisch und verwendete Lyrastromabnehmer, während andernorts noch vielfach Rollenstromabnehmer üblich waren.
Das Elektrizitätswerk begann am 1. Oktober 1901 mit der regelmäßigen Erzeugung von Gleichstrom. Im ersten Jahr flossen 61 Prozent der 177.000 Kilowattstunden in die Straßenbahn. Diese war noch bis 1933, als sie eine eigene Direktion erhielt, mit dem Elektrizitätswerk vereint. Anfangs ergab sich folgende Betriebssituation:
| Linie | Strecke                                                             | Takt                                     | Fahrzeit   | Umlaufzeit                      | Kurse | Haltestellen |
| ----- | ------------------------------------------------------------------- | ---------------------------------------- | ---------- | ------------------------------- | ----- | ------------ |
| A     | Rennweg – Bertholdsbrunnen – Lorettostraße                          | alle 10 Minuten, 7–9 Uhr: alle 5 Minuten | 14 Minuten | 40 Minuten, 7–9 Uhr: 35 Minuten | 4 / 7 | 16           |
| B     | Hauptbahnhof – Bertholdsbrunnen – Schwabentorbrücke – Lorettostraße | alle 10 Minuten                          | 13 Minuten | 40 Minuten                      | 4     | 11           |
| C     | Hauptbahnhof – Bertholdsbrunnen – Schwabentorbrücke – Bleicheweg    | alle 10 Minuten                          | 12 Minuten | 30 Minuten                      | 3     | 10           |
| D     | Rennweg – Bertholdsbrunnen – Lorettostraße – Güntersthal            | alle 15 Minuten                          | 23 Minuten | 60 Minuten                      | 4     | 21           |

Liniennetzplan 1902

Die Linien A und D führten dabei gemeinsam durch die Habsburgerstraße, die Kaiser-Joseph-Straße und die Günterstalstraße, während der von der Linie D allein bediente Überlandabschnitt auf ganzer Länge der Schauinslandstraße folgte. Die Linien B und C folgten beide der Bismarckallee, der Bertoldstraße, der Salzstraße, der Straße Oberlinden und dem Schwabentorring bis zu dessen südlichem Ende. Von dort aus führte die Linie B allein weiter durch die Hildastraße und die Urachstraße, während die Linie C der Schwarzwaldstraße in östliche Richtung folgte. Für Zugkreuzungen standen auf der eingleisigen Ost-West-Strecke sieben Ausweichen zur Verfügung.

Triebwagen 4 mit Sommerbeiwagen 30 nahe Günterstal

In der morgendlichen Hauptverkehrszeit waren bis zu 18 Triebwagen gleichzeitig im Einsatz, neun weitere standen als Reserve zur Verfügung. In der Innenstadt ergab sich durch die Überlagerung der Linien A und D entsprechend ein dichteres Angebot. So gab es auf dem einzigen doppelspurigen Abschnitt des Netzes zwischen Rennweg, heute Hauptstraße, und Lorettostraße bis zu 16 Fahrten in der Stunde. Auf der Überlandstrecke Lorettostraße–Günterstal, die ursprünglich straßenbündig trassiert war, befand sich die einzige Zwischen-Ausweiche an der Wonnhalde. Als einzige Linie wurde diejenige nach Güntersthal – so die damalige Schreibweise – von Beginn an mit Beiwagen betrieben. Dafür gab es an den beiden Endstellen Rennweg und Günterstal je ein Umsetzgleis. Für den starken Ausflugsverkehr in der Saison standen vier offene Sommerwagen zur Verfügung.
Den Abschnitt Hauptbahnhof–Schwabentorbrücke bedienten zwölf Wagen in der Stunde. Aufgrund der ebenfalls eingleisigen Infrastruktur fuhren die Wagen der beiden Linien B und C jedoch immer kurz hintereinander im Sichtabstand, das heißt, es bestand Folgezugbetrieb.
Eine betriebliche Besonderheit der Anfangsjahre war die niveaugleiche Kreuzung der Überlandstrecke nach Günterstal mit der – damals noch nicht elektrifizierten – Höllentalbahn. Diese befand sich auf der Günterstalstraße, wenige Meter südlich der Lorettostraße bzw. der Urachstraße.
Bereits 1902 konnte die Straßenbahn über drei Millionen Fahrgäste verzeichnen, die Pferdeomnibuslinien hatten in ihrem letzten ganzen Betriebsjahr 1900 hingegen lediglich 50.000 Fahrgäste befördert. Im selben Jahr wurden die Linien B und C vom bisherigen Endpunkt Hauptbahnhof um etwa 200 Meter in nordwestliche Richtung bis zur Lehener Straße verlängert. In Fahrtrichtung Lehener Straße waren die Wagen weiterhin mit Hauptbahnhof beschildert, obwohl sie fortan eine Station weiter fuhren. Dies sollte Ortsfremden die Orientierung erleichtern.
Innerhalb der Innenstadt führte die Gesellschaft 1902 einen einheitlichen Tarif von zehn Pfennig ein. Dieser berechtigte zum einmaligen Umsteigen an den Knotenpunkten Bertoldsbrunnen (umgangssprachlich weiterhin als Fischbrunnen bezeichnet), Schwabentorbrücke oder Lorettostraße. Auch für die Strecke von Günterstal zur Lorettostraße betrug das Entgelt zehn Pfennig. Für Fahrten, die über die Lorettostraße hinausgingen, waren 20 Pfennig zu entrichten. Die Fahrgäste wurden dazu aufgefordert, das abgezählte Geld bereitzuhalten und beim Einstieg an den Schaffner abzugeben.

### Erste Ausbauten und Verlängerungen

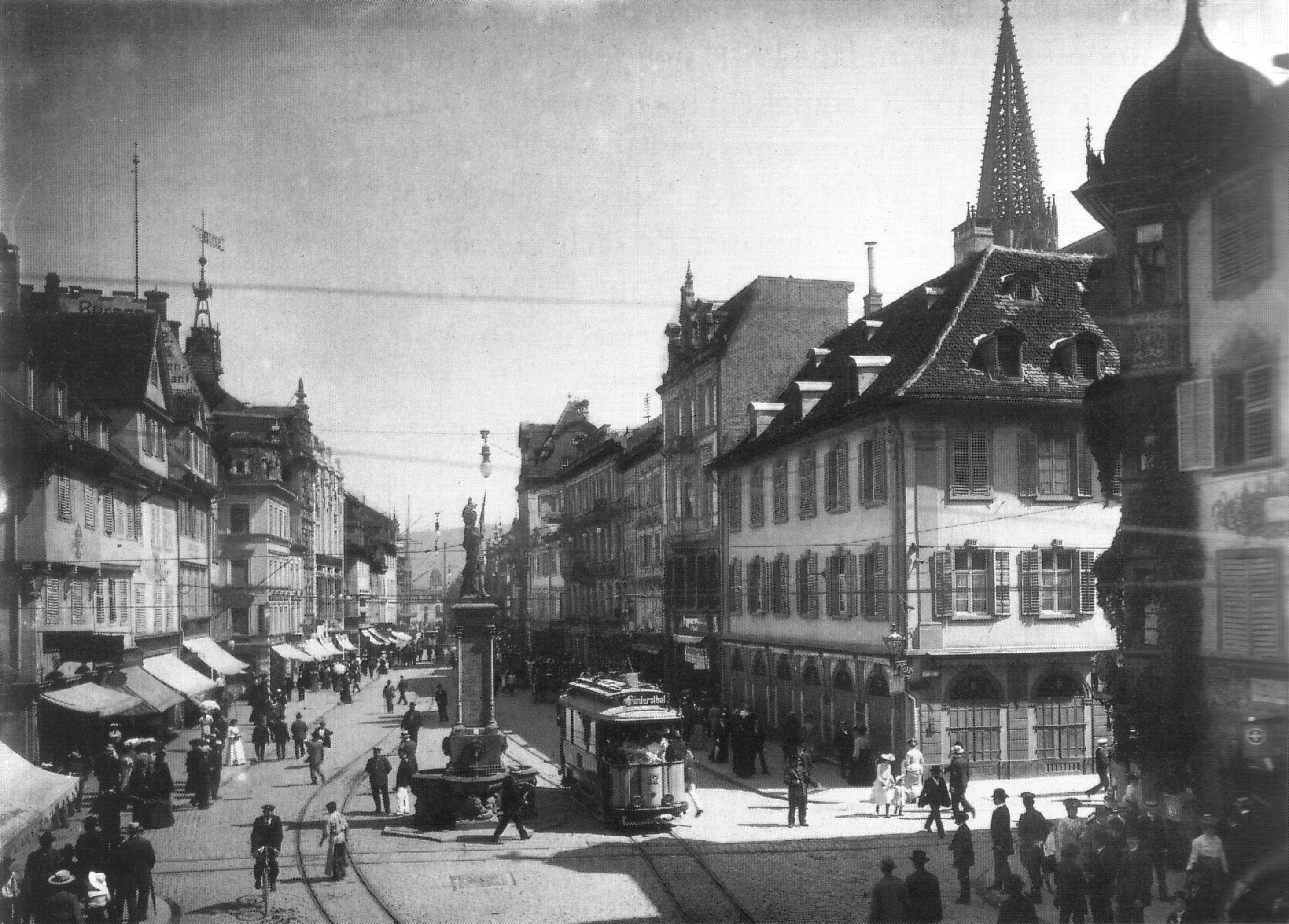
Der Knotenpunkt Bertoldsbrunnen anno 1904, die querende Strecke der Linien B und C war damals noch eingleisig. Der Wagen der Linie D ist zwar mit Güntersthal beschriftet – fährt aber nordwärts, die Zielschilder wurden damals an den Endstellen nicht gewechselt und waren nur in einer Fahrtrichtung gültig.

Die Endstelle Waldsee im Eröffnungsjahr 1905. Im Gegensatz zu heute lag die Schleife damals östlich der Möslestraße.

Am 10. März 1910 wurde die Linie 2 bis Zähringen verlängert

Der 15-Minuten-Takt nach Günterstal erwies sich für die hohe Nachfrage auf dieser Strecke als nicht ausreichend, weshalb die Gesellschaft schon 1903 für die Verdichtung auf einen 10-Minuten-Takt zwei zusätzliche Ausweichen beim Waldhüterhaus in der Schauinslandstraße 1 und beim Günterstäler Kreuz einrichtete. Zur weiteren Kapazitätssteigerung auf dieser Route gingen außerdem im gleichen Jahr drei weitere Sommeranhänger in Betrieb. Rasch folgten zudem erste Verlängerungen, so zu Beginn des Sommerfahrplans 1905 von der Station Alter Messplatz, damals noch Bleicheweg genannt, zur Schleife an der heutigen Stadthalle – der ersten Freiburger Wendeschleife überhaupt. Die dortige Endstelle hieß seinerzeit Waldsee, benannt nach dem naheliegenden Gewässer im Naherholungsgebiet Möslepark. Die gleichnamige Siedlung entstand hingegen erst später.
Im Folgejahr konnte der zweigleisige Ausbau der gesamten Linien B und C mit Ausnahme des kurzen eingleisigen Abschnitts zwischen Bleicheweg und Waldsee fertiggestellt werden.
1908 gingen schließlich die beiden Neubaustrecken Hauptstraße – Okenstraße und Lehener Straße – Güterbahnhof in Betrieb. Letztere führte über die Breisacher Straße und Hugstetter Straße bis zum Hohenzollernplatz (heute Friedrich-Ebert-Platz). Die Trasse folgte dem Verlauf der Heiliggeiststraße und der Friedhofstraße bis zur damaligen Endhaltestelle Güterbahnhof an der Ecke Waldkircher Straße/Eichstätter Straße. Die Strecke war für einen Betrieb im 5-Minuten-Takt von Beginn an durchgehend zweigleisig ausgeführt.

### Weitere Strecken und neue Linienbezeichnungen ab 1909
Anlässlich der Inbetriebnahme einer Neubaustrecke vom Siegesdenkmal via Friedrichring, Friedrichstraße und Hauptbahnhof in den Stühlinger und der damit verbundenen Einführung einer fünften Linie stellte die Gesellschaft die Linienbezeichnungen 1909 auf arabische Ziffern um. Die neue Linie 5 verkehrte im Zehn-Minuten-Takt und nutzte dabei die seit 1886 bestehende Blaue Brücke zur Überquerung der Bahngleise. Im Stühlinger befuhr sie die zweite Wendeschleife des Netzes, eine Blockumfahrung rund um die Herz-Jesu-Kirche. Es folgten weitere Neubaustrecken in die Stadtteile Haslach, Herdern und Zähringen sowie eine kurze Verlängerung in der Wiehre:
- 1910: Lorettostraße – Goethestraße und, nach Fertigstellung der neuen Eisenbahnunterführung Komturbrücke, Rossgässle (heute Okenstraße) – Reutebachgasse
- 1913: Stühlinger Kirchplatz (heute Eschholzstraße) – Scherrerplatz
- 1914: Siegesdenkmal – Immentalstraße

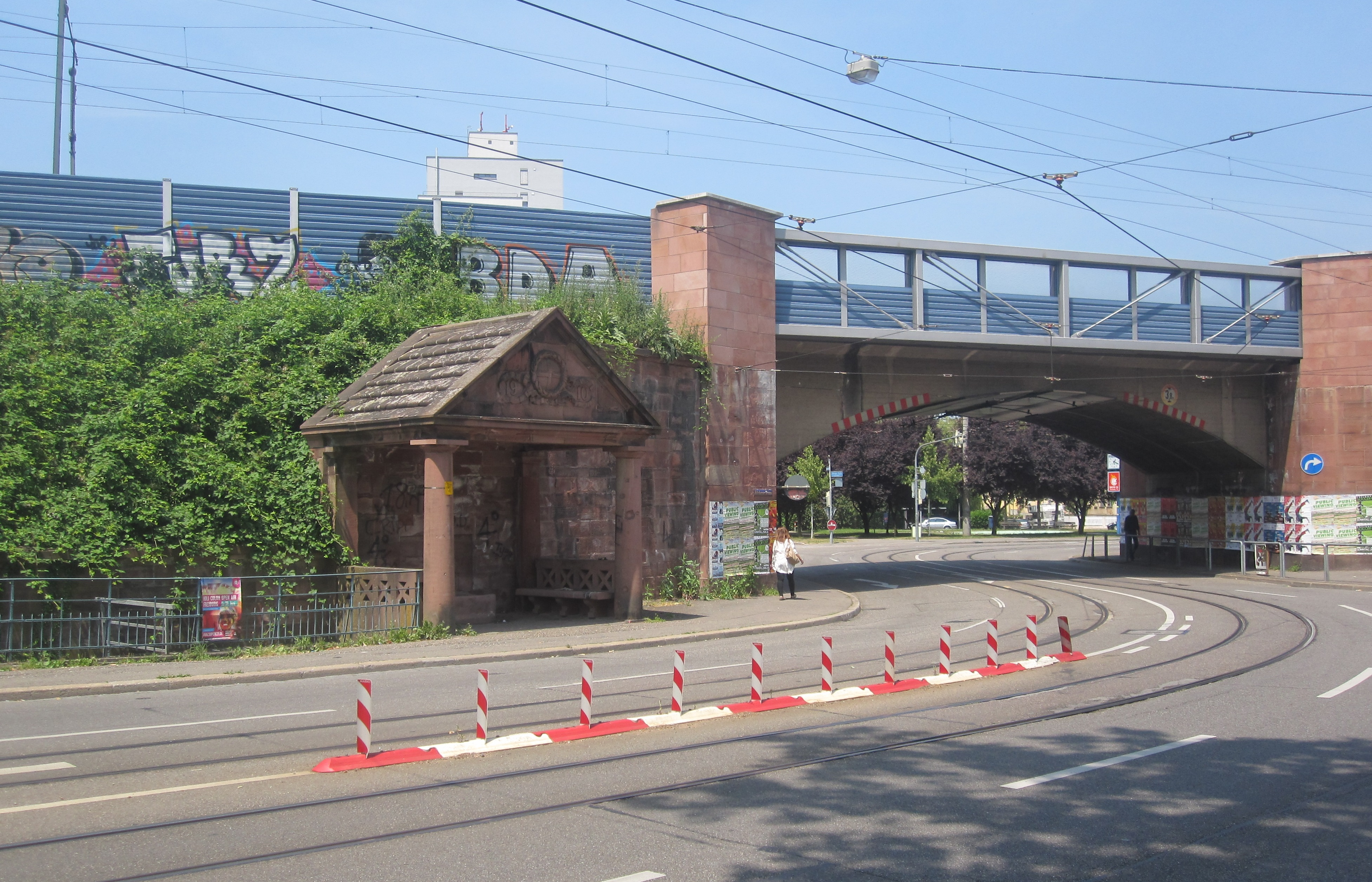
Die Haltestelle Komturplatz befand sich ursprünglich direkt unterhalb der Rheintalbahn. Das ehemalige Haltestellenhäuschen mit dem eingravierten Eröffnungsdatum blieb bis heute erhalten.

Zähringen gehört erst seit 1906 zu Freiburg, der Straßenbahnanschluss war Teil des Vertrags zur Eingemeindung. Die Herderner Strecke machte die Einführung einer sechsten Linie erforderlich.
Darüber hinaus waren vier weitere Strecken bereits im Planungsstadium, konnten jedoch auf Grund des Ersten Weltkriegs nicht mehr realisiert werden. Projektiert waren eine Stichstrecke von der Johanneskirche zur Reiterstraße, eine Verbindung zwischen Stühlinger Kirchplatz und Hohenzollernplatz über die Eschholzstraße sowie Anbindungen der Stadtteile Betzenhausen und Mooswald.
Zudem war eine Überlandstrecke von Günterstal über Horben und den Schauinsland bis nach Todtnau vorgesehen. Dort sollte die Strecke an die ebenfalls meterspurige Bahnstrecke nach Zell im Wiesental angeschlossen werden. Die Planer erhofften sich so eine schnelle Verbindung in den touristisch attraktiven Südschwarzwald.

### Erster Weltkrieg
Im Ersten Weltkrieg wurde ein Großteil des Personals zum Heeresdienst eingezogen. Vom Fahrpersonal, das ursprünglich aus 133 Beschäftigten bestand, blieben nur noch acht Personen. Das führte dazu, dass ab 1915 erstmals Frauen im Schaffnerdienst beschäftigt wurden.
Nach Ausbruch des Krieges wurde die Straßenbahn für den Transport von Verwundeten in die zahlreichen – über das gesamte Stadtgebiet verteilten – Lazarette benötigt. Dazu wurde eine neue Gleisverbindung vom Zollhallenplatz durch die Neunlindenstraße und die Rampenstraße zum abseits gelegenen militärischen Teil des Güterbahnhofs gebaut. Die für den Verwundetentransport bestimmten Straßenbahnzüge warteten an der dortigen Laderampe auf die Ankunft von Lazarettzügen. Triebwagen und Beiwagen konnten dabei auf quer eingelegten Brettern je zwölf auf Tragen liegende Schwerverwundete befördern. Für den Lazarettverkehr adaptierte die Gesellschaft die Beiwagen 103–106. Insgesamt konnten so 20.779 verletzte Soldaten transportiert werden. Das Gleis durch die Neunlindenstraße diente nach dem Ersten Weltkrieg – in verkürzter Form – noch viele Jahre lang zur Anbindung des ehemaligen Gleislagers an der Kaiserstuhlstraße.
Eine weitere Verbindung zwischen Straßenbahn und Großherzoglich Badischen Staatseisenbahnen entstand 1917 im zivilen Teil des Güterbahnhofs. Dieses Gleis führte von der damaligen Endstelle aus, die sich an der Einmündung der Eichstetter Straße in die Waldkircher Straße befand, in den Güterbahnhof, um ein direktes Umladen zu ermöglichen. Hierfür beschaffte die Gesellschaft zehn Güterloren und baute die drei offenen Sommerbeiwagen 102–104 nochmals um. Die Verbindung existierte noch bis Anfang der 1980er Jahre, als über dieses – teilweise vierschienige – Gleis die Triebwagen des Typs GT8K nach Freiburg angeliefert wurden.
Außerdem forcierte die Gesellschaft in jenen Jahren den zweigleisigen Ausbau der Bestandsstrecken. So ging auf der Günterstaler Strecke bereits Ende 1913 das zweite Gleis zwischen Wonnhalde und Wiesenweg in Betrieb, im Herbst 1917 folgte der Abschnitt von der Silberbachstraße bis zur Wonnhalde.

Die niveaugleiche Kreuzung mit der Höllentalbahn bestand bis 1934

Während des Krieges ereignete sich unmittelbar nach einem Luftangriff an der Niveaukreuzung mit der Höllentalbahn ein schwerer Unfall. Am 12. Oktober 1916 gegen 21:30 Uhr übersah der Fahrer eines stadteinwärts fahrenden Straßenbahnwagens bei Dunkelheit die geschlossene Schranke und kollidierte mit einem bergwärts fahrenden Eisenbahnzug. Der Triebwagen mit der Betriebsnummer 32 und das Schrankenwärterhäuschen wurden dabei zertrümmert, der Straßenbahnfahrer schwer, der Schaffner und der einzige Fahrgast leicht verletzt.

### Zwischenkriegszeit und erste Streckeneinstellungen

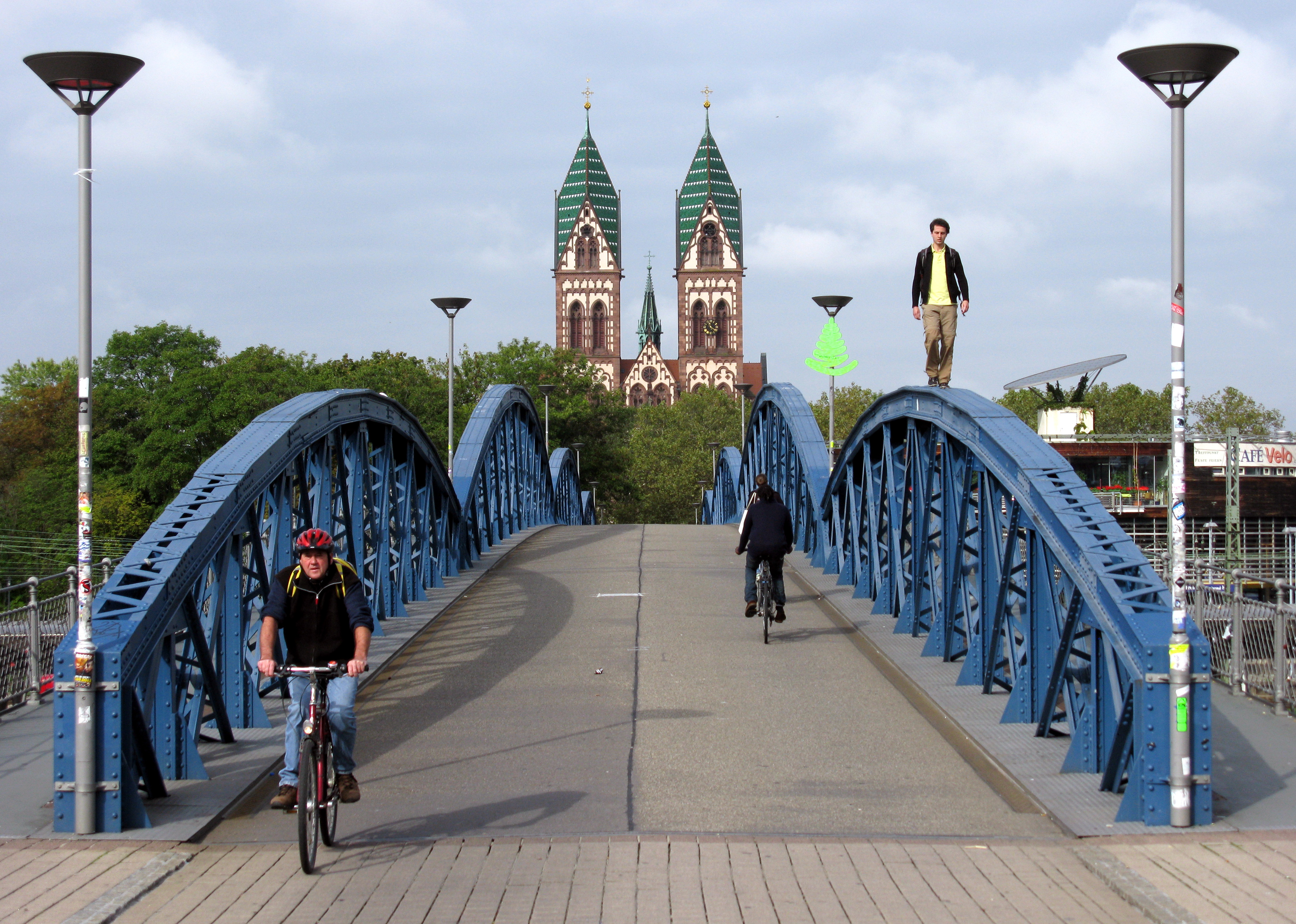
Über die damals noch als Blaue Brücke bezeichnete Wiwilí-Brücke wurde von 1909 bis 1961 die Linie 5 in den Stühlinger geführt

1919 verband die Gesellschaft die beiden Radiallinien 5 (Siegesdenkmal – Scherrerplatz) und 6 (Siegesdenkmal – Immentalstraße) zur neuen Durchmesserlinie 5 vom Scherrerplatz zur Immentalstraße. Schon ab 1921 existierten wieder sechs Linien, als die Endstelle der Linie 3 von der Goethestraße zur heutigen Haltestelle Musikhochschule verlegt und ausgleichend dafür eine neue Linie 6 von der Schwabentorbrücke zur Goethestraße eingeführt wurde. Im selben Jahr wurde zudem die Farbcodierung der Linien eingeführt, um den Fahrgästen die Orientierung zu erleichtern.
Durch die Inflation von 1923 sanken die täglichen Fahrgastzahlen von 40.000 im Jahr 1919 auf unter 3000 im Jahr 1923. Gleichzeitig stieg der Preis für eine Einzelfahrt von vormals 15 Pfennigen auf 100 Milliarden Reichsmark an. Somit wurde die Straßenbahn zunehmend unattraktiv und eine Einstellung des gesamten Betriebs stand unmittelbar bevor. Die Linie 6 wurde am 16. Oktober 1916 eingestellt und die Takte der anderen Linien ausgedünnt. Die Lage verbesserte sich erst mit der Einführung der Rentenmark im November 1923. Am 22. Dezember 1924 wurde der Betrieb der Linie 6 zwischen Schwabentorbrücke und Goethestraße wieder aufgenommen.
1925 ging die Erweiterung in den 1914 eingemeindeten Stadtteil Littenweiler in Betrieb. Diese sollte bereits im Jahr der Eingemeindung eröffnet werden und war einer der Gründe für die Gemeinde gewesen, ihre Eigenständigkeit aufzugeben. Sie hatte sich jedoch kriegsbedingt um elf Jahre verzögert. Zeitweise war dabei eine alternative Streckenführung durch die südlicher verlaufende Waldseestraße in Erwägung gezogen worden. Damit hätte die Strecke zwar bis in den Ortskern von Littenweiler geführt, jedoch wäre direkt im Anschluss an die Schleife bei der Stadthalle eine weitere Kreuzung mit der Höllentalbahn notwendig geworden. Von der Verlängerung nach Littenweiler profitierte zudem die erst nach dem Ersten Weltkrieg entstandene Gartenstadt Waldsee. Sie schloss die Siedlungslücke zwischen der Wiehre und Littenweiler und verfügte somit von Beginn an über eine Verkehrsverbindung mit der Freiburger Innenstadt. Im selben Jahr wurde die erste Kraftomnibuslinie Freiburgs vom Hohenzollernplatz nach Betzenhausen eingerichtet.
1928 nahm die Gesellschaft mit dem Lückenschluss Rennweg – Komturplatz, an der der gleichzeitig eröffnete zweite Betriebshof lag, die für längere Zeit letzte Neubaustrecke in Betrieb. Im Gegenzug entfiel die Bedienung der kurzen Stichstrecke zwischen der heutigen Haltestelle Rennweg und dem Güterbahnhof, womit erstmals auf einer Strecke der Personenverkehr aufgegeben wurde.

Einzelfahrschein aus den 1930er Jahren

Nach Eröffnung der Schauinslandbahn am 17. Juli 1930 beantragte die Direktion der Straßenbahn am 23. Januar 1931 schließlich den zweigleisigen Ausbau zwischen dem Wiesenweg und dem Günterstäler Tor, um den Zubringerdienst zur Talstation zu verbessern. Die Gesellschaft plante außerdem eine vier Kilometer lange Neubaustrecke zur Anbindung der Bergbahn an das Straßenbahnnetz. Am Endpunkt Talstation war eine Wendeschleife vor dem Stationsgebäude vorgesehen. Dabei sollten die Beiwagen in Günterstal abgehängt werden und die Triebwagen solo bis zur Talstation verkehren. Die hohen Kosten für die Wagenhalle in Günterstal und die fünf zusätzlich benötigten Triebwagen führten zum Entschluss, diese Verbindung ersatzweise mit einer Omnibuslinie zu betreiben.
Ebenfalls 1931 erfolgte die erste Gesamtstilllegung eines Abschnitts, als die Strecke zur Goethestraße außer Betrieb ging und die Linie 6 fortan nur noch den kurzen Abschnitt zwischen der Schwabentorbrücke und dem Bahnhof Wiehre bediente. Der Abschnitt Bahnhof Wiehre – Lorettostraße blieb als Betriebsstrecke zum Depot weiterhin erhalten.
Ab 1933 erhielten Angehörige der SA und der SS sowie Mitglieder der Hitlerjugend eine tarifliche Ermäßigung durch einen Einheitspreis von zehn Reichspfennigen für jede beliebige Strecke. Juden war fortan die Benutzung der öffentlichen Straßenbahn untersagt.

Liniennetz 1934

Eine Betriebserleichterung für die Straßenbahn bedeutete die zum 8. November 1934 erfolgte Verlegung der Höllentalbahn in südliche Richtung. Infolgedessen entfiel die niveaugleiche Kreuzung, die Eisenbahn unterquert die Günterstaler Strecke seitdem auf Höhe der Haltestelle Holbeinstraße im Sternwaldtunnel. Nicht zuletzt deshalb konnte die Straßenbahngesellschaft anschließend mit dem Lückenschluss zwischen Lorettostraße und Silberbachstraße den zweigleisigen Ausbau der Günterstaler Strecke vollenden. Die Neutrassierung der Eisenbahn wirkte sich auch auf das Straßenbahnnetz aus. Weil die Wiehre damals einen neuen Bahnhof an der Türkenlouisstraße erhielt, entfiel die direkte Umsteigemöglichkeit zwischen der Höllentalbahn und der Linie 6, die deshalb am Tag nach der Verlegung zum vorerst letzten Mal verkehrte.
Von 1938 bis 1943 verdoppelte sich das jährliche Fahrgastaufkommen auf mehr als zehn Millionen Fahrgäste, da der motorisierte Individualverkehr infolge der Rohölkrise fast vollständig zum Erliegen kam. Dennoch konnten keine neuen Fahrzeuge beschafft werden. Um den Fahrplan weiterhin einhalten zu können, mussten in den Jahren 1942 und 1943 43 der ursprünglich 101 Haltestellen aufgelassen werden. Die Gesellschaft reaktivierte mit den vorhandenen Wagen nach sechs Jahren Betriebspause die Linie 6, die von 1940 bis 1943 und schließlich wieder ab 1946 erneut zwischen der Schwabentorbrücke und der Lorettostraße pendelte. Die Schleife an der heutigen Stadthalle wurde schon ab 1938/39 planmäßig nicht mehr bedient, weil die Wagen der Verstärkerlinie 3 fortan bis zur Haltestelle Römerhof fuhren.
Der Stadtrat beschloss 1943 die Einführung des Oberleitungsbusses als drittes städtisches Verkehrsmittel, nachdem der Dieseltreibstoff für den Betrieb der Kraftomnibusse zunehmend knapper wurde. Zunächst sollten die damaligen Omnibuslinien B (Johanneskirche – Haslach Englerplatz) und C (Johanneskirche – St. Georgen) und optional in einer zweiten Ausbaustufe das gesamte Straßenbahnnetz umgestellt werden. Der Baubeginn erfolgte mit dem Setzen des ersten Oberleitungsmastes am 1. August 1944. Infolge des Krieges kam es zu Lieferschwierigkeiten beim Oberleitungsmaterial und den bestellten Fahrzeugen. Nach Kriegsende wurde der Bau nicht wieder aufgenommen.

### Zweiter Weltkrieg und Nachkriegszeit

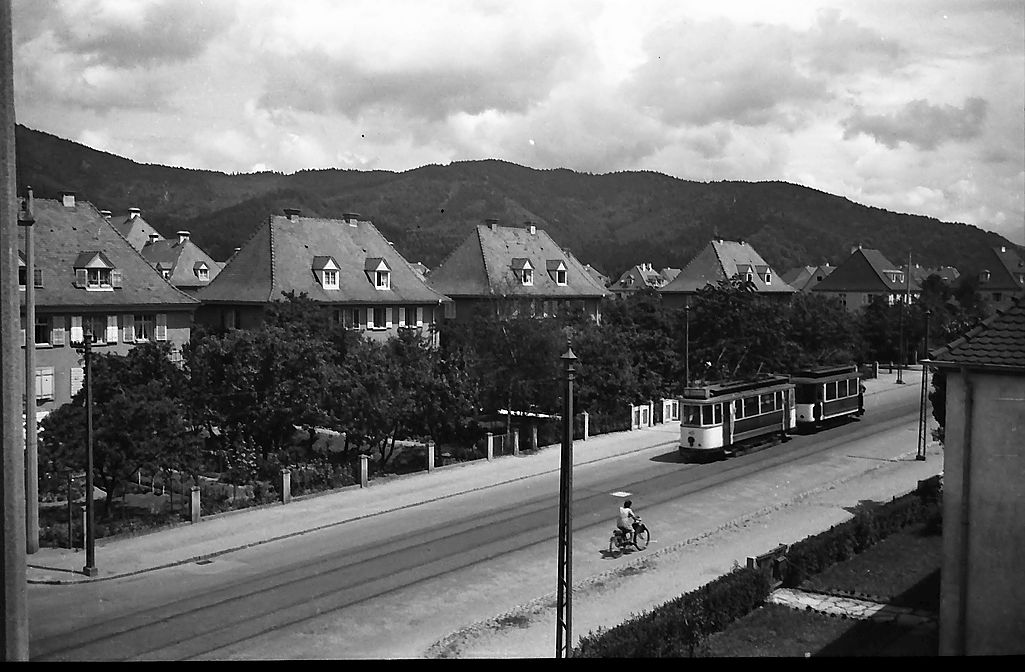
Straßenbahn in der Hansjakobstraße (Juni 1944)

Beim Luftangriff auf Freiburg am 27. November 1944 wurden mehrere Fahrzeuge sowie die Hälfte des Oberleitungsnetzes zerstört. Zum Zeitpunkt des Angriffs befanden sich noch etwa 30 Fahrzeuge im Abendverkehr. Zerstört wurde unter anderem der Triebwagen 1 auf dem Gelände des Gleislagers, Wagen 7 durch Detonationen im Betriebshof Nord sowie die beiden Garnituren aus Wagen 53 und dem Beiwagen 110 vor dem Stadttheater und Wagen 44 mit dem Beiwagen 107 auf der Bismarckallee. Weitere 26 Fahrzeuge wurden durch Bombentreffer schwer beschädigt.
Vom 15. April 1945 an ruhte schließlich der gesamte Straßenbahnverkehr, da die elektrischen Überlandleitungen durch den Krieg zerstört worden waren. Schon am 26. Mai 1945 konnte der Betrieb auf den Strecken Holzmarkt – Günterstal und Oberlinden – Littenweiler wieder aufgenommen werden, nachdem die Gleise und die Oberleitung auf diesen nur leicht beschädigten Streckenabschnitten instand gesetzt wurden. Nach der Errichtung einer Behelfsbrücke für die Rheintalbahn am Komturplatz konnte ab dem 4. Oktober 1945 wieder die Gesamtstrecke Zähringen–Günterstal von den Linien 1 und 2 befahren werden. Die Linie 5 war durch einen Bombentreffer der Blauen Brücke noch bis 1948 unterbrochen; ab dem 1. September 1946 wurde ein Pendelverkehr eingerichtet.

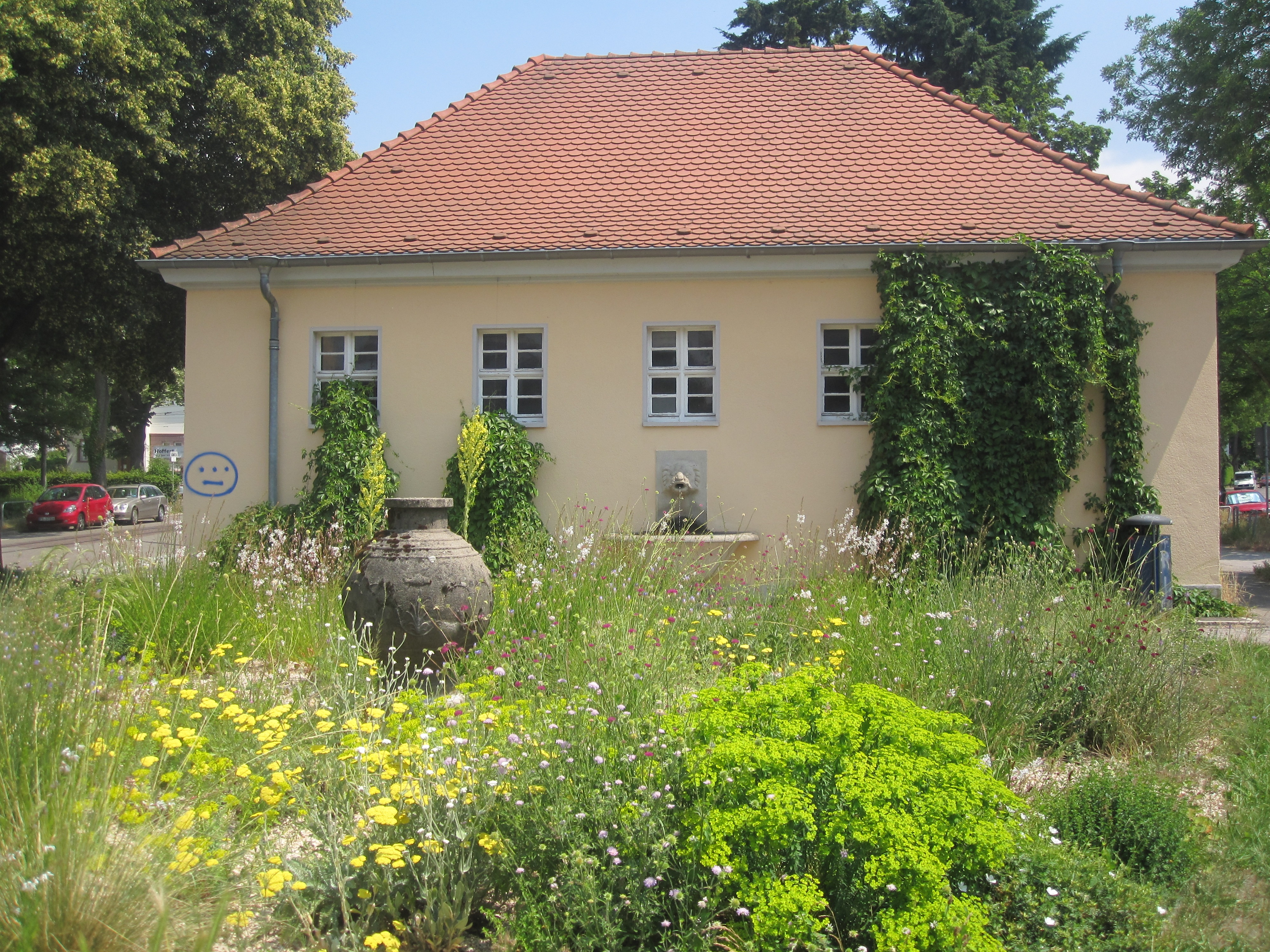
Unterwerk in der Lorettostraße

Die Wiederaufbaupläne enthielten verschiedene Varianten bezüglich der Straßenbahn. Letztendlich wurde entschieden, die ursprünglichen Trassierungen beizubehalten, um die Erreichbarkeit und Bedeutung des Stadtzentrums zu bewahren. Einer Umstellung auf einen Oberleitungsbusbetrieb standen die Planer nach dem gescheiterten Anlauf während des Zweiten Weltkriegs stets kritisch gegenüber:

„Der Obusbetrieb in einem dicht bebauten Stadtzentrum kann niemals die Leistung einer Schienenbahn erreichen“

1950 verlor die Verbindung Schwabentorbrücke – Lorettostraße endgültig ihren Linienverkehr, blieb aber als Betriebsstrecke zum Depot noch bis 1959 erhalten. Durch den damit verbundenen Entfall der Linie 6 gab es wieder nur fünf Linien. Die Linie 5 erfuhr zwar 1951 in Herdern noch eine rund 300 Meter lange Verlängerung von der Immentalstraße zur Kirche St. Urban, eine zeitweise diskutierte weitere Verlängerung durch die Richard-Wagner-Straße und die Hinterkirchstraße bis Zähringen konnte hingegen nicht mehr realisiert werden.
Bis 1959 wurden zusätzliche Verstärkerfahrten nach Abendvorstellungen des Stadttheaters angeboten, die so genannten „Theaterwagen“. Sie verkehrten von der hierfür dreigleisig ausgebauten Haltestelle in der Bertoldstraße unter anderem in die Wiehre, nach Zähringen und nach Günterstal.

### Einrichtungsbetrieb und Stilllegung der Linie 5

Liniennetzplan 1950, vor Einstellung der Linien 5 und 6

Der Mangel an Schaffnern und der Wunsch, Personal einzusparen, führten 1959 zur Inbetriebnahme der sogenannten Sputnik-Gelenkwagen, die nach dem 1957 gestarteten ersten Erdsatelliten benannt wurden. Sie hatten das gleiche Fassungsvermögen wie ein zweiachsiger Triebwagen samt Beiwagen, konnten aber im Fahrgastflussverfahren (von hinten nach vorn) von nur einem Schaffner abgefertigt werden. Sie waren zudem die ersten Freiburger Einrichtungsfahrzeuge, konnten daher aber mangels weiterer Wendemöglichkeiten bis 1983 nur auf der Linie 4 eingesetzt werden. Eigens für sie war im gleichen Jahr an der Endstelle Bahnhof Littenweiler ein provisorisches Gleisdreieck errichtet worden. An der anderen Endstelle Komturplatz nutzten sie die schon seit 1954 bestehende Wendeschleife. Eine weitere Neuerung der frühen 1950er Jahre waren die aus einem Triebwagen und zwei Beiwagen bestehenden Dreiwagenzüge.
Ende 1961 gab die Gesellschaft die Linie 5 aus „wirtschaftlichen und verkehrstechnischen Gründen“ ganz auf und ersetzte sie durch die damalige Omnibuslinie H. Begründet wurde die Stilllegung unter anderem mit der schlechten Einführung in den Verkehrsraum. Ein Umbau zu einer leistungsfähigeren Strecke mit eigenem Bahnkörper sei deswegen nicht möglich gewesen. Zudem konnten moderne Triebwagen auf der kurvigen Strecke nicht eingesetzt werden. Es verkehrten damit – wie in der Anfangszeit – nur noch vier Linien.
Um sich den umständlichen Rangierbetrieb am Wendedreieck der Linie 4 zu ersparen, nahm die VAG 1962 in Littenweiler eine Wendeschleife in Betrieb. Diese lag fortan aus Platzgründen an der Laßbergstraße, womit der Bahnhof Littenweiler seinen Straßenbahnanschluss verlor. Im Stadtteil Brühl, am anderen Linienende, ging am 20. Dezember 1962 eine neue Häuserblockschleife durch die Offenburger Straße und die Hornusstraße in Betrieb, die bis heute im Uhrzeigersinn befahren wird. Die alte Schleife auf dem Komturplatz hatte sich aufgrund der beengten Situation dort zunehmend als Verkehrshindernis erwiesen.
Durch die Verkürzung in Littenweiler war das Streckennetz innerhalb weniger Jahre um fast 30 Prozent geschrumpft, von 19,7 Kilometern im Jahr 1945 auf 14,2 Kilometer im Juli 1962. 1966 beschaffte die Städtische Straßenbahn ihre ersten schaffnerlosen Triebwagen, für den Fahrgast am Aufkleber mit dem roten „S“ auf weißem Grund erkennbar. Die Beiwagen sowie die meisten älteren Triebwagen mussten aufgrund ihrer manuell zu bedienenden Türen aus Sicherheitsgründen jedoch weiterhin personalbesetzt fahren. Dennoch wurden zudem einzelne vor 1966 beschaffte Triebwagen für den Einmannbetrieb adaptiert.

### Fahrpreiskämpfe, Stilllegungsdiskussion und weitere Rationalisierung

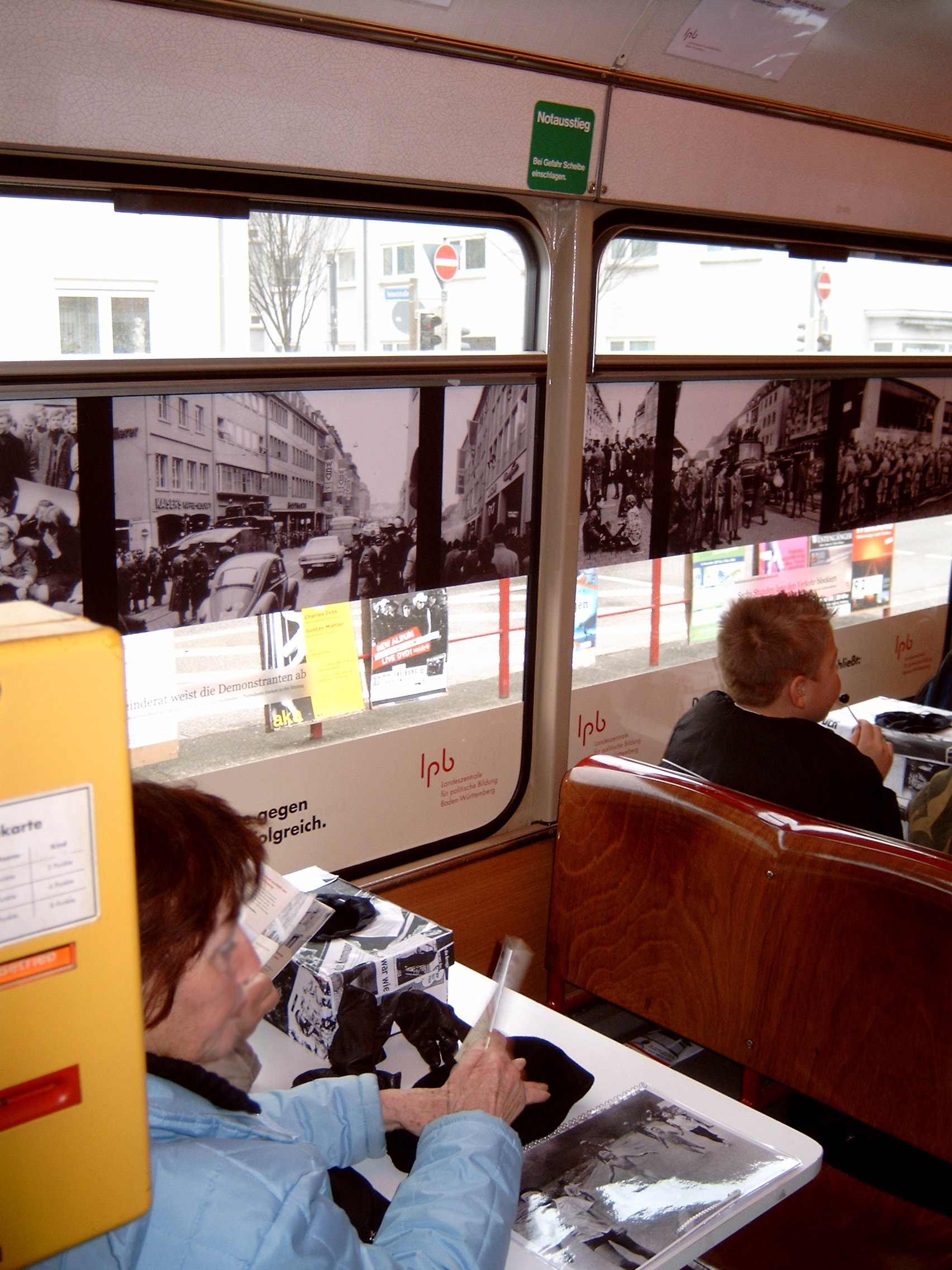
Sonderwagen der Landeszentrale für Politische Bildung anlässlich des 40. Jahrestages der Freiburger Fahrpreiskämpfe

Für bundesweites Aufsehen sorgten 1968 die sogenannten Freiburger Fahrpreiskämpfe. Damals protestierten etwa 2000 Personen gegen Fahrpreiserhöhungen, besetzten den Platz am Bertoldsbrunnen und legten damit den gesamten Straßenbahnverkehr am 1. und 2. Februar lahm. Der Widerstand blieb jedoch erfolglos.
Während viele andere Städte die Stilllegung der Straßenbahn diskutierten, tendierte Freiburg ab Ende der 1960er Jahre zum Beibehalt und zur Modernisierung des Betriebs. 1969 kam es wegen der überdurchschnittlichen Stadtentwicklung im Westen zur Verabschiedung eines ersten Generalverkehrsplans. Die Neubaugebiete bildeten den entscheidenden Ansatz, Erhalt und Ausbau des innerstädtischen Schienenverkehrs zu fördern.
Im Hinblick auf den weiteren Ausbau ging 1971 eine erste Kleinserie moderner achtachsiger Gelenkwagen des Herstellers Duewag in Betrieb. Sie konnten ebenfalls im Einmannbetrieb gefahren werden und genau so viele Fahrgäste befördern, wie die personalintensiven Dreiwagenzüge bzw. die Gespanne aus vierachsigem Triebwagen und zweiachsigem Beiwagen. Die Gelenkwagen waren Sonderkonstruktionen für die engen Freiburger Radien mit einem vierachsigen Mittelwagen und aufgesattelten Endwagen mit jeweils einem Drehgestell.
Dennoch wurde im selben Jahr eine Rationalisierungskommission einberufen, die erneut eine vollständige Umstellung auf Busbetrieb prüfen sollte.

„Eines allerdings kann man heute mit Sicherheit absehen: Die Zeit der Straßenbahnen ist vorbei. In Zukunft werden sie in unseren Städten mehr und mehr abgebaut werden.“

Der Gemeinderat bestätigte schließlich 1972 mit großer Mehrheit den Generalverkehrsplan von 1969. Besonders für die westlichen Stadtteile wurde eine Anbindung an die Straßenbahn weiterhin als sinnvoller empfunden.
Eine stadtplanerische Besonderheit stellte die Einführung der Fußgängerzone in der Kaiser-Joseph-Straße im November 1972 dar, bei der erstmals – entgegen dem damaligen Trend – anstelle der Straßenbahn nur der motorisierte Individualverkehr aus der Altstadt verbannt wurde. Fortan wurde weiter in die Modernisierung und Beschleunigung des Bestandsnetzes investiert.
Im Zuge der Errichtung des Innenstadtrings wurde 1974 zwischen dem Schwabentor und der Schwabentorbrücke eine eingleisige Parallelstrecke über den Greiffeneggring in Betrieb genommen. Gleichzeitig wurde die Bestandsstrecke über den Schwabentorring auf ein Gleis zurückgebaut. Der Grund für diese Maßnahme war die verhältnismäßig geringe Breite des Schwabentorrings, die nicht genug Platz für einen eigenen Gleiskörper und zwei Fahrspuren für den Individualverkehr geboten hätte. Durch die Neutrassierung entstand außerdem eine zusätzliche Wendemöglichkeit, die sogenannte Schwabentorschleife. Dank einer Verbindungskurve zwischen alter und neuer Trasse können aus Richtung Littenweiler kommende Wagen bei Störungen in der Innenstadt seitdem schon vor dem Schwabentor umkehren.
Am 17. März 1978 erfolgte schließlich der erste Spatenstich für die (fast) nach Stadtbahn-Standards mit vom Straßenverkehr unabhängigem Bahnkörper ausgebaute Strecke nach Landwasser durch den damals amtierenden Oberbürgermeister Eugen Keidel und Staatssekretär Rolf Böhme. Anfang der 1980er Jahre erhielten die ersten Bestandsstrecken einen eigenen Gleiskörper, so beispielsweise der damals stark sanierungsbedürftige Streckenabschnitt Komturplatz–Zähringen. 1981 beendete die nächste Serie moderner Gelenkwagen den Beiwagenbetrieb und damit die Schaffnerära.

### Stadtbahnzeitalter ab 1983

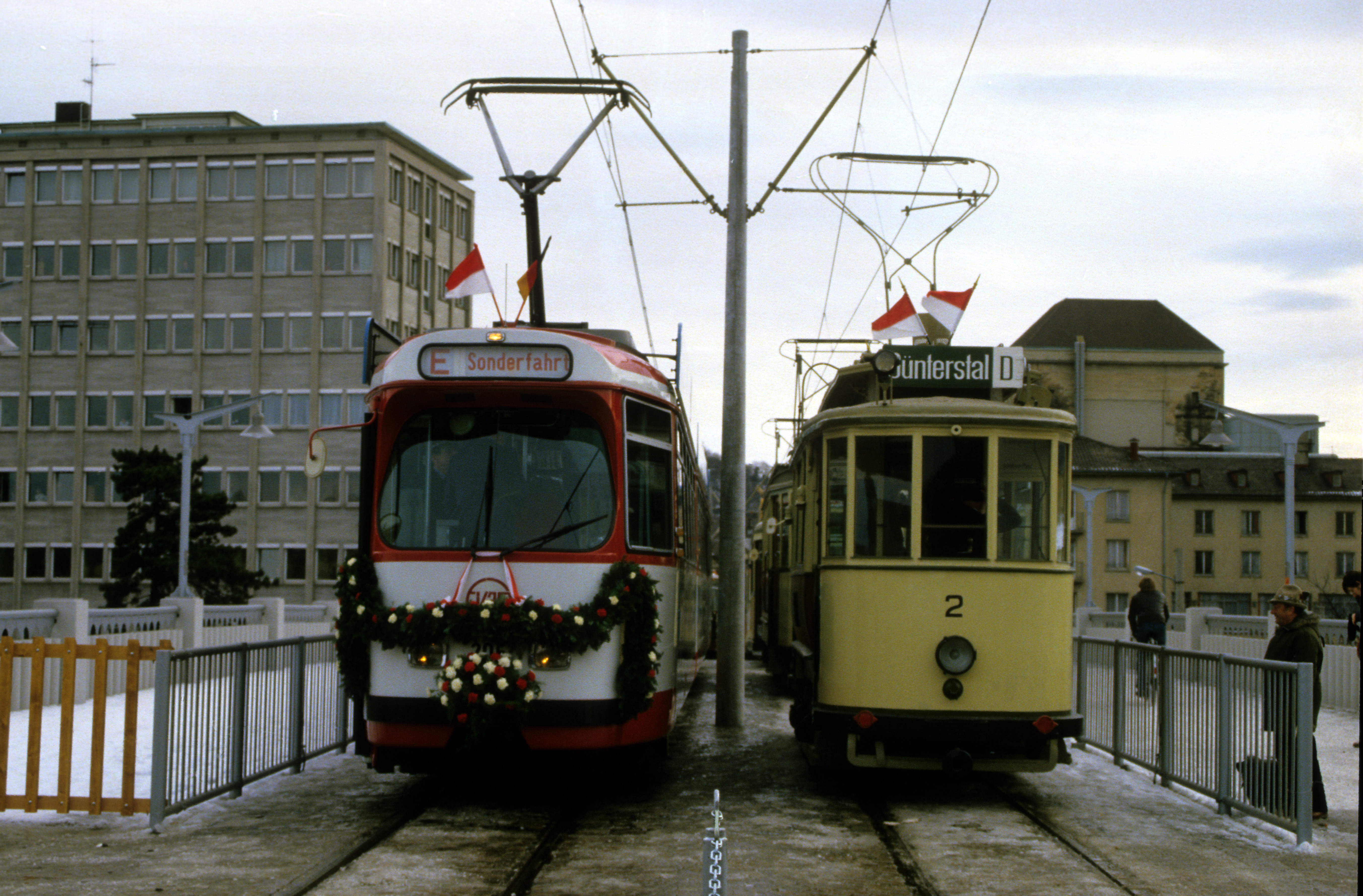
Eröffnung der Stühlingerbrücke (1983)

Am 9. Dezember 1983 begann mit der Eröffnung der Neubaustrecke zur Paduaallee das Stadtbahnzeitalter. Kernstück dieser sogenannten Westerweiterung ist dabei die Stühlingerbrücke, auch Stadtbahnbrücke genannt, über die Gleise der Rheintalbahn und der Höllentalbahn. Auf ihr befindet sich seitdem die neue Haltestelle Hauptbahnhof, die einen direkten Zugang zu den Bahnsteigen der Eisenbahn ermöglicht. Im gleichen Jahr erhöhte die VAG die Spannung von zuvor 600 Volt auf die bei Stadtbahnsystemen üblichen 750 Volt Gleichstrom. Anlässlich der Einführung einer fünften Linie kam es zu einer größeren Liniennetzumstellung, außerdem änderten sich damals die individuellen Kennfarben der einzelnen Routen. Diese waren jetzt auf den Rollbandanzeigen der Fahrzeuge sichtbar. Die Linie 1 löste fortan die Linie 4 als Hauptlinie ab, mit der neu eingeführten Ringlinie 3 gab es außerdem eine zweite Linie, auf der Einrichtungsfahrzeuge eingesetzt werden konnten. Da diese jedoch in den Hauptverkehrszeiten bis zur Stumpfendstelle Reutebachgasse verkehrte, konnten nördlich der Hornusstraße nur in einer Fahrtrichtung Fahrgäste mitgenommen werden.
Der große Erfolg der 1984 eingeführten Umweltschutz-Monatskarte führte noch im gleichen Jahr zu einem, von der VAG in diesem Ausmaß nicht erwarteten, starken Anstieg der Fahrgastzahlen auch bei der Straßenbahn. Auf Grund dessen mussten 1985 kurzfristig zehn gebrauchte GT4-Straßenbahnwagen von den Stuttgarter Straßenbahnen übernommen werden, die dort durch die Umstellung auf normalspurigen Stadtbahnbetrieb überflüssig geworden waren. Sie waren deshalb die ersten und in der Geschichte des Unternehmens bislang einzigen Gebrauchtwagen, die angeschafft wurden. Neuartig hierbei war für Freiburg der Einsatz in Mehrfachtraktion bzw. die Unterteilung in führenden und geführten Triebwagen. Die umgangssprachlich Spätzlehobel genannten Fahrzeuge, die in Freiburg stets in ihrer alten gelb-weißen Stuttgarter Lackierung verkehrten, konnten erst 1990 durch Neubauwagen ersetzt werden. 
1985 vollendete die VAG das Projekt Stadtbahn Landwasser mit der 1,8 Kilometer langen Verlängerung vom bisherigen Endpunkt Paduaallee über die Elsässer Straße bis zum Moosweiher.
Im Jahr darauf ersetzte eine Neubaustrecke vom Friedrich-Ebert-Platz durch die Hohenzollernstraße, die Breisacher Straße und die Fehrenbachallee bis zum Technischen Rathaus die alte Trasse über die Hugstetter Straße und den Bahnhofsvorplatz. So konnten die Linien 3 und 4 über die Stühlingerbrücke geführt werden.
Die zum 1. September 1991 eingeführte Regio-Umweltkarte sorgte schließlich für weitere sprunghafte Fahrgastzuwächse. Daraufhin setzte die VAG die, damals bereits veralteten, Sputnik-Wagen von 1959 noch bis 1993 ein.

### Beginn des Niederflurzeitalters ab 1990

Liniennetzplan 1991

Mit der Auslieferung der ersten Triebwagen der Baureihe GT8N konnte die VAG ihren Fahrgästen ab 1990 – als dritter Straßenbahnbetrieb Deutschlands nach Würzburg und Bremen – einen niederflurigen Einstieg anbieten. Die in jenen Jahren rasche Weiterentwicklung der Niederflurtechnik spiegelte sich dabei in den Freiburger Fahrzeugbeschaffungen wider. Hatten die ersten Fahrzeuge nur einen Niederfluranteil von sieben Prozent und damit nur einen Tiefeinstieg bei insgesamt fünf Einstiegen, bot die zweite Niederflurgeneration von 1994 bereits einen Niederfluranteil von 48 Prozent und einen barrierefreien Zugang an drei von vier Einstiegen. Ab 1999 wurden schließlich nur noch durchgehend niederflurige Wagen beschafft. Parallel zu den Investitionen in den Fahrzeugpark stattete die VAG fast alle älteren Haltestellen im Netz mit 24 Zentimeter hohen Bahnsteigen aus.
Im März 1994 ging die drei Kilometer lange Verlängerung der 1983 errichteten Stichstrecke Runzmattenweg – Bissierstraße über Weingarten in das Gewerbegebiet Haid in Betrieb. Die Trasse führt parallel zur Berliner Allee und überquert dabei die B 31a und die Dreisam. In Weingarten verläuft die Strecke auf begrüntem Gleiskörper westlich der Straße Binzengrün und biegt daraufhin in die Opfinger Straße ein. Im weiteren Verlauf quert die Trasse die Besançonallee und erreicht den Betriebshof West. Die Strecke verläuft ab hier auf eigenem Bahnkörper westlich der Besançonallee bis zur Munzinger Straße.
Somit erhielt der Betriebshof West erstmals eine Schienenanbindung. Die Betriebshöfe in der Komturstraße und der Urachstraße verloren dadurch ihre Bedeutung. Der Betriebshof Nord wurde 2007 abgerissen, während der Betriebshof Süd inzwischen den Museumsbestand beherbergt.
Der Anschluss an den neuen Stadtteil Rieselfeld erfolgte im Jahr 1997. Auf diesem 1,3 Kilometer langen Abschnitt verläuft die Strecke auf einem Rasengleis in Mittellage der Rieselfeldallee und bedient die drei Haltestellen Geschwister-Scholl-Platz, Maria-von-Rudloff-Platz und Bollerstaudenstraße. Die Wendeschleife Rieselfeld führt um ein Wohngebäude, den sogenannten „Tram-Turm“, herum.

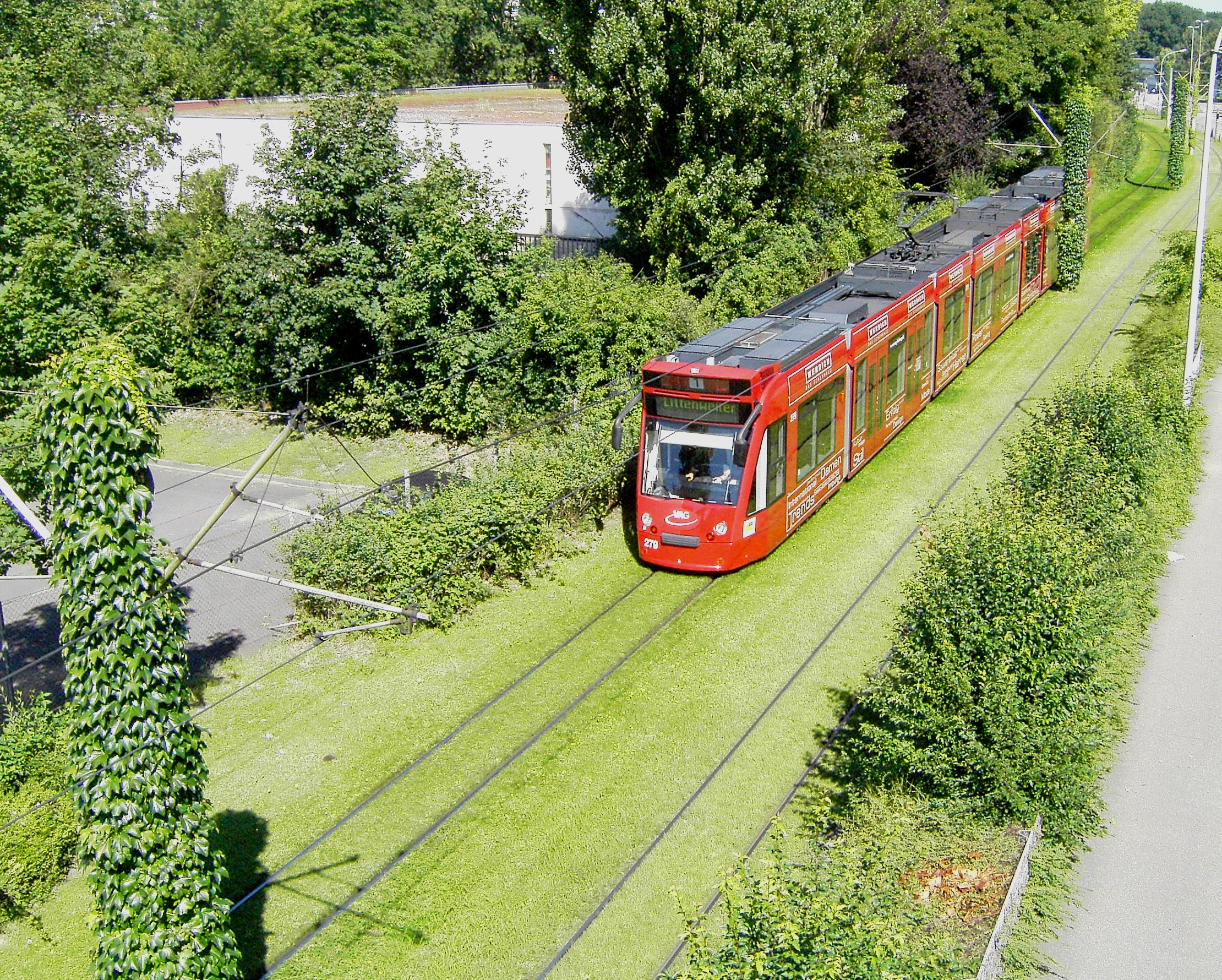
Charakteristisch für die Neubaustrecken seit 1980 sind die zahlreichen Rasengleisabschnitte. Auch hier leistete Freiburg Pionierarbeit.

Am 3. Juni 2002 führte die VAG eine Entlastungslinie 8 von der Munzinger Straße zur Stadthalle im 15-Minuten-Takt ein, diese wurde nach knapp zwei Monaten am 27. Juli 2002 wieder eingestellt.
Der Stadtteil Haslach wurde nach 40 Jahren ohne Straßenbahnanbindung mit der im Oktober 2002 erfolgten Eröffnung des ersten Bauabschnittes zwischen Am Lindenwäldle und Pressehaus als Linie 7 wieder an das Streckennetz angebunden. Die Strecke schließt an die Weingartener Strecke an und verläuft in Nordlage der Opfinger Straße bis zur Überquerung der Güterumgehungsbahn, folgt daraufhin dem Verlauf der Carl-Kistner-Straße und bedient in der Ortsmitte Haslachs die Haltestellen Haslach Bad, Scherrerplatz und Dorfbrunnen. Strittig war die Trassenführung im weiteren Verlauf zwischen Pressehaus und Innenstadt. Obwohl sich bei einem Bürgerentscheid 1997 die Mehrheit für die Trasse über die Kronenstraße zum Stadttheater aussprach, entschied sich der Gemeinderat für die Variante über die Basler Straße zur Johanneskirche. 2004 erfolgte schließlich die Inbetriebnahme der Gesamtstrecke zwischen Am Lindenwäldle und Johanneskirche als Linie 5. Die Kosten für dieses Projekt betrugen etwa 30 Millionen Euro. Später wurde entschieden, auch die erstgenannte Strecke im Rahmen der „Stadtbahn Rotteckring“ zu realisieren.
Auch der auf dem Gelände einer ehemaligen Kaserne ab 1998 neu entstandene Stadtteil Vauban erhielt 2006 nach dreijähriger Bauzeit seinen Anschluss an die Straßenbahn. Die Kosten beliefen sich auf 18 Millionen Euro statt der ursprünglich veranschlagten 30 Millionen Euro. Die 2½ Kilometer lange Strecke zweigt an der Haltestelle Heinrich-von-Stephan-Straße von der Haslacher Strecke in die Merzhauser Straße ab und verläuft größtenteils auf begrüntem Bahnkörper durch die Merzhauser Straße. Am Paula-Modersohn-Platz biegt die Trasse in die Vaubanallee ein und verläuft überwiegend in Nordlage bis zur Endhaltestelle Innsbrucker Straße.

### Ausbauprogramm „Stadtbahn 2020“ und Nachtverkehr

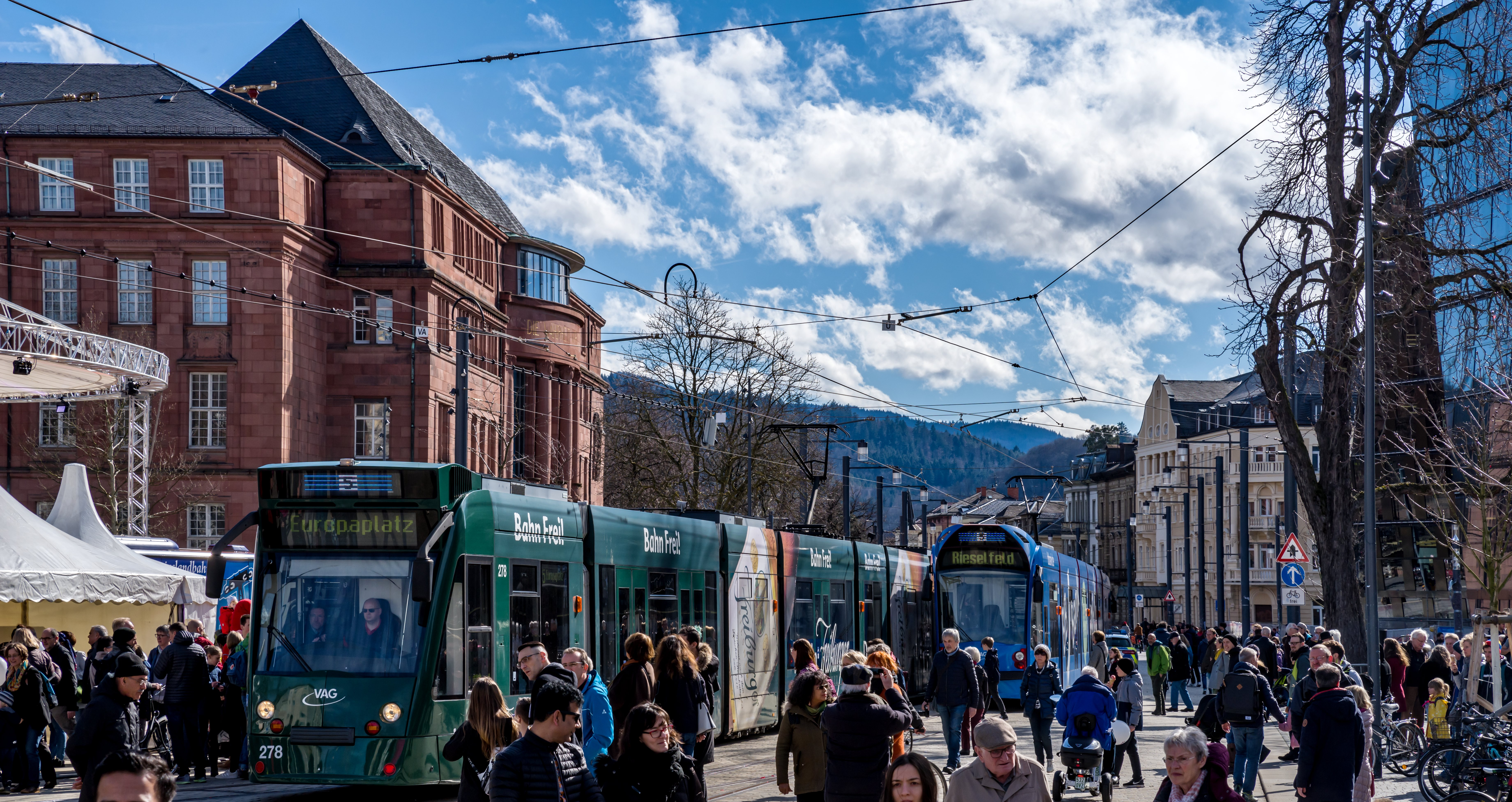
Eröffnung der Neubaustrecke Rotteckring am 16. März 2019, hier am Platz der Alten Synagoge

Zwischen Februar 2009 und November 2010 wurde der Streckenabschnitt durch die Habsburgerstraße vollständig saniert. Die Straßenbahn erhielt in weiten Teilen einen eigenen, begrünten Bahnkörper. Zudem wurden die drei Haltestellen Tennenbacher Straße, Hauptstraße und Okenstraße barrierefrei umgebaut. Der Streckenabschnitt zwischen Maria-Hilf-Kirche und Musikhochschule entlang der Schwarzwaldstraße wurde 2011 modernisiert.
Am 15. März 2014 wurde der 1,8 Kilometer lange Streckenabschnitt von der Reutebachgasse durch die Ortsmitte Zähringens bis zur Gundelfinger Straße nach dreijähriger Bauzeit eröffnet. Teil dieses Projektes war zudem der Neubau der Haltestelle Reutebachgasse etwa 50 Meter weiter nördlich. Die Trasse folgt dem Verlauf der Zähringer Straße, unterquert die Güterumgehungsbahn und verläuft auf eigenem Bahnkörper westlich der Gundelfinger Straße bis zum südlichen Ortsrand der Nachbargemeinde Gundelfingen. Ein Teil der dortigen Wendeschleife liegt auf Gundelfinger Gemarkung, somit verlässt die Freiburger Straßenbahn erstmals den Stadtkreis Freiburg. Die Kosten für dieses Bauvorhaben betrugen 24,5 Millionen Euro.
Von Anfang Juni bis Ende Oktober 2014 wurden die Gleise am Knotenpunkt Bertoldsbrunnen erneuert, nachdem es dort vermehrt zu Weichenbrüchen gekommen war. Während der Großbaustelle mussten sämtliche Linien am Rande der Innenstadt (Siegesdenkmal, Stadttheater, Holzmarkt und Schwabentorschleife) umsetzen. Eine betriebliche Besonderheit in dieser Zeit war die mit GT8N bediente Linie 1 Ost, da hierfür – aufgrund der fehlenden Gleisverbindung zum Depot – ein provisorischer Betriebshof an der Mösleschleife eingerichtet werden musste.
Zum Fahrplanwechsel am 14. Dezember 2014 wurde im Rahmen eines im März desselben Jahres durch den Stadtrat beschlossenen Konzeptes zur Verminderung von Lärm in der Innenstadt erstmals ein durchgängiger Straßenbahn-Nachtverkehr im 30-Minuten-Takt in den Nächten vor Samstagen, Sonntagen und vor ausgewählten Feiertagen eingeführt. Davon ausgenommen blieben lediglich die Abschnitte Johanneskirche – Günterstal und Technisches Rathaus – Hornusstraße. Das Angebot kostet pro Jahr rund 550.000 Euro und wird laut VAG „sehr gut“ angenommen. Zählungen im November 2014 ergaben eine hohe vierstellige Zahl an Fahrgästen pro Nacht.
Mit der Teilinbetriebnahme der – am 14. Juni 2013 begonnenen – Stadtbahn Messe bis zur Station Technische Fakultät am 11. Dezember 2015 wurde mit der Linie 4 eine fünfte Linie eingeführt. Die 1,5 Kilometer lange Strecke zweigt über ein Gleisdreieck nördlich der Robert-Koch-Straße vom Bestandsnetz ab und führt über die Breisacher Straße und die Berliner Allee bis zur provisorischen Stumpfendstelle unmittelbar nördlich der Unterführung der Bahnstrecke Freiburg–Colmar und des S-Bahn-Haltepunkts Freiburg Messe/Universität.
Ab dem 15. Januar 2015 wurde eine zweite Nord-Süd-Strecke über Kronenstraße, Kronenbrücke, Werthmannstraße, Platz der Alten Synagoge, Rotteckring und Friedrichring bis zum Siegesdenkmal gebaut. Mit der sogenannten Westerweiterung der Innenstadt verbunden waren neben der Straßenbahntrasse auch eine neue Fußgängerzone und umfangreiche städtebauliche Maßnahmen zur Attraktivitätssteigerung. Die 2,4 Kilometer lange Trasse wird voraussichtlich 55 Millionen Euro kosten. Die Vorarbeiten begannen bereits Mitte 2013. Für die neue Strecke musste die Kronenbrücke abgerissen und durch einen Neubau ersetzt werden. Am Knotenpunkt Siegesdenkmal wurde 2017 die bisherige Haltestelle in Insellage aufgegeben und durch eine neue am nördlichen Rand der Fußgängerzone ersetzt, die einen Einsatz der 42 Meter langen Combino und Urbos ermöglicht. Die Bahnsteige der vorherigen Haltestelle waren hierfür zu kurz. Für die Baumaßnahmen mussten die Linien 2 und 4 vom 6. März 2017 bis zum 9. Dezember 2017 zwischen Bertoldsbrunnen und Siegesdenkmal unterbrochen werden, für diese Zeit wurde eine provisorische Ersatzhaltestelle am südlichen Ende der Habsburgerstraße eingerichtet. Zum Fahrplanwechsel 2019 wurde die Haltestelle Siegesdenkmal nach dem neu benannten Platz in Europaplatz umbenannt. Am 10. Februar 2019 fuhr erstmals ein Wagen über die neue Strecke und ab 11. begann die VAG mit Schulungen ihrer Stadtbahnfahrer. Sie wurde offiziell am 16. März 2019 in Betrieb genommen.
Die Ende 2015 eröffnete Strecke zur Technischen Fakultät wurde seit Mai 2019 um etwa einen Kilometer bis zur Kreuzung Madisonallee/Hermann-Mitsch-Straße verlängert. Dort entstand eine Wendeschleife mit P+R-Platz. In ursprünglichen Plänen war eine Trassierung über die Emmy-Noether-Straße und parallel zu den Messehallen mit einer damit verbundenen doppelten Querung der Madisonallee vorgesehen. Da diese Streckenführung laut Eisenbahn-Bundesamt jedoch eine Unter- bzw. Überführung oder eine Beschrankung benötigt hätte, verläuft die neue Strecke am westlichen Rand der Madisonallee auf eigenem Bahnkörper. Ein weiterer Vorteil ist die bessere Erschließung des neuen Fußballstadions des SC Freiburg am Standort Wolfswinkel. Dazu wurde auf der westlichen Seite eine Bedarfshaltestelle mit zehn Weichen eingerichtet. Die VAG rechnet damit, dass an Heimspieltagen etwa 12.400 Stadionbesucher die Straßenbahn zur An- und Abreise nutzen werden. Vor dem ersten Spiel des SC-Freiburg im Europa-Park-Stadion wurde auch die Haltestelle, die bisher nur Stadion hieß, im September 2021 so benannt.

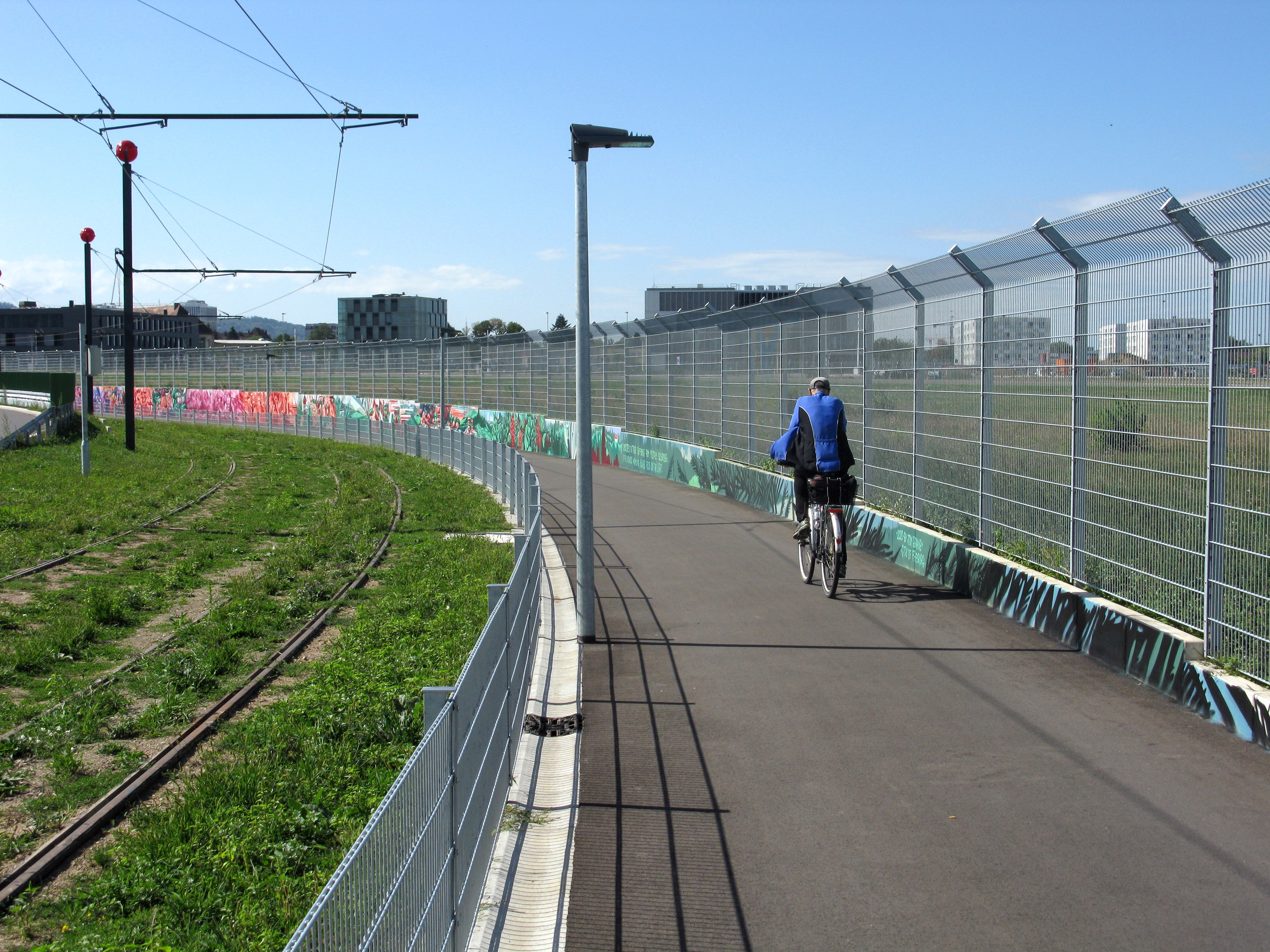
Strecke entlang des Flugplatzes mit speziellen Ballons zum Kennzeichnen der Oberleitung

Der unmittelbar an die Streckenführung anschließende Flugplatz Freiburg stellte eine besondere Herausforderung an die Planung dar. Im Bereich des An- und Abflugs auf die Runway 16/34 verläuft die Straßenbahn daher in einem leichten Einschnitt und die Oberleitung wurde in geringerer Höhe als üblich befestigt. Diese rund 320 Meter lange Beton-Stützwand wie auch das Aufsichtsgebäude an der Stadionhaltestelle wurde im Auftrag der VAG vom Freiburger Graffiti-Künstler Tom Brane mit Freiburg-Motiven künstlerisch gestaltet. Um das Risiko für wartende Fahrgäste an der Haltestelle Europa-Park-Stadion zu minimieren, ist der gesamte Flugverkehr bei Betriebsrichtung 34 sowie Landungen bei Betriebsrichtung 16 im Zeitraum der Abreise der Stadionbesucher, das heißt jeweils eine Stunde nach Spielende, untersagt. Die neue Streckenführung führte zu einer erheblichen Verzögerung, auch aufgrund der Covid-19-Pandemie, der ursprünglich für 2016 geplanten Eröffnung, die nun zum Fahrplanwechsel am 13. Dezember 2020 erfolgte. Bis Inbetriebnahme des Europa-Park-Stadions wurden zu den Heimspielen des SC Freiburg im Dreisamstadion zusätzlich zu den regulären Zügen auf der Linie 1 Verstärkerkurse zwischen Bissierstraße und Littenweiler eingesetzt. Diese sogenannten Eilzüge waren statt mit einer Liniennummer mit einem Fußballsymbol gekennzeichnet. Sie verkehrten auf dem Hinweg zwischen Bertoldsbrunnen und Römerhof, von wo aus die Spielstätte in fünf Minuten zu Fuß erreichbar war, ohne Halt. Nach Spielschluss fuhren die ersten fünf Bahnen ohne Halt bis Oberlinden.
Da die Gleise in der Salzstraße zwischen Bertoldsbrunnen und Schwabentor aus dem Jahr 1978 stammten, mussten sie erneuert werden. Die Arbeiten begannen im April 2021 und waren bis zum 15. August 2021 abgeschlossen.
Im September 2020 wurde mit den Bauarbeiten zur Verlegung der Linie 2 von der Komturstraße in die Waldkircher Straße begonnen. Die Strecke durch die Komturstraße wurde am 10. April 2022 nach 95 Jahren stillgelegt. Die neue Trasse durch die Waldkircher Straße wurde am 14. Juni 2023 pünktlich und im Kostenrahmen geblieben eröffnet.

Zum 15. Dezember 2024 wurde ein neuer Fahrplan eingeführt, bei dem zum ersten Mal seit 2019 grundsätzliche Änderungen der Linienführungen vorgenommen wurden. Die Linie 3 übernahm ab Bertoldsbrunnen den nördlichen Ast der Linie 4 nach Zähringen, und die Linie 4 ab Bertoldsbrunnen den südlichen Ast der Linie 3 nach Vauban.

Netzplan der Straßenbahn Freiburg im Breisgau ab dem 15. Dezember 2024. Die Linie 3 und 4 tauschen die Linienäste nach Zähringen und Vauban.

## Betrieb

### Übersicht
Die fünf Straßenbahnlinien, die allesamt Durchmesserlinien sind, bedienen zusammen 78 Haltestellen. Der mittlere Haltestellenabstand betrug dabei 2012 456 Meter. Mit der Haltestelle Stadthalle (früher Messplatz genannt) in der Mösleschleife, die jedoch abgesehen von der Oldtimerlinie 7 nicht planmäßig bedient wird, sowie der nur bei Betriebsstörungen in der Innenstadt genutzten Haltestelle Schwabentorschleife existieren insgesamt 75 Stationen. Die Straßenbahn verkehrt montags bis freitags zwischen 4:40 Uhr und 1:00 Uhr, am Wochenende durchgehend. Die Linie 2 fährt am Wochenende nur zwischen 5:00 und 0:30. Die Streckenlänge beträgt 35,7 Kilometer, die kumulierte Linienlänge 42,6 Kilometer. Anfang 2019 waren etwa 430 Straßenbahnfahrer bei der VAG beschäftigt. Die VAG betrieb 2014 insgesamt 24 Unterwerke mit einer installierten Trafo-Gesamtleistung von 33,75 Megavoltampere (MVA).
| Linie | Strecke                                                                 | Halte | Takt in der HVZ | Länge  | Fahrzeit        | Betriebsweise        | Fahrzeugeinsatz            | Kurse | Kursnummern |
| ----- | ----------------------------------------------------------------------- | ----- | --------------- | ------ | --------------- | -------------------- | -------------------------- | ----- | ----------- |
| 1     | Littenweiler, Laßbergstraße – Landwasser, Moosweiher                    | 22    | 4 min; 6 min    | 9,9 km | 30 min          | Einrichtungsbetrieb  | GT8N, Combino, Urbos       | 16    | 101 – 116   |
| 2     | Günterstal, Dorfstraße – Hornusstraße (-Zähringen, Gundelfinger Straße) | 19/24 | 10 min          | 8,0 km | 30 min / 37 min | Zweirichtungsbetrieb | GT8Z                       | 8     | 220 – 227   |
| 3     | Zähringen, Gundelfinger Straße – Haid, Munzinger Straße                 | 22    | 6 min; 7,5 min  | 9,9 km | 34 min          | Einrichtungsbetrieb  | GT8N, GT8Z, Combino, Urbos | 12    | 330 – 342   |
| 4     | Messe, Messe Freiburg – Vauban, Innsbrucker Straße                      | 21    | 6 min; 7,5 min  | 8,8 km | 29 min          | Einrichtungsbetrieb  | GT8N, GT8Z, Combino, Urbos | 12    | 445 – 455   |
| 5     | Rieselfeld, Bollerstaudenstraße – Europaplatz                           | 15    | 6 min; 7,5 min  | 6,3 km | 20 min          | Zweirichtungsbetrieb | GT8Z, Combino, Urbos       | 8     | 560 – 569   |

- Die Einrichtungswagen des Typs GT8N können auf den Linien 2 und 5 nicht eingesetzt werden, weil nicht an allen Endhaltestellen Wendeschleifen zur Verfügung stehen.
- Die Triebwagen der Typen Combino und Urbos können auf der Linie 2 nicht eingesetzt werden, da sie nicht für die Strecke nach Günterstal zugelassen sind.
- Die GT8Z kommen auf der Linie 1 in der Regel nicht zum Einsatz, weil ihre Kapazität für diese aufkommensstärkste Linie des Netzes zu gering ist.
- Da die Haltestelle Europa-Park Stadion nur auf einer Seite Bahnsteige hat, wird sie im Regelbetrieb von der Linie 4 nur in Richtung Zähringen angefahren.
- Abends von 21:00 Uhr bis 22:16 Uhr treffen sich zu den Minuten 01, 16, 31 und 46 die Linien 1, 2, 3, und 4 in beiden Richtungen zu einem Rundumanschluss am Bertoldsbrunnen, anschließend dann bis Betriebsschluss im 30-Minuten-Takt zu den Minuten 01 und 31.
- Auf den Linien 1, 3, 4 und 5 wird ein Nachtverkehr im 30-Minuten-Takt (ab Bertoldsbrunnen 1:00 Uhr bis 4:30 Uhr) in den Nächten auf Samstag, Sonntag und vor ausgewählten Feiertagen angeboten.[75] Günterstal und andere inner- und außerstädtische Ziele sind per Taxi bzw. Bus an das Nachtnetz angeschlossen.[76]
- Die Ein- und Ausrückfahrten vom und zum Betriebshof West sind mit einem roten Schrägstrich statt einer Liniennummer gekennzeichnet. Eine Freiburger Besonderheit sind dabei die langen Rückwärtsfahrten der Einrichtungswagen beim Ein- und Ausrücken, diese erfolgen ohne Fahrgäste und mit Hilfe des Heckführerstands. Dieses Verfahren ist auf den Abschnitten VAG-Zentrum – Runzmattenweg (Linie 1) und Heinrich-von-Stephan-Straße – Vauban, Innsbrucker Straße (Linie 4) anzutreffen.[77]
- Mit Ausnahme der Haltestellen Bertoldsbrunnen, Oberlinden und Klosterplatz verfügen alle Stationen über Bahnsteige und ermöglichen damit einen barrierefreien Zustieg.
- Die Kursnummern werden nicht nach Linien (zum Beispiel Linie 3, Kurs 1), sondern aus einem dreistelligen Zahlenbereich vergeben. Ursprünglich handelte es sich um einen zweistelligen Bereich.[78]
- Abgesehen von den Endhaltestellen sind alle Stationen der Freiburger Straßenbahn Bedarfshalte.

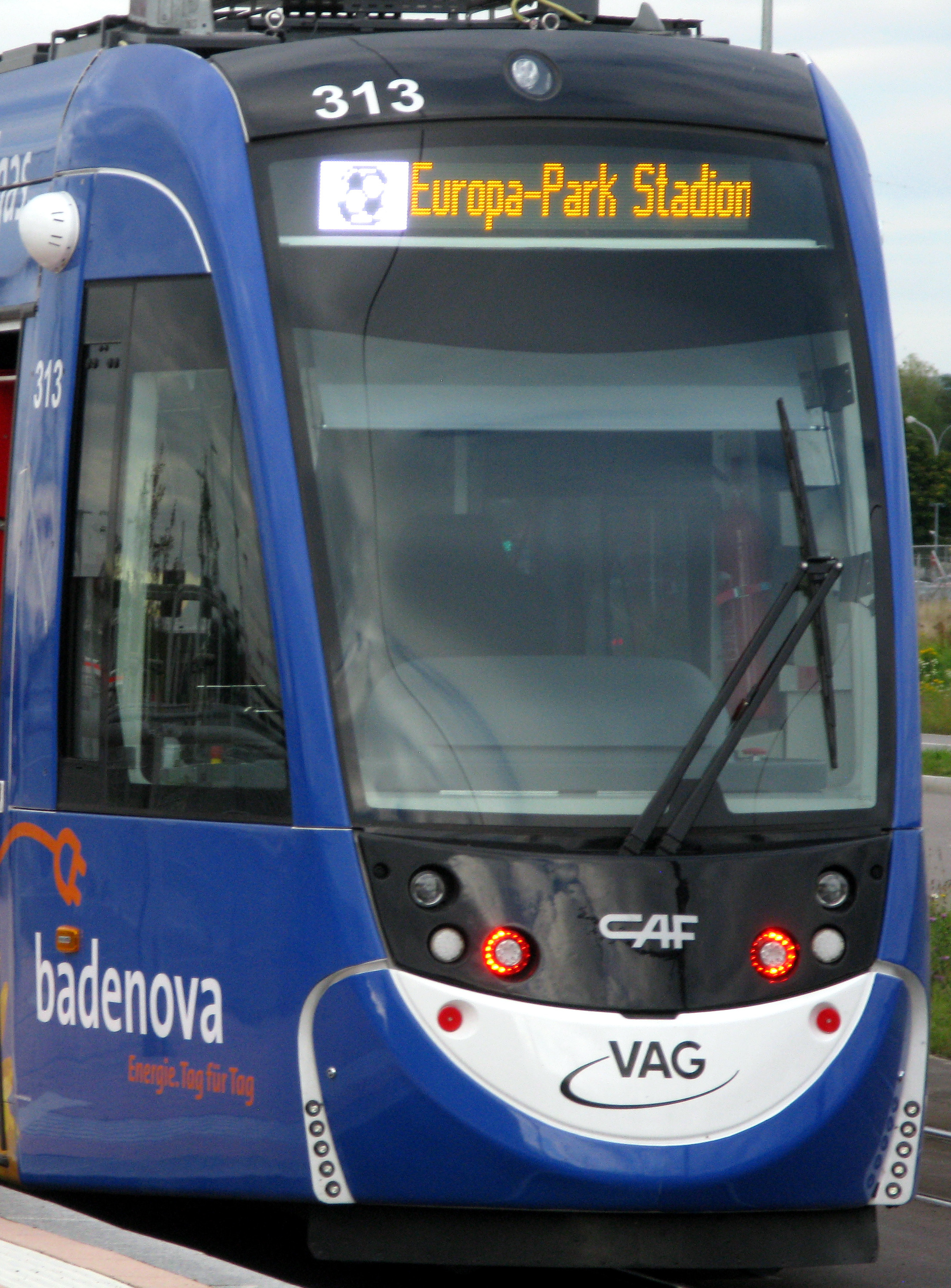
Eilzug an der Haltestelle Europa-Park-Stadion

### Sonderverkehr zum Europa-Park-Stadion
Bei Heimspielen des SC Freiburg im Europa-Park Stadion verkehren ab drei Stunden vor Spielbeginn zusätzlich zur regulären Linie 4 drei Sonderlinien. Diese verkehren vor dem Spiel auf den Strecken Bertoldsbrunnen–Hauptbahnhof–Europa-Park-Stadion, Bissierstraße–Europa-Park-Stadion und Paduaallee–Europa-Park-Stadion. Nach Spielende starten die drei Sonderlinien von der Dreifach-Haltestelle Europa-Park-Stadion und fahren als „Eilzug“ ohne Zwischenhalt bis Rathaus im Stühlinger.

### Tarif
Das gesamte Netz befindet sich in der Tarifzone A des RVF, das heißt für eine Fahrt mit der Straßenbahn gilt immer die Preisstufe 1. Die Fahrradmitnahme ist in der Straßenbahn zu keiner Tageszeit erlaubt. Traditionell ist an Eröffnungstagen neuer Strecken die Beförderung im VAG-Netz kostenlos.
In allen Wagen und an bedeutenden Haltestellen stehen Fahrkartenautomaten zur Verfügung. Der Erwerb von Fahrkarten beim Fahrer ist seit Anfang 2016 nicht mehr möglich.

### Entwicklung der Fahrgastzahlen
| 1902      | 1919       | 1923    | 1936      | 1984        | 1985        | 2000        | 2013       |
| 3.250.000 | 14.600.000 | 800.000 | 9.400.000 | 29.000.000* | 33.800.000* | 65.000.000* | 63.400.000 |

* = Die Fahrgastzahlen der Jahre 1984, 1985 und 2000 beinhalten auch Busse und Schienenersatzverkehre, da für diese Jahre keine explizite Statistiken vorliegen.

### Streckenchronik
Die nachfolgende Tabelle zeigt alle Eröffnungen (weiß hinterlegt) und Streckenstilllegungen (grau hinterlegt) im Personenverkehr, temporäre Einstellungen sind nicht berücksichtigt.
| Strecke                                                                        | Eröffnung          | Stilllegung        |
| ------------------------------------------------------------------------------ | ------------------ | ------------------ |
| Günterstal – Bertoldsbrunnen – Rennweg                                         | 14. Oktober 1901   |                    |
| Hauptbahnhof – Bertoldsbrunnen – Alter Messplatz                               | 2. Dezember 1901   |                    |
| Schwabentorbrücke – Alter Wiehrebahnhof – Lorettostraße                        | 2. Dezember 1901   | 1959               |
| Hauptbahnhof – Lehener Straße                                                  | 1902               | 27. September 1986 |
| Alter Messplatz – Musikhochschule                                              | 1905               |                    |
| Lehener Straße – Friedrich-Ebert-Platz – Güterbahnhof                          | 1908               |                    |
| Kaiserstuhlstraße – Güterbahnhof                                               |                    | 1928               |
| Hauptbahnhof – Hugstetter Straße – Friedrich-Ebert-Platz                       |                    | 27. September 1986 |
| Rennweg – Okenstraße                                                           | 1908               |                    |
| Siegesdenkmal – Hauptbahnhof                                                   | 17. Juni 1909      | 31. Dezember 1961  |
| Wilhelmstraße – Stühlinger Kirchplatz                                          | 1. September 1909  | 31. Dezember 1961  |
| Okenstraße – Komturplatz – Reutebachgasse                                      | 10. März 1910      |                    |
| Lorettostraße – Goethestraße                                                   | Dezember 1910      | 15. Oktober 1931   |
| Stühlinger Kirchplatz – Scherrerplatz                                          | Oktober 1913       | 31. Dezember 1961  |
| Siegesdenkmal – Immentalstraße                                                 | 1. Juli 1914       | 31. Dezember 1961  |
| Musikhochschule – Römerhof – Bahnhof Littenweiler                              | 7. März 1925       |                    |
| Laßbergstraße – Bahnhof Littenweiler                                           |                    | 20. Dezember 1962  |
| Kaiserstuhlstraße – Komturplatz                                                | 1928               | 11. April 2022     |
| Immentalstraße – Herdern Kirche                                                | 1. Juli 1951       | 31. Dezember 1961  |
| Stadttheater – Rathaus im Stühlinger (damals Technisches Rathaus) – Paduaallee | 9. Dezember 1983   |                    |
| Runzmattenweg – Bissierstraße                                                  | 9. Dezember 1983   |                    |
| Paduaallee – Moosweiher                                                        | 14. Juni 1985      |                    |
| Rathaus im Stühlinger (damals Technisches Rathaus) – Friedrich-Ebert-Platz     | 27. September 1986 |                    |
| Bissierstraße – Am Lindenwäldle – Munzinger Straße                             | 26. März 1994      |                    |
| Am Lindenwäldle – Bollerstaudenstraße                                          | 14. September 1997 |                    |
| Am Lindenwäldle – Pressehaus                                                   | 12. Oktober 2002   |                    |
| Pressehaus – Johanneskirche                                                    | 20. März 2004      |                    |
| Heinrich-von-Stephan-Straße – Innsbrucker Straße                               | 29. April 2006     |                    |
| Reutebachgasse – Gundelfinger Straße                                           | 15. März 2014      |                    |
| Robert-Koch-Straße – Technische Fakultät                                       | 11. Dezember 2015  |                    |
| Heinrich-von-Stephan-Straße – Europaplatz                                      | 16. März 2019      |                    |
| Technische Fakultät – Messe Freiburg                                           | 13. Dezember 2020  |                    |
| Hauptfriedhof – Hornusstraße                                                   | 14. Juni 2023      |                    |

### Linienchronik
Die Linien erhielten zunächst Buchstaben, ehe diese 1909 auf arabische Ziffern umgestellt wurden. Jede Linie besaß eigene Zielschilder, die sich farblich von den anderen unterschieden. Die offizielle Einführung von Linienkennfarben erfolgte im Sommerfahrplan 1921. Diese wurden jedoch nicht zu allen Zeiten an den Fahrzeugen angezeigt, sondern dienten teilweise nur der betriebsinternen Unterscheidung oder waren nur auf Netzplänen aufgeführt. Als Besonderheit führte die VAG mit der Liniennetzreform des Jahres 1983, als sich die Farben der Linien änderten, farbige Rollbandanzeigen für die Liniennummer ein. Dies war darüber hinaus in Deutschland nur in wenigen weiteren Städten anzutreffen.

#### Tagesverkehr
| Linie | Strecke | von                | bis                 |
| ----- | --- | ------------------ | ------------------- |
| A     | Hauptstraße (damals: Rennweg) – Siegesdenkmal – Bertoldsbrunnen – Lorettostraße                                                            | 14. Oktober 1901   | 1908                |
| A     | Okenstraße (damals: Roßgäßle) – Siegesdenkmal – Bertoldsbrunnen – Lorettostraße                                                            | 1908               | 16. Juni 1909       |
| 1     | Okenstraße (damals: Roßgäßle) – Siegesdenkmal – Bertoldsbrunnen – Lorettostraße                                                            | 17. Juni 1909      | 27. November 19442) |
| 1     | Okenstraße (damals: Roßgäßle) – Siegesdenkmal – Bertoldsbrunnen – Lorettostraße                                                            | 13. März 1946      | 19. Dezember 1962   |
| 1     | Hornusstraße – Siegesdenkmal – Bertoldsbrunnen – Lorettostraße                                                                             | 20. Dezember 1962  | 8. Dezember 1983    |
| 1     | Laßbergstraße – Schwabentorbrücke – Bertoldsbrunnen – Hauptbahnhof – Runzmattenweg – Paduaallee                                            | 9. Dezember 1983   | 13. Juni 1985       |
| 1     | Laßbergstraße – Schwabentorbrücke – Bertoldsbrunnen – Hauptbahnhof – Runzmattenweg – Moosweiher                                            | 14. Juni 1985      | heute               |
| D     | Hauptstraße (damals: Rennweg) – Siegesdenkmal – Bertoldsbrunnen – Dorfstraße                                                               | 14. Oktober 1901   | 1908                |
| D     | Okenstraße (damals: Roßgäßle) – Siegesdenkmal – Bertoldsbrunnen – Dorfstraße                                                               | 1908               | 16. Juni 1909       |
| 2     | Okenstraße (damals: Roßgäßle) – Siegesdenkmal – Bertoldsbrunnen – Dorfstraße                                                               | 17. Juni 1909      | 9. März 1910        |
| 2     | Reutebachgasse – Siegesdenkmal – Bertoldsbrunnen – Dorfstraße                                                                              | 10. März 1910      | 27. November 19442) |
| 2     | Holzmarkt – Dorfstraße | 28. November 1944  | 15. Mai 1945        |
| 2     | Holzmarkt – Dorfstraße | 25. Mai 1945       | 3. Oktober 1945     |
| 2     | Reutebachgasse – Komturplatz | 25. Juni 1945      | 3. Oktober 1945     |
| 2     | Reutebachgasse – Siegesdenkmal – Bertoldsbrunnen – Dorfstraße                                                                              | 4. Oktober 1945    | September 1996      |
| 2     | Reutebachgasse – Siegesdenkmal – Bertoldsbrunnen – Dorfstraße                                                                              | 29. April 2006     | 14. März 2014       |
| 2     | Gundelfinger Straße – Siegesdenkmal – Bertoldsbrunnen – Dorfstraße                                                                         | 15. März 2014      | 10. Dezember 2015   |
| 2     | Hornusstraße – Siegesdenkmal – Bertoldsbrunnen – Dorfstraße                                                                                | 11. Dezember 2015  | 15. März 2019       |
| 2     | Hornusstraße – Robert-Koch-Straße – Hauptbahnhof – Bertoldsbrunnen – Dorfstraße                                                            | 16. März 2019      | heute               |
| C     | Hauptbahnhof – Bertoldsbrunnen – Schwabentorbrücke – Alter Messplatz (damals: Bleicheweg)                                                  | 2. Dezember 1901   | 1902                |
| C     | Lehener Straße – Hauptbahnhof – Bertoldsbrunnen – Schwabentorbrücke – Alter Messplatz (damals: Bleicheweg)                                 | 1902               | 1905                |
| C     | Lehener Straße – Hauptbahnhof – Bertoldsbrunnen – Schwabentorbrücke – Musikhochschule (damals: Waldsee)                                    | 1905               | 1908                |
| C     | Güterbahnhof – Hauptbahnhof – Bertoldsbrunnen – Schwabentorbrücke – Musikhochschule (damals: Waldsee)                                      | 1908               | 16. Juni 1909       |
| 3     | Güterbahnhof – Hauptbahnhof – Bertoldsbrunnen – Schwabentorbrücke – Musikhochschule (damals: Waldsee)                                      | 17. Juni 1909      | 14. April 1921      |
| 3     | Güterbahnhof – Hauptbahnhof – Bertoldsbrunnen – Alter Messplatz (damals: Bleichestraße)                                                    | 15. April 1921     | 7. März 1925        |
| 3     | Güterbahnhof – Hauptbahnhof – Bertoldsbrunnen – Schwabentorbrücke – Musikhochschule (damals: Waldsee)                                      | 8. März 1925       | 1928                |
| 3     | Friedrich-Ebert-Platz (damals: Hohenzollernplatz) – Hauptbahnhof – Bertoldsbrunnen – Schwabentorbrücke – Musikhochschule (damals: Waldsee) | 1928               | 1938                |
| 3     | Friedrich-Ebert-Platz (damals: Hohenzollernplatz) – Hauptbahnhof – Bertoldsbrunnen – Schwabentorbrücke – Römerhof (damals: Wendelinstraße) | 1938               | 27. November 19442) |
| 3     | Friedrich-Ebert-Platz (damals: Hohenzollernplatz) – Hauptbahnhof – Bertoldsbrunnen – Schwabentorbrücke – Römerhof (damals: Wendelinstraße) | 13. März 1946      | 1953–1957           |
| 3     | Hauptfriedhof (damals: Friedhof) – Hauptbahnhof – Bertoldsbrunnen – Schwabentorbrücke – Römerhof                                           | 1953–1957          | 19. Dezember 1962   |
| 3     | Hauptfriedhof (damals: Friedhof) – Hauptbahnhof – Bertoldsbrunnen – Schwabentorbrücke – Laßbergstraße                                      | 20. Dezember 1962  | ?                   |
| 3     | Hornusstraße – Hauptbahnhof – Bertoldsbrunnen – Schwabentorbrücke – Laßbergstraße                                                          | ?                  | 8. Dezember 1983    |
| 3     | Ringlinie: Hornusstraße – Hauptbahnhof – Bertoldsbrunnen – Siegesdenkmal – Hornusstraße (– Reutebachgasse)1)                               | 9. Dezember 1983   | 26. September 1986  |
| 3     | Ringlinie: Hornusstraße – Robert-Koch-Straße – Hauptbahnhof – Bertoldsbrunnen – Siegesdenkmal – Hornusstraße (– Reutebachgasse)1)          | 27. September 1986 | September 1996      |
| 3     | Oldtimerlinie3): Paduaallee – Runzmattenweg – Hauptbahnhof – Bertoldsbrunnen – Schwabentorbrücke – Musikhochschule (damals: Stadthalle)    | September 1996     | 1. Oktober 2005     |
| 3     | Innsbrucker Straße – Heinrich-von-Stephan-Straße – Bertoldsbrunnen – Hauptbahnhof – Runzmattenweg – Munzinger Straße                       | 29. April 2006     | 14. Dezember 2024   |
| 3     | Gundelfinger Straße – Europaplatz – Bertoldsbrunnen – Hauptbahnhof – Runzmattenweg – Munzinger Straße                                      | 15. Dezember 2024  | heute               |
| B     | Hauptbahnhof – Bertoldsbrunnen – Schwabentorbrücke – Alter Wiehrebahnhof (damals: Bahnhof Wiehre) – Lorettostraße                          | 2. Dezember 1901   | 1902                |
| B     | Lehener Straße – Hauptbahnhof – Bertoldsbrunnen – Schwabentorbrücke – Alter Wiehrebahnhof (damals: Bahnhof Wiehre) – Lorettostraße         | 1902               | 16. Juni 1909       |
| 4     | Lehener Straße – Hauptbahnhof – Bertoldsbrunnen – Schwabentorbrücke – Alter Wiehrebahnhof (damals: Bahnhof Wiehre) – Lorettostraße         | 17. Juni 1909      | Dezember 1910       |
| 4     | Lehener Straße – Hauptbahnhof – Bertoldsbrunnen – Schwabentorbrücke – Alter Wiehrebahnhof (damals: Bahnhof Wiehre) – Goethestraße          | Dezember 1910      | 14. April 1921      |
| 4     | Lehener Straße – Hauptbahnhof – Bertoldsbrunnen – Schwabentorbrücke – Musikhochschule (damals: Waldsee/Mösle)                              | 15. April 1921     | 6. März 1925        |
| 4     | Lehener Straße – Hauptbahnhof – Bertoldsbrunnen – Schwabentorbrücke – Bahnhof Littenweiler                                                 | 7. März 1925       | 1928                |
| 4     | Komturplatz – Hauptbahnhof – Bertoldsbrunnen – Schwabentorbrücke – Bahnhof Littenweiler                                                    | 1928               | 27. November 19442) |
| 4     | Oberlinden – Schwabentorbrücke – Bahnhof Littenweiler                                                                                      | 28. November 1944  | 15. Mai 1945        |
| 4     | Oberlinden – Schwabentorbrücke – Bahnhof Littenweiler                                                                                      | 25. Mai 1945       | 12. März 1946       |
| 4     | Komturplatz – Friedrich-Ebert-Platz (damals: Hohenzollernplatz)                                                                            | 25. Juni 1945      | 12. März 1946       |
| 4     | Komturplatz – Hauptbahnhof – Bertoldsbrunnen – Schwabentorbrücke – Bahnhof Littenweiler                                                    | 13. März           | 19. Dezember 1962   |
| 4     | Hornusstraße – Hauptbahnhof – Bertoldsbrunnen – Schwabentorbrücke – Laßbergstraße                                                          | 20. Dezember 1962  | 8. Dezember 1983    |
| 4     | Hornusstraße – Hauptbahnhof – Bertoldsbrunnen – Schwabentorbrücke – Lorettostraße (– Dorfstraße)1)                                         | 9. Dezember 1983   | 26. September 1986  |
| 4     | Hornusstraße – Robert-Koch-Straße – Hauptbahnhof – Bertoldsbrunnen – Schwabentorbrücke – Lorettostraße (– Dorfstraße)1)                    | 27. September 1986 | September 1996      |
| 4     | Hornusstraße – Robert-Koch-Straße – Hauptbahnhof – Bertoldsbrunnen – Dorfstraße                                                            | September 1996     | 28. April 2006      |
| 4     | Gundelfinger Straße – Europaplatz – Bertoldsbrunnen – Hauptbahnhof – Robert-Koch-Straße – Technische Fakultät                              | 11. Dezember 2015  | 12. Dezember 2020   |
| 4     | Gundelfinger Straße – Europaplatz – Bertoldsbrunnen – Hauptbahnhof – Robert-Koch-Straße – Messe Freiburg                                   | 13. Dezember 2020  | 14. Dezember 2024   |
| 4     | Innsbrucker Straße – Heinrich-von-Stephan-Straße – Bertoldsbrunnen – Hauptbahnhof – Robert-Koch-Straße – Messe Freiburg                    | 15. Dezember 2024  | heute               |
| 5     | Siegesdenkmal – Hauptbahnhof | 17. Juni 1909      | 31. August 1909     |
| 5     | Siegesdenkmal – Hauptbahnhof – Eschholzstraße (damals: Stühlinger Kirchplatz)                                                              | 1. September 1909  | Oktober 1913        |
| 5     | Siegesdenkmal – Hauptbahnhof –Eschholzstraße (damals: Stühlinger Kirchplatz) – Scherrerplatz                                               | Oktober 1913       | 22. November 1919   |
| 5     | Immentalstraße – Siegesdenkmal – Hauptbahnhof – Eschholzstraße (damals: Stühlinger Kirchplatz) – Scherrerplatz                             | 23. November 1919  | 27. November 19442) |
| 5     | Eschholzstraße (damals: Stühlinger Kirchplatz) – Scherrerplatz                                                                             | 1. September 1946  | 14. April 1949      |
| 5     | Immentalstraße – Siegesdenkmal | 18. Oktober 1946   | 14. April 1949      |
| 5     | Immentalstraße – Siegesdenkmal – Hauptbahnhof – Eschholzstraße (damals: Stühlinger Kirchplatz) – Scherrerplatz                             | 15. April 1949     | 30. Juni 1951       |
| 5     | Herdern Kirche – Siegesdenkmal – Hauptbahnhof – Eschholzstraße (damals: Stühlinger Kirchplatz) – Scherrerplatz                             | 1. Juli 1951       | 31. Dezember 1961   |
| 5     | Bissierstraße – Runzmattenweg – Hauptbahnhof – Bertoldsbrunnen – Siegesdenkmal – Hornusstraße (– Reutebachgasse)1)                         | 9. Dezember 1983   | 25. März 1994       |
| 5     | Munzinger Straße – Runzmattenweg – Hauptbahnhof – Bertoldsbrunnen – Siegesdenkmal – Hornusstraße (– Reutebachgasse)1)                      | 26. März 1994      | 19. März 2004       |
| 5     | Bollerstaudenstraße – Scherrerplatz – Hauptbahnhof – Bertoldsbrunnen – Runzmattenweg – Bissierstraße                                       | 20. März 2004      | 28. April 2006      |
| 5     | Bollerstaudenstraße – Scherrerplatz – Bertoldsbrunnen – Hauptbahnhof – Robert-Koch-Straße – Hornusstraße                                   | 29. April 2006     | 14. März 2014       |
| 5     | Bollerstaudenstraße – Scherrerplatz – Bertoldsbrunnen – Hauptbahnhof – Robert-Koch-Straße – Hornusstraße (– Gundelfinger Straße)1)         | 15. März 2014      | 15. März 2019       |
| 5     | Bollerstaudenstraße – Scherrerplatz – Stadttheater – Europaplatz                                                                           | 16. März 2019      | heute               |
| 64)   | Immentalstraße – Siegesdenkmal | 1. Juli 1914       | 22. November 1919   |
| 64)   | Schwabentorbrücke – Alter Wiehrebahnhof (damals: Bahnhof Wiehre) – Goethestraße                                                            | 15. April 1921     | 16. Oktober 1922    |
| 64)   | Schwabentorbrücke – Alter Wiehrebahnhof (damals: Bahnhof Wiehre) – Goethestraße                                                            | 22. Dezember 1924  | 15. Oktober 1931    |
| 64)   | Schwabentorbrücke – Alter Wiehrebahnhof (damals: Bahnhof Wiehre)                                                                           | 16. Oktober 1931   | 9. November 1934    |
| 64)   | Schwabentorbrücke – Alter Wiehrebahnhof – Lorettostraße                                                                                    | 1940               | 1943                |
| 64)   | Schwabentorbrücke – Alter Wiehrebahnhof – Lorettostraße                                                                                    | 1. September 1946  | 19. November 1950   |
| 6     | Bollerstaudenstraße – Runzmattenweg – Hauptbahnhof – Bertoldsbrunnen – Siegesdenkmal – Reutebachgasse                                      | 14. September 1997 | 19. März 2004       |
| 6     | Munzinger Straße – Runzmattenweg – Hauptbahnhof – Bertoldsbrunnen – Siegesdenkmal – Reutebachgasse                                         | 20. März 2004      | 28. April 2006      |
| 7     | Munzinger Straße – Scherrerplatz – Pressehaus                                                                                              | 12. Oktober 2002   | 19. März 2004       |
| 7     | Oldtimerlinie3): Paduaallee – Runzmattenweg – Hauptbahnhof – Bertoldsbrunnen – Schwabentorbrücke – Musikhochschule                         | 6. Mai 2006        | heute               |
| 8     | Munzinger Straße – Runzmattenweg – Hauptbahnhof – Bertoldsbrunnen – Schwabentorbrücke – Musikhochschule (damals: Stadthalle)               | 3. Juni 2002       | 27. Juli 2002       |

1) = nur im Berufsverkehr
2) = Bombardierung Freiburgs am 27. November 1944
3) = nur an den ersten Samstagen in den Monaten von Mai bis September und betrieben durch die Freunde der Freiburger Straßenbahn (FdFS)
4) = Das Zielschild war diagonal geteilt, oben links weiß und unten rechts rot.

#### Nachtverkehr
Der Nachtverkehr „Safer Traffic“, der ab 1996 mit Bussen angeboten wurde, wird seit dem 14. Dezember 2014 zu großen Teilen mit der Straßenbahn abgewickelt.
| Linie | Strecke | von               | bis               |
| ----- | --- | ----------------- | ----------------- |
| 1     | Laßbergstraße – Schwabentorbrücke – Bertoldsbrunnen – Hauptbahnhof – Runzmattenweg – Moosweiher                         | 14. Dezember 2014 | heute             |
| 2/5   | Gundelfinger Straße – Siegesdenkmal – Bertoldsbrunnen – Scherrerplatz – Bollerstaudenstraße                             | 14. Dezember 2014 | 6. Dezember 2015  |
| 3     | Innsbrucker Straße – Heinrich-von-Stephan-Straße – Bertoldsbrunnen – Hauptbahnhof – Runzmattenweg – Munzinger Straße    | 14. Dezember 2014 | 14. Dezember 2024 |
| 3     | Gundelfinger Straße – Europaplatz – Bertoldsbrunnen – Hauptbahnhof – Runzmattenweg – Munzinger Straße                   | 15. Dezember 2024 | heute             |
| 4     | Gundelfinger Straße – Europaplatz – Bertoldsbrunnen – Hauptbahnhof – Robert-Koch-Straße – Messe Freiburg                | 11. Dezember 2015 | 14. Dezember 2024 |
| 4     | Innsbrucker Straße – Heinrich-von-Stephan-Straße – Bertoldsbrunnen – Hauptbahnhof – Robert-Koch-Straße – Messe Freiburg | 15. Dezember 2024 | heute             |
| 5     | Bollerstaudenstraße – Scherrerplatz – Bertoldsbrunnen                                                                   | 11. Dezember 2015 | 15. März 2019     |
| 5     | Bollerstaudenstraße – Scherrerplatz – Stadttheater – Europaplatz                                                        | 16. März 2019     | heute             |

### Probleme
Schon gut ein halbes Jahr nach Inbetriebnahme bzw. Erneuerung (März 2014) der Gleise in Zähringen bis zur Gundelfinger Straße mussten die Schienen in den Kurven verstärkt werden, im Sommer 2015 waren sie erneut übermäßig abgefahren. Zu der Zeit verkehrten dort nur Bahnen des Typs GT8Z. Nachdem 2015 ein lautes Quietschen der Bahnen in der Kurve am Bertoldsbrunnen auffiel, wurde die VAG 2017 und 2018 von Anwohnern deswegen und weil die Klimaanlagen zu laut seien angezeigt. Im April 2019 wurde bekannt, dass die VAG die Ursache für Quietschen und übermäßigen Verschleiß von Schienen und Rädern gefunden hat. Bei dem Typ GT8Z waren Verschraubungen zu locker. Außerdem rüstet sie seit 2018 die Schmiervorrichtungen und -mittel auf allen Bahnen um.
Nach zweieinhalb Jahren Betrieb musste Ende 2019 in der Gleiskreuzung am Stadttheater ein Schienenstück wegen eines Längsrisses ausgetauscht werden.

## Fahrzeuge

### Aktuell eingesetzte Fahrzeuge

#### GT8N

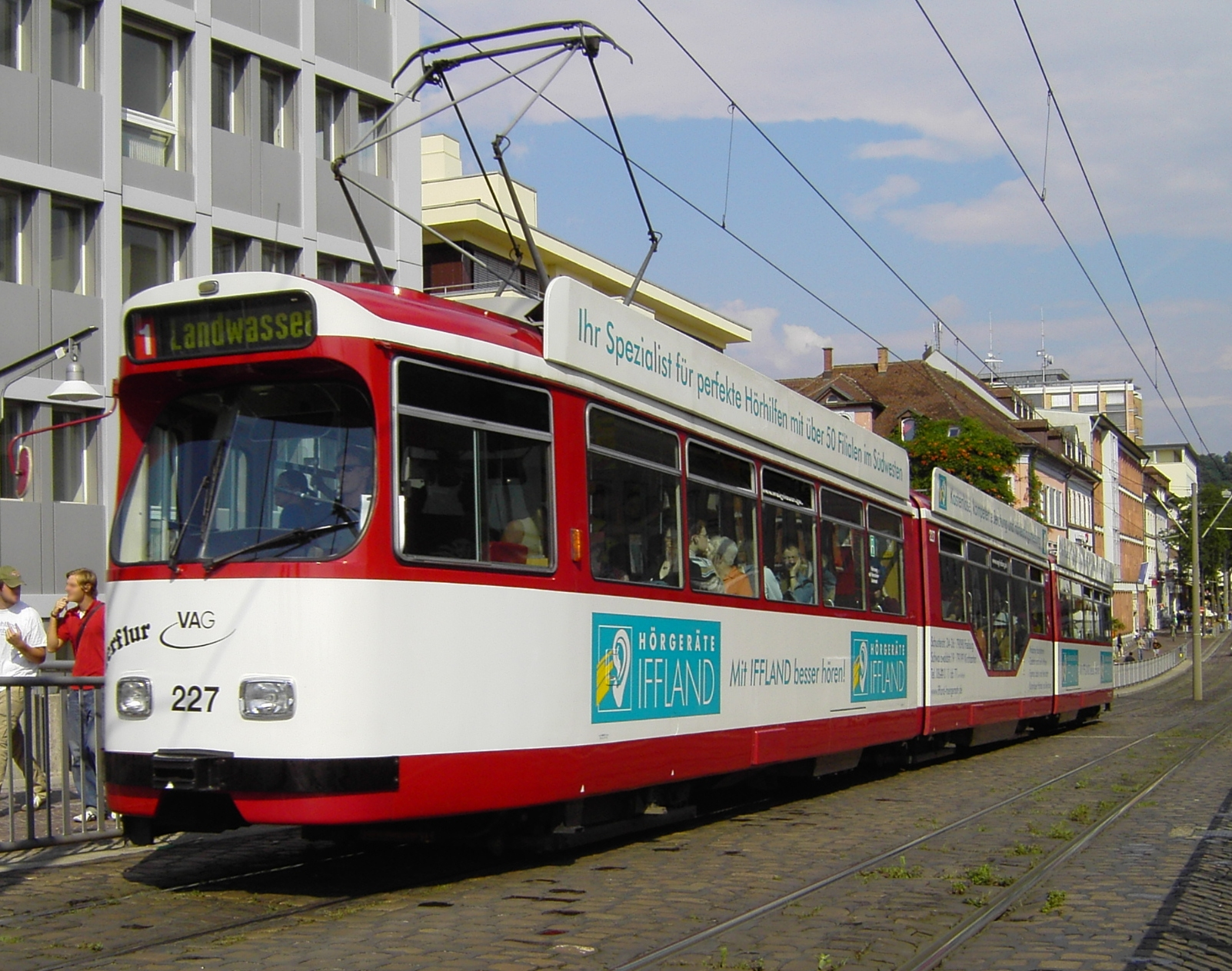
GT8N

1990 lieferte Duewag eine weitere Serie mit elf weiterentwickelten GT8 zu einem Stückpreis von je 2,75 Millionen D-Mark. Im Gegensatz zu ihren Vorgängern besitzen die GT8N 221–231 ein Niederflur-Mittelteil, das einen barrierefreien Einstieg ermöglicht. Zunächst wurden die GT8N vor allem auf der Linie 1 eingesetzt, wo sie die kurzfristig aus Stuttgart beschafften GT4 ablösten.
Im Gegensatz zu den GT8K wurden die GT8N wieder mit Scherenstromabnehmern ausgestattet. 2001 erhielten alle Wagen eine Matrixanzeige. Die Fahrzeuge wurden zudem vom Unternehmen Cegelec aus Tschechien modernisiert, dabei wurde die veraltete Thyristor-Technik durch die relativ neue IGBT-Technik (insulated-gate bipolar transistor) ersetzt, die eine Weiterentwicklung des Thyristors darstellt. Ziel dieser Maßnahme war es, die Nutzungsdauer der Fahrzeuge zu verlängern, Wartungskosten und Stromverbrauch zu reduzieren und die Verfügbarkeit von Ersatzteilen zu verbessern. Die Modernisierung wurde 2011 abgeschlossen.
Die GT8N werden werktags auf den Einrichtungslinien 1, 3 und 4 eingesetzt. Der bei einem Auffahrunfall im Dezember 2018 schwer beschädigte Wagen 223 wurde bereits ausgemustert, mit der Ausmusterung der übrigen soll perspektivisch ab 2025 begonnen werden.

#### GT8Z

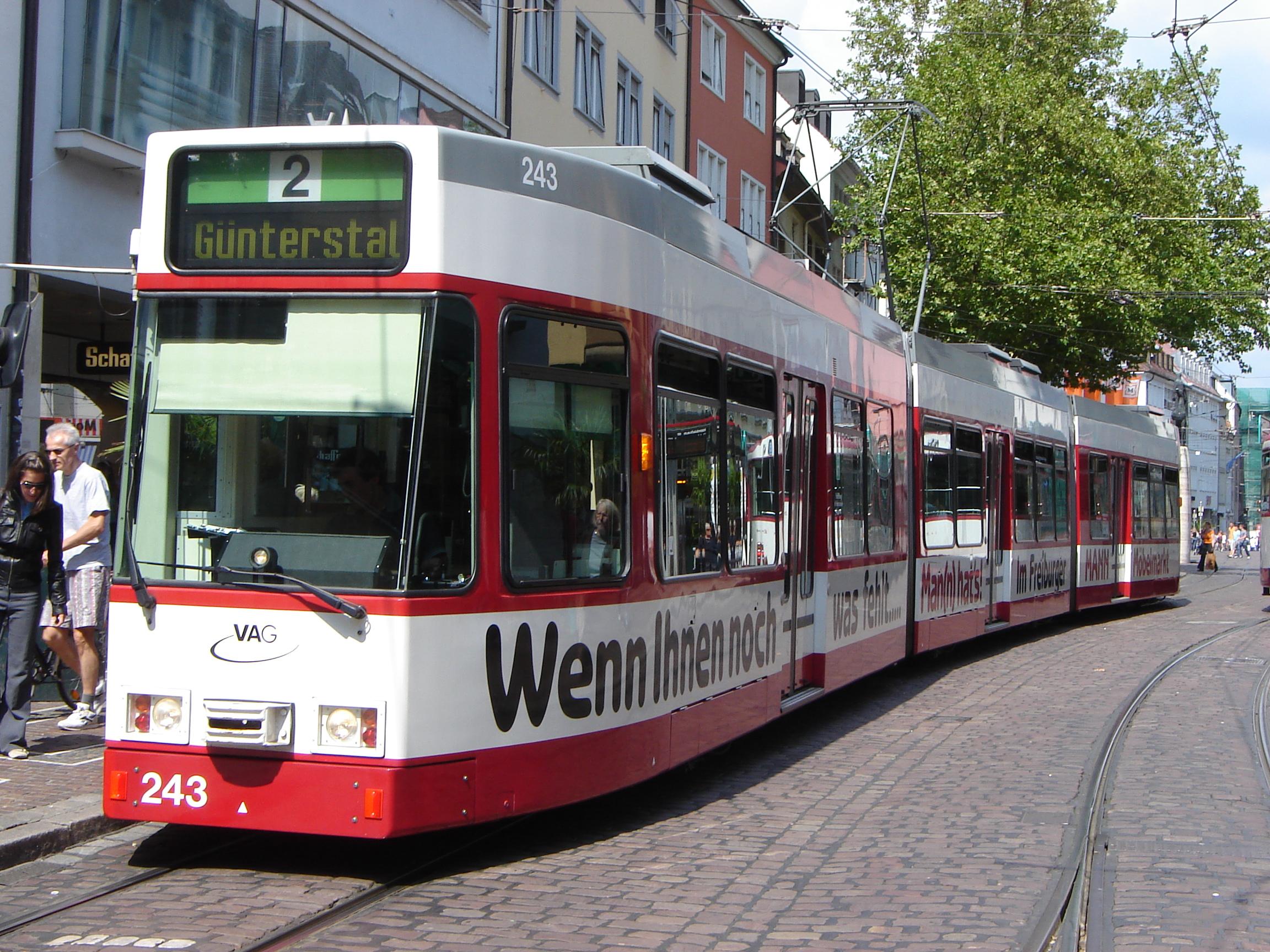
GT8Z

Anfang der 1990er Jahre sah man sich in Freiburg nach modernen Niederflurwagen um. Deswegen lag es nahe, 1994 zur Inbetriebnahme der Strecke nach Haid bei Duewag eine Serie von 26 GT8Z (241–266) mit einem Niederfluranteil von 48 Prozent zu bestellen. Der Anschaffungspreis betrug je vier Millionen D-Mark. Gleichzeitig mit der Auslieferung wurden die letzten verbliebenen GT4 ausgemustert. Die Zweirichtungswagen können auf allen Linien flexibel eingesetzt werden. Auf der Linie 2 wird wegen der kurzen Endhaltestelle in Günterstal ausschließlich dieser Typ eingesetzt, während Einsätze auf der Linie 1 wegen der geringeren Kapazität selten sind.
Nach zwanzig Betriebsjahren wurden zunehmend Rostschäden festgestellt. Deswegen wurden die GT8Z von 2012 bis 2021 grundlegend modernisiert. Diese Modernisierung umfasste eine Erneuerung des Wagenkastens und einen Austausch der Transistoren im Siemens-Prüfcenter Wegberg-Wildenrath, eine Erneuerung der Elektronik durch die tschechische Cegelec-Tochter, ein neues Lackierungsschema in rot-weiß-schwarz und ein angepasstes Innendesign mit neuen Sitzpolstern.
Der Wagen 243 brach bei einem schweren Unfall am 2. Februar 2023 auseinander und musste daher verschrottet werden.

#### Combino Basic

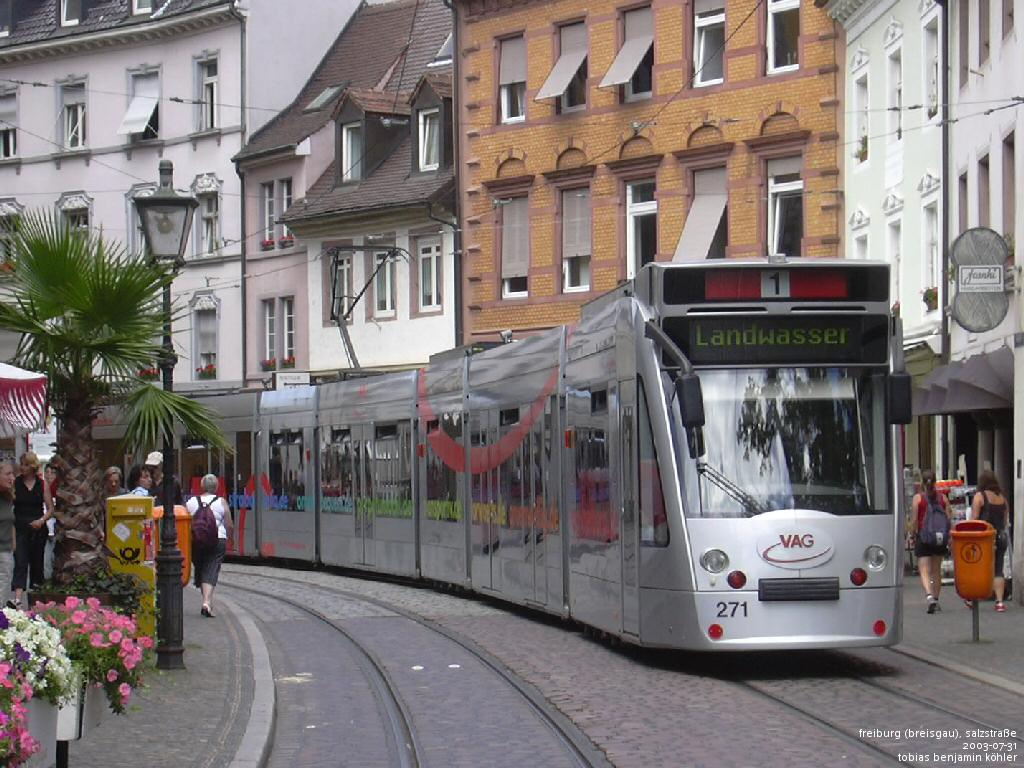
Combino Basic

Durch die Eröffnung der Strecken ins Rieselfeld und nach Haslach stieg der Fahrzeugbedarf weiter an. Deswegen wurde eine Serie mit neun Fahrzeugen beim Duewag-Nachfolgeunternehmen Siemens bestellt. Die ersten siebenteiligen Zweirichtungswagen wurden 1999 ausgeliefert.
Auf Grund gravierender Konstruktionsmängel mussten 2004 sämtliche Combinos aus dem Verkehr gezogen werden. Zuvor war das Lösen von einigen Schraubverbindungen festgestellt worden, was die Betriebssicherheit erheblich einschränkte. Grund für diese Probleme, die ein weltweites Ausmaß annahmen, war eine falsche Berechnung der Wagenkästen, irrtümlich wurden die Werte für Hochflurfahrzeuge angenommen. Wagen 272 wurde in diesem Zusammenhang künstlich gealtert, um mehr Erkenntnisse über die Festigkeit der Wagenkästen zu erlangen. Nach diesen Versuchen war dieser Wagen nicht mehr zu gebrauchen und schied aus dem Fahrbetrieb aus. Die Sanierung der Combinos zog sich noch bis 2007 hin.

#### Combino Advanced

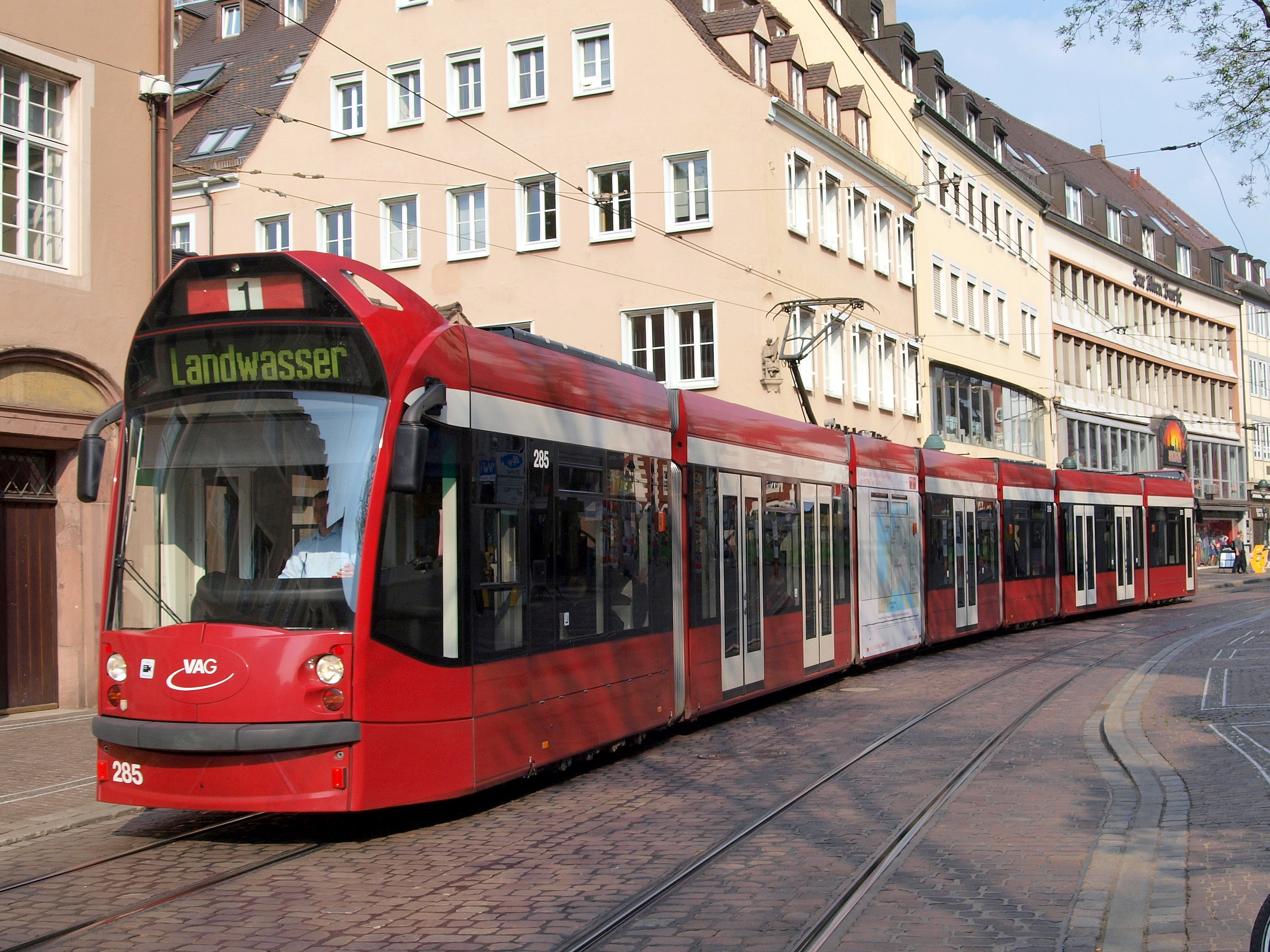
Combino Advanced

Die Combino Advanced wurden von Siemens auf eigene Rechnung gebaut und der VAG zunächst kostenlos zur Verfügung gestellt. Bei dieser 2004 und 2006 ausgelieferten Serie mit den Betriebsnummern 281–290 wurden die Wagenkästen von Anfang an verstärkt, um ähnliche Probleme wie beim Combino Basic zu vermeiden. Ursprünglich waren nur neun Fahrzeuge vorgesehen, Wagen 290 wurde als Ersatz für den verschrotteten Combino 272 geliefert.
Die siebenteiligen Zweirichtungswagen unterscheiden sich von ihren Vorgängern durch eine rundere Kopfform. Zudem ist der gesamte Fahrgastraum klimatisiert, bei den Combino Basic nur die Fahrerkabine.

#### Urbos

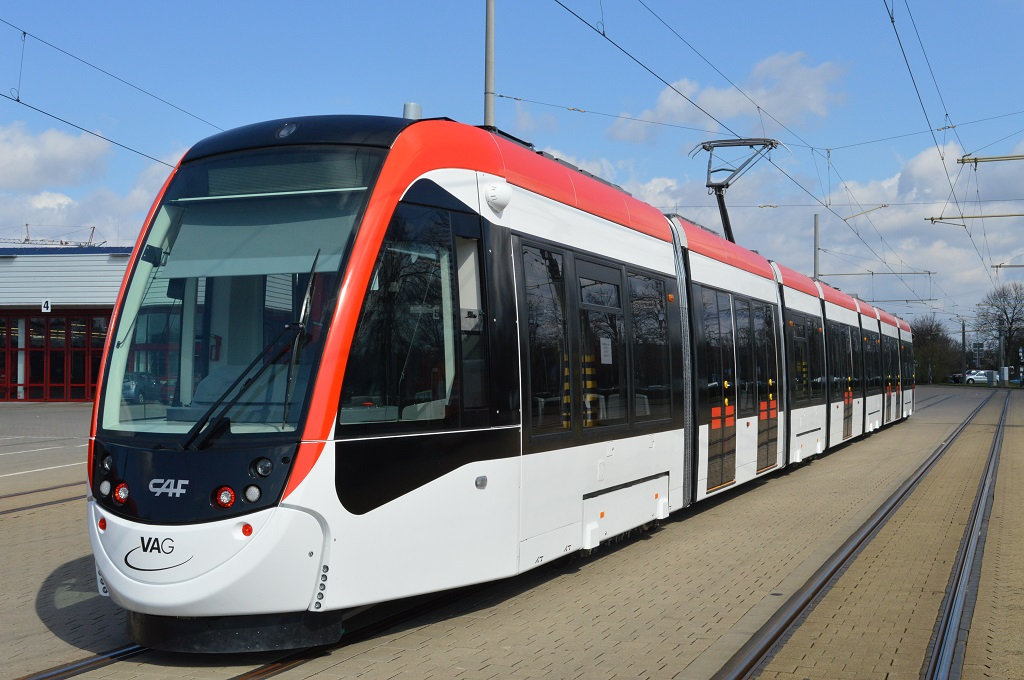
Urbos

Am 4. Februar 2013 erhielt das spanische Unternehmen CAF unter vier Bewerbern den Zuschlag für zwölf rund 42 Meter lange siebenteilige Zweirichtungswagen des Typs Urbos 100 mit je vier Drehgestellen. Der Kaufpreis lag bei 36 Millionen Euro. Der erste Wagen mit der späteren Nummer 302 traf am 17. März 2015 ein. Fünf weitere Wagen der ersten Serie mit den Nummern 301 und 303 bis 306 wurden bis Sommer 2015 ausgeliefert. Nach Erprobungs- und Schulungsfahrten begann am 22. Juli 2015 der reguläre Einsatz. Die neuen Fahrzeuge fahren auf den Linien 1, 3, 4 und 5. Die Auslieferung der zweiten Serie mit den Nummern 307 bis 312 war zwischen Februar und Juli 2017. Ab Sommer 2017 waren zwölf Urbos (301–312) im Fahrgastbetrieb.
Am 6. Juni 2018 unterzeichneten VAG und CAF einen Vertrag über die Lieferung von fünf weiteren Fahrzeugen dieses Typs, die die letzten hochflurigen Wagen ersetzten. Das erste Fahrzeug mit der Nummer 313 wurde im November 2020 ausgeliefert. Wegen einiger Modifikationen folgt zunächst ein aufwändiger Prozess für die Serienzulassung, daher sind die Urbos der dritten Lieferserie erst seit April 2021 im Fahrgastbetrieb. Sie sind serienmäßig mit einer Schienenkopfkonditionierungsanlage ausgestattet, die den Gleisverschleiß mindern soll. Das Land Baden-Württemberg bezuschusst den Kauf mit einer Million pro Wagen. Im Mai 2021 unterzeichnete die VAG einen Vertrag über die Lieferung von weiteren acht Fahrzeugen, welche die GT8N ersetzen sollen. Das erste Fahrzeug der vierten Serie mit der Nummer 318 wurde Mitte September 2023 angeliefert, der letzte Urbos ging im November 2024 in Betrieb.
Bei Unfällen wurden die Wagen 302, 309, 310 und 311 stark beschädigt und mussten anschließend in Spanien wieder Instand gesetzt werden.

#### Übersicht
| Modell           | Hersteller | Nummern | Anzahl | Baujahre  | Bestand 2025 |
| ---------------- | ---------- | ------- | ------ | --------- | ------------ |
| GT8N             | Duewag     | 221–231 | 11     | 1990/91   | 10           |
| GT8Z             | Duewag     | 241–266 | 26     | 1994      | 25           |
| Combino Basic    | Siemens    | 271–279 | 9      | 1999/2000 | 8            |
| Combino Advanced | Siemens    | 281–285 | 5      | 2004      | 10           |
| Combino Advanced | Siemens    | 286–290 | 5      | 2006      | 10           |
| Urbos            | CAF        | 301–306 | 6      | 2015      | 25           |
| Urbos            | CAF        | 307–312 | 6      | 2017      | 25           |
| Urbos            | CAF        | 313–317 | 5      | 2020/21   | 25           |
| Urbos            | CAF        | 318–325 | 8      | 2023/24   | 25           |

### Ehemalige Fahrzeuge und Museumsfahrzeuge

#### Triebwagen
Folgende Triebwagen wurden für die Straßenbahn beschafft, die aktuell nicht mehr im regulären Linienverkehr eingesetzt werden. Bis 1959 beschaffte die Gesellschaft ausschließlich Zweiachser beziehungsweise kurze vierachsige Maximumtriebwagen, ab diesem Jahr dann nur noch Gelenkwagen. Großraumwagen waren hingegen in Freiburg nie im Einsatz. Die bisher ausgemusterten Fahrzeuge waren hochflurig.
Die noch erhaltenen Wagen werden teilweise auf der vom Freunde der Freiburger Straßenbahn (FdFS) betriebenen Oldtimerlinie 7 eingesetzt. Die pendelt in den Monaten Mai bis September an jedem ersten Samstag eines Monats im Halbstundentakt zwischen Paduaallee und der Stadthalle, hält an allen Zwischenstationen und kann kostenlos benutzt werden. Die historischen Fahrzeuge sind im ehemaligen Betriebshof Süd an der Urachstraße stationiert.
|  | Nummern | Stück | Hersteller                                                       | Typ               | Art         | Baujahre  | Einsatz bis | Verbleib |
|  | ------- | ----- | ---------------------------------------------------------------- | ----------------- | ----------- | --------- | ----------- | --- |
|  | 1–27    | 27    | HAWA                                                             | Zweiachser        | Zweirichter | 1901      | 1954        | Nummer 2 als Museumswagen erhalten |
|  | 28–30   | 03    | Waggonfabrik Rastatt                                             | Zweiachser        | Zweirichter | 1907      | 1960        | |
|  | 31–40   | 10    | MAN                                                              | Zweiachser        | Zweirichter | 1909      | 1962        | Nummer 38 bis 1971 Arbeitswagen, als Museumswagen erhalten |
|  | 41–47   | 07    | MAN                                                              | Zweiachser        | Zweirichter | 1914      | 1966        | Nummer 42 wurde 1972 an das Fahrzeugmuseum Marxzell abgegeben, Nummer 45 als Museumswagen erhalten |
|  | 47–52   | 06    | Waggonfabrik Fuchs                                               | Maximumtriebwagen | Zweirichter | 1927      | 1968        | Nummer 47 in Zweitbesetzung vergeben |
|  | 53–61   | 09    | Waggonfabrik Rastatt                                             | Maximumtriebwagen | Zweirichter | 1927–1929 | 1978        | Nummer 56 als Museumswagen erhalten |
|  | 61–74   | 14    | Waggonfabrik Rastatt                                             | Verbandswagen     | Zweirichter | 1951–1953 | 1972        | Nummer 70 als Museumswagen erhalten, Nummer 61 in Zweitbesetzung vergeben, erste Freiburger Wagen mit Stahlaufbau, Nummer 72 als Arbeitswagen 406 erhalten                                                                               |
|  | 100–102 | 03    | Waggonfabrik Rastatt                                             | Sputnik           | Einrichter  | 1959      | 1993        | erster Freiburger Gelenkwagentyp, benannt nach dem gleichnamigen Erdsatelliten, 100 (1967 bis 1994 als 103 bezeichnet) wurde als Reklamestraßenbahn weiterverwendet und ist seit 2006 Museumswagen, 101 und 102 wurden 1995 verschrottet |
|  | 104–122 | 19    | 104–114: Maschinenfabrik Esslingen 115–122: Waggonfabrik Rastatt | GT4               | Zweirichter | 1962–1968 | 1994        | nach Ausmusterung an die Straßenbahn Brandenburg an der Havel, die Straßenbahn Halberstadt und die Straßenbahn Nordhausen verkauft, 107 in Aufarbeitung, 109 als Museumswagen und 121 als Partywagen erhalten                            |
|  | 151–160 | 10    | Maschinenfabrik Esslingen                                        | GT4 Stuttgart     | Einrichter  | 1964      | 1990        | 1985 gebraucht aus Stuttgart übernommen, nach Ausmusterung an die Straßenbahn Halle (Saale) verschenkt, 151–157 von dort an die Straßenbahn Iași weitergereicht, 158–160 verschrottet                                                    |
|  | 201–204 | 04    | Duewag                                                           | GT8               | Einrichter  | 1972      | 2001        | von 2006 bis 2012 bei der Straßenbahn Łódź im Einsatz, dort danach verschrottet/Ersatzteilspender |
|  | 205–214 | 10    | Duewag                                                           | GT8               | Einrichter  | 1981      | 2025        | Wagen 212 als „eiserne Reserve“ noch erhalten |

#### Beiwagen
|  | Nummern | Stück | Hersteller           | Baujahre  | Ausmusterung | Bemerkungen |
|  | ------- | ----- | -------------------- | --------- | ------------ | --- |
|  | 28–31   | 04    | HAWA                 | 1901      | 1918–1921    | 29–31 offene Salonbeiwagen, beschafft für den Einsatz nach Günterstal, 1909 in 101–104 umnummeriert                                           |
|  | 32–34   | 03    | Waggonfabrik Rastatt | 1903      | 1944         | Beschafft für den Einsatz nach Günterstal, 1909 in 105–107 umbenannt, Wagen erhielten 1954 in eigener Werkstatt neue Aufbauten                |
|  | 38–40   | 03    | Waggonfabrik Rastatt | 1907      | 1968         | Beschafft für den Einsatz nach Günterstal, 1909 in 108–111 umbenannt, Wagen erhielten 1950 in eigener Werkstatt neue Aufbauten                |
|  | 111–120 | 10    | MAN                  | 1909      | 1971         | passend zu den Triebwagen 31–40, Einsatz auf den Linien 2 und 4, die Wagen erhielten 1949 bei Rathgeber neue Aufbauten (neue Nummern 116–125) |
|  | 126–134 | 09    | Rathgeber            | 1950      | 1978–1981    | Anhänger für die Verbandswagen |
|  | 135–143 | 09    | Waggonfabrik Rastatt | 1952–1953 | 1981         | Anhänger für die Verbandswagen, 135 und 142 als Museumswagen erhalten                                                                         |
|  | 105–111 | 07    | Eigenbau             | 1954      | 1960         | Umgebaute Motorwagen der Serie 1 bis 27 (3, 4, 6, 10, 18, 25 und 26), Baujahr ursprünglich 1901                                               |

### Arbeitswagen
Ursprünglich besaßen die Arbeitswagen 200er Nummern. Seit 1971 werden sie mit 400er Nummern bezeichnet, da die GT8 damals die 200er Nummern erhielten. Noch eingesetzte Fahrzeuge sind grau hinterlegt:
|  | Nummer | Typ                           | Hersteller           | Baujahr          | Bemerkungen                                                                                          |
|  | ------ | ----------------------------- | -------------------- | ---------------- | --- |
|  | 201    | Sprengwagen                   | Helmers              | 1901             | im Einsatz bis 1950, weitergegeben an die Mittelbadischen Eisenbahnen                                |
|  | 201II  | Hilfsgerätewagen              | HAWA                 | 1901, Umbau 1950 | entstanden aus Triebwagen 27, im Einsatz bis 1961                                                    |
|  | 202    | Sprengwagen                   | Helmers              | 1909             | im Einsatz bis 1950                                                                                  |
|  | 203    | Schleifwagen                  | Schörling            | 1914             | ab 1971 neue Nummer 414, im Einsatz bis 1982, als Museumswagen erhalten                              |
|  | 204    | Salzwagen                     | Helmers              | 1901             | mit Schneepflug, im Einsatz bis 1968                                                                 |
|  | 205    | Salzwagen                     | Eigenbau             | 1909             | im Einsatz bis 1971, zuletzt Nummer 415                                                              |
|  | 207    | ?                             | HAWA                 | 1901, Umbau 1954 | ehemals Triebwagen 13, im Einsatz bis 1961                                                           |
|  | 208    | ?                             | HAWA                 | 1901, Umbau 1954 | ehemals Triebwagen 14, im Einsatz bis 1962                                                           |
|  | 209    | ?                             | HAWA                 | 1901, Umbau 1954 | ehemals Triebwagen 15, im Einsatz bis 1962                                                           |
|  | 209II  | Transportlore                 | ?                    | 1962             | ab 1971 neue Nummer 416                                                                              |
|  | 210    | ?                             | HAWA                 | 1901, Umbau 1954 | ehemals Triebwagen 21, im Einsatz bis 1962                                                           |
|  | 210II  | Transportlore                 | ?                    | 1962             | ab 1971 neue Nummer 417                                                                              |
|  | 211    | ?                             | HAWA                 | 1901, Umbau 1954 | ehemals Triebwagen 12, im Einsatz bis 1961                                                           |
|  | 212    | ?                             | HAWA                 | 1901, Umbau 1954 | ehemals Triebwagen 17, im Einsatz bis 19XX                                                           |
|  | 401    | Fahrschulwagen                | Waggonfabrik Rastatt | 1951, Umbau 1970 | ehemals Triebwagen 65, abgestellt                                                                    |
|  | 402    | Fahrleitungsmesstriebwagen    | Waggonfabrik Rastatt | 1951, Umbau 1970 | ehemals Triebwagen 70, 2016 in den Originalzustand zurückgebaut, Einsatz als Museumswagen geplant    |
|  | 403    | Werkstattwagen                | Waggonfabrik Rastatt | 1951, Umbau 1971 | ehemals Triebwagen 71, ausgemustert                                                                  |
|  | 404    | Werkstattwagen                | Waggonfabrik Rastatt | 1951, Umbau 1971 | ehemals Triebwagen 64, ausgemustert                                                                  |
|  | 405    | Werkstattwagen / Schleifwagen | Waggonfabrik Rastatt | 1951, Umbau 1979 | ehemals Triebwagen 66, zunächst Werkstattwagen, ab 1982 Schleifwagen, 2012 nach Halberstadt verkauft |
|  | 406    | Werkstattwagen                | Waggonfabrik Rastatt | 1951, Umbau 1971 | ehemaliger Triebwagen 72, 2002 an das Bergische Straßenbahnmuseum abgeben                            |
|  | 406II  | Schienenschleifwagen SF 50    | Windhoff             | 2012             | vier Schleifkörper                                                                                   |
|  | 407    | Werkstattwagen                | Waggonfabrik Rastatt | 1951, Umbau 1971 | ehemals Triebwagen, ausgemustert                                                                     |
|  | 407II  | Rottenkraftwagen Klv53Cl      | Schöma               | 1982             | Schneepflug mit Dieselantrieb                                                                        |
|  | 411    | Lore                          | DIEMA                | 1982             | |
|  | 412    | Lore                          | DIEMA                | 1982             | nach Rumänien verkauft                                                                               |

### Lackierungen und Werbung

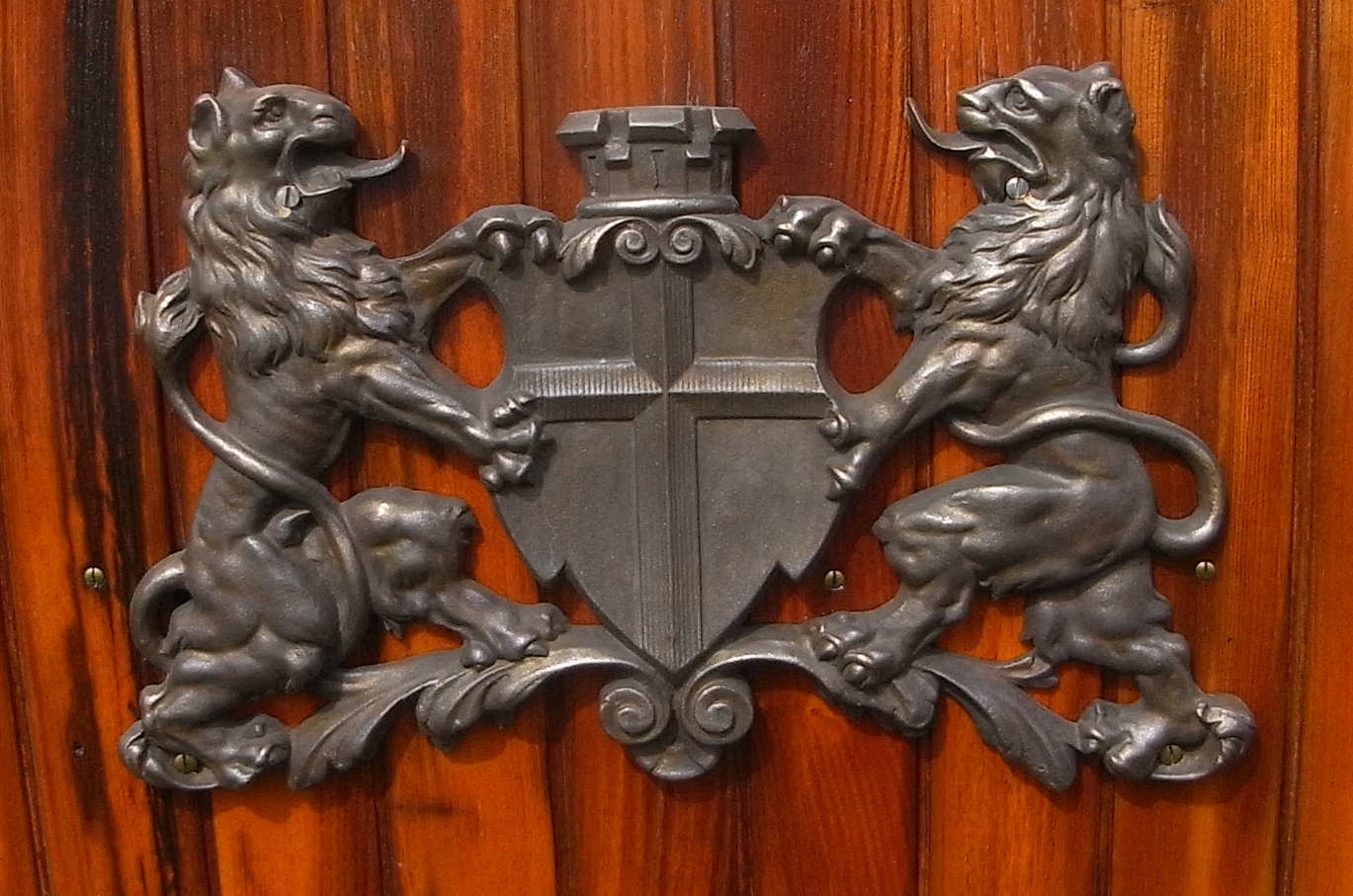
Typisch für die ersten Freiburger Straßenbahnen waren die holzgetäfelten Seitenwände mit dem Freiburger Wappen

Die allgemeine Lackierung für Fahrzeuge der Städtischen Straßenbahn wurde 1901 auf hellgelb mit braunen Seitenplatten aus Teakholz festgelegt. Fahrzeugreklame wurde strikt abgelehnt, da ansonsten „die Eleganz der Straßenbahn“ ganz erheblich leiden würde.

„Die Wirksamkeit von Reklame an unseren Wagen bestreiten wir keinesfalls, wir bezweifeln lediglich, dass es zur Hebung des Fremdenverkehrs beiträgt, wenn Plakate mit Empfehlung von Zahnwassern, alkoholfreien Getränken, Cigaretten usw. und an den Wagen angebracht werden.“

Zu einer Auflockerung des Werbeverbots kam es erst in Folge der Wirtschaftskrise im Juli 1919. Seitdem wurde versuchsweise Geschäftsreklame im Innenraum gebilligt. 1921 schloss die Stadt einen dreijährigen Pachtvertrag mit der Berliner „Verkehrs-Propaganda GmbH“.
Auf Grund heftiger Kritik der Bürger und der Direktion der Straßenbahn, die Werbung an den Außenflächen als „gesprenkelte und getigerte Ungetüme“ bezeichneten, übernahm die Stadt ab 1925 wieder die Zuständigkeit und beschloss 1927 ein Konzept für die Straßenbahnreklame. Dieses sah vor, dass städtische Betriebe die Möglichkeit erhalten sollten, im Wageninneren für ihr Unternehmen zu werben, die Außenflächen sollten als Kompromiss in der ursprünglichen Lackierung belassen werden.

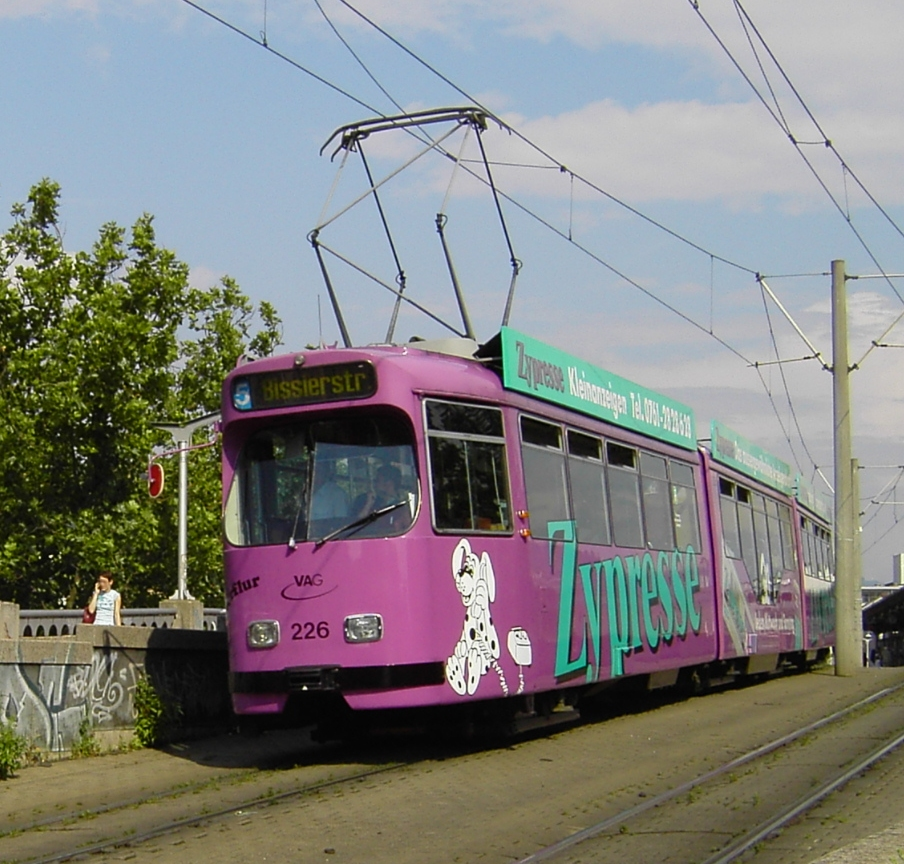
Ganzreklame an einem GT8N

Deshalb entstand ab 1930 eine weitere Form der Fahrzeugreklame. Unternehmen konnten ausgemusterte Wagen mieten, um diese vollständig mit Werbetafeln zu verkleiden und in deren Auftrag ohne Fahrgäste durch die Stadt fahren zu lassen. Erster Kunde einer solchen Reklamestraßenbahn war der Zirkus Sarrasani. Die Nationalsozialisten nutzten diese Reklameform zu Propagandazwecken und beschrifteten den Triebwagen 13 mit dem Slogan „Wir fahren gen England!“.
Oberbürgermeister Wolfgang Hoffmann führte 1949 die Werbung auf seitlich angebrachten Dachschildern ein und kündigte an, mit dem Erlös jährlich einen weiteren Omnibus zu finanzieren. Die Farbgestaltung wurde auf braune Schrift mit elfenbeinfarbenem Grundton festgelegt. Dachschilder wurden fortan auf allen Fahrzeuggenerationen bis zu den GT8N angebracht und sind somit bis heute als Werbeplattform anzutreffen.
1964 wurden die vollständigen Vermarktungsrechte für Werbung an die Schiffmann & Co GmbH, eine Schwesterfirma der Werbezentrale Lloyd, die bereits seit 1953 die Dachschilder verpachtet hatte, übertragen. Mit diesem Schritt wurde erstmals Reklame an der Rumpffläche zugelassen.

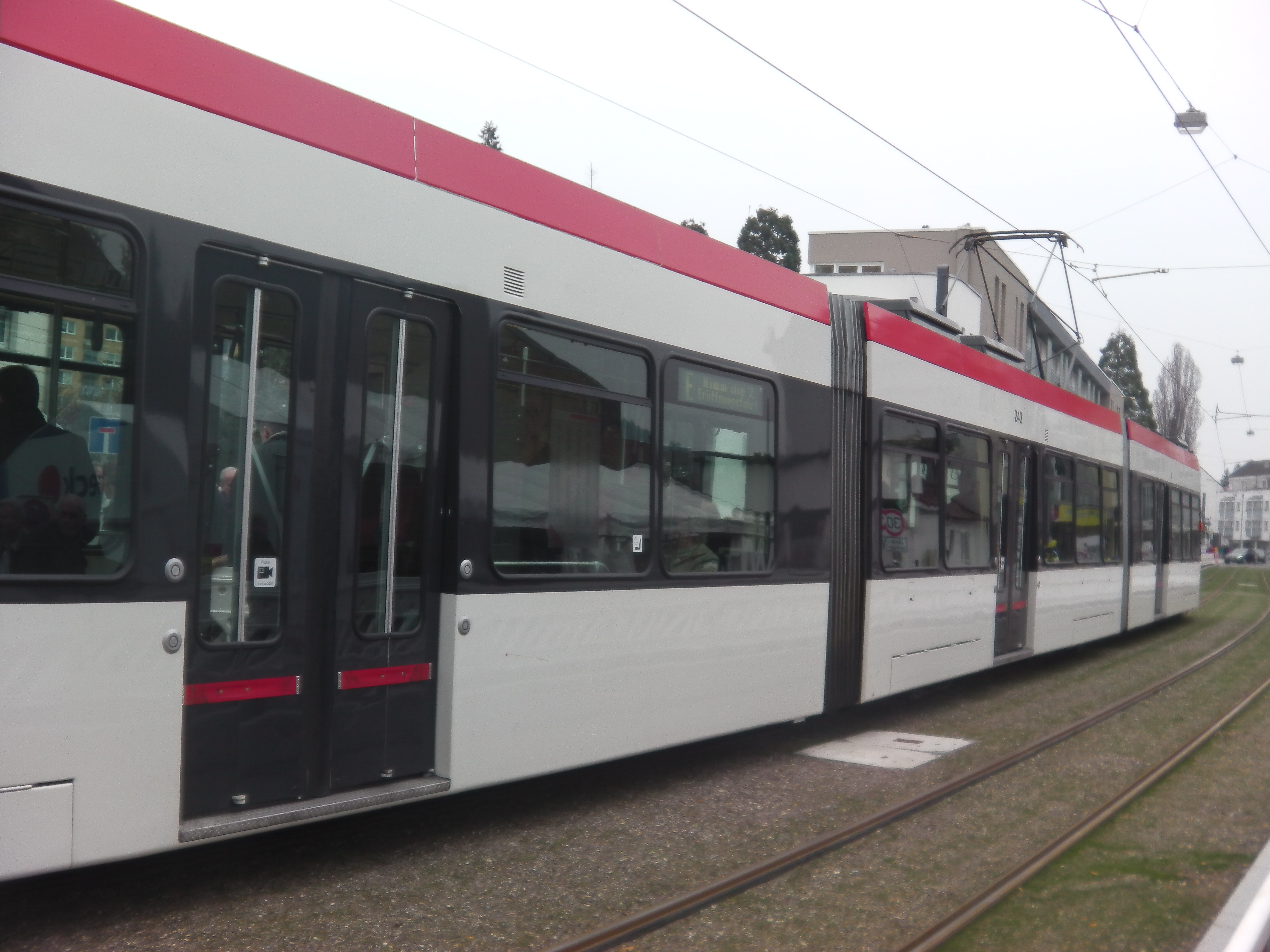
GT8Z 243 erhielt als erstes Fahrzeug die neue VAG-Lackierung

Mit den 1981 beschafften GT8K führte die Gesellschaft außerdem eine neue rot-weiße Farbgebung ein, die das cremefarbene Design mit grünen Zierstreifen ablöste. Die neue Lackierung orientierte sich zum einen an den Farben des Freiburger Stadtwappens, zum anderen an den Stadtbahnbetrieben jener Zeit, wo sie damals insbesondere im Rhein-Ruhr-Gebiet, aber auch in Frankfurt und Nürnberg anzutreffen war. Nach und nach wurden die älteren Fahrzeuge umlackiert.
Am 26. März 1994 wurden zur Inbetriebnahme der Strecke zur Munzinger Straße die ersten Fahrzeuge mit Ganzreklame und teilweise beklebten Fensterflächen ausgestattet. Bis zu 25 % der Fensterfläche ist erlaubt.
So weit sie keine Ganzwerbung tragen, sind die Combinos überwiegend rot lackiert. Bei den Combino Basic verlaufen zwischen den Führerkabinen weiße Streifen über und unter den Fenstern, bei den Combino Advanced ist das Fensterband schwarz abgesetzt, mit einem weißen Streifen darüber und weißen Türen.
2011 wurde GT8N 225 umlackiert, um diesem Fahrzeug ein moderneres Erscheinungsbild zu geben. Charakteristisch für das neue Design sind der lichtgraue Grundton und der rote „VAG-Schweif“. Der Wagen blieb ein Einzelstück und die Lackierung wurde für eine Ganzreklame inzwischen wieder teilweise entfernt.
Im Zuge der GT8Z-Sanierung erhielten seit Oktober 2013 mehrere Wagen dieses Typs eine neue Lackierung, die an die Lackierung der Urbos anlehnt. Die Grundfarben rot und weiß wurden beibehalten und durch schwarze Streifen ergänzt.

### Inneneinrichtung
Die erste Serie zweiachsiger Triebwagen von 1901 konnte insgesamt 31 Fahrgäste aufnehmen. Im Wageninnenraum befanden sich zwei hölzerne Längsbänke, die zusammen 16 Personen Platz boten. Die großen Seitenfenster konnten bei Bedarf mit Vorhängen verdunkelt werden. Die Beleuchtung und Handschlaufen für stehende Passagiere wurden an der Fahrzeugdecke angebracht. 1903 wurden drei passende Beiwagen in Betrieb genommen, die ebenfalls über längs angeordnete Holzsitze verfügten. Im Gegensatz zu den bisherigen Fahrzeugen war eine Umwandlung in einen offenen Salonwagen möglich. Hierfür konnten die mit Bronze umrahmten Spiegelglasscheiben vollständig in die Brüstung versenkt werde.
Die nächste, 1907 gelieferte, Beiwagengeneration mit den Wagennummern 38–40 erhielt Quersitze mit Lederüberzügen im 2+1-Schema. Zudem wurden die neuen Anhänger erstmals mit umlegbaren Lehnen und einer Sprungfederpolsterung ausgestattet.
Die Verbandswagen, die Gelenkwagen des Typs Sputnik und die GT4 in Zweirichtungsausführung erhielten Sitze aus dem kostengünstigen Holzwerkstoff Durofol. Im Gegensatz dazu waren die gebraucht aus Stuttgart übernommenen Wagen mit Kunstledersitzen ausgestattet.
Die Bestuhlung in den 1959 beschafften Sputniks war erstmals reihenweise in Fahrtrichtung angeordnet. Die klappbaren Sitze auf der Innenseite sollten zudem den Zugang zum Nebenplatz erleichtern.
Die ersten beiden GT8-Serien erhielten Sitze aus Kunststoff, während die seit 1990 beschafften Fahrzeuge mit einer Stoffpolsterung ausgestattet sind. Diese umfasst bei den GT8N nur die Sitzfläche, während bei neueren Fahrzeugen auch die Rückenflächen gepolstert sind.

Triebwagen 28 im Juli 1907
Die 1907 beschafften Beiwagen erhielten quer angeordnete Ledersitze
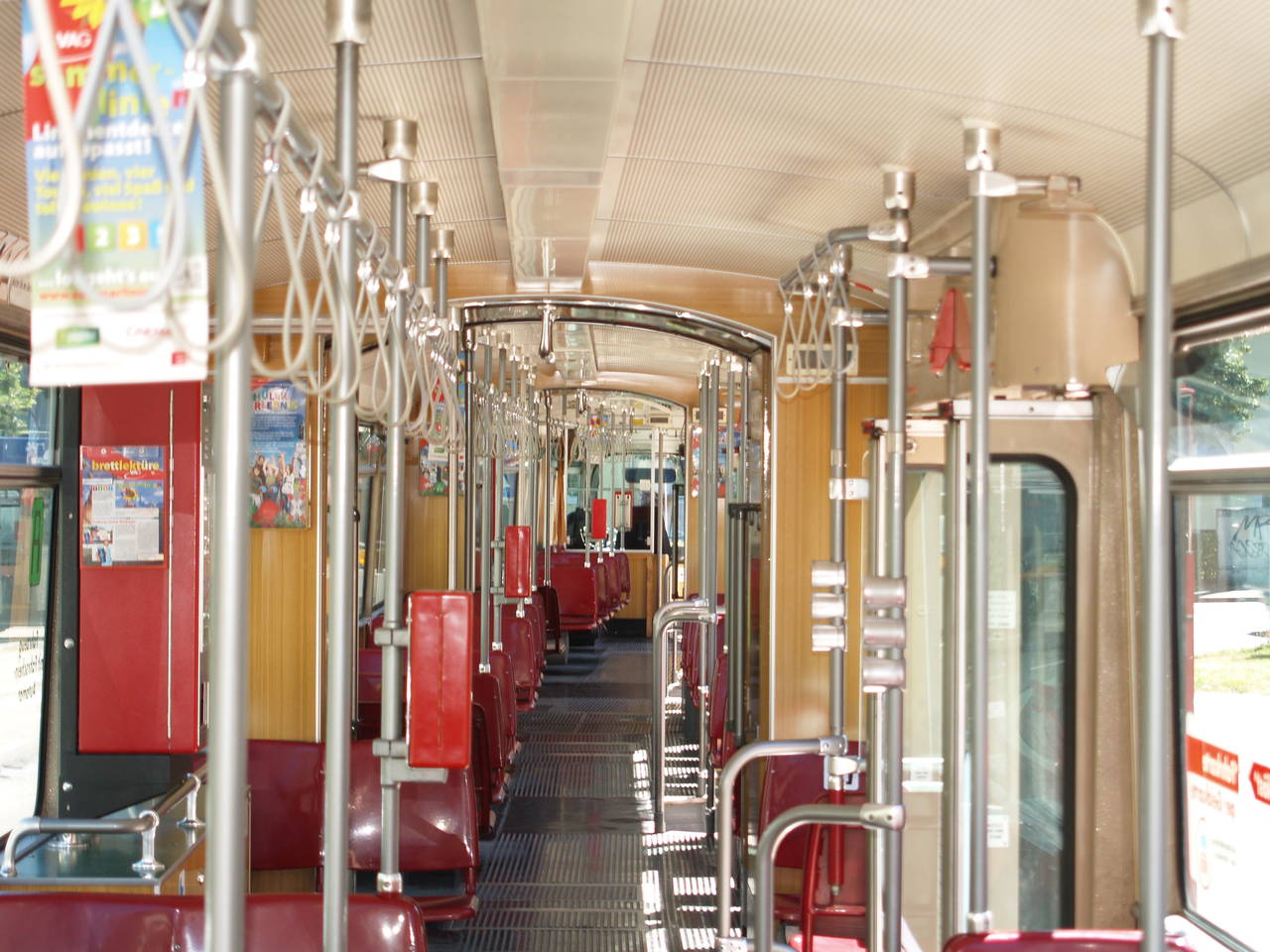
GT8K
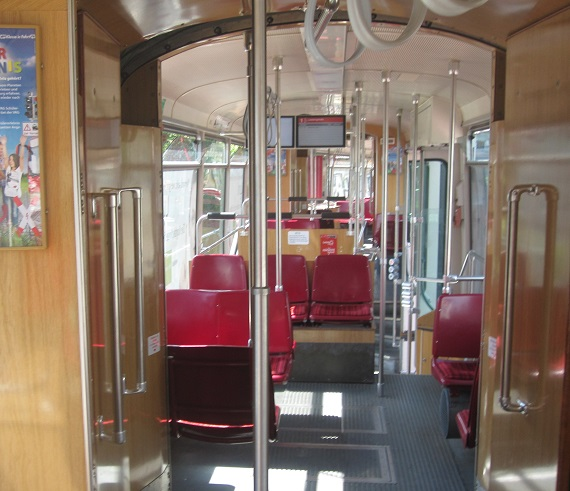
GT8N
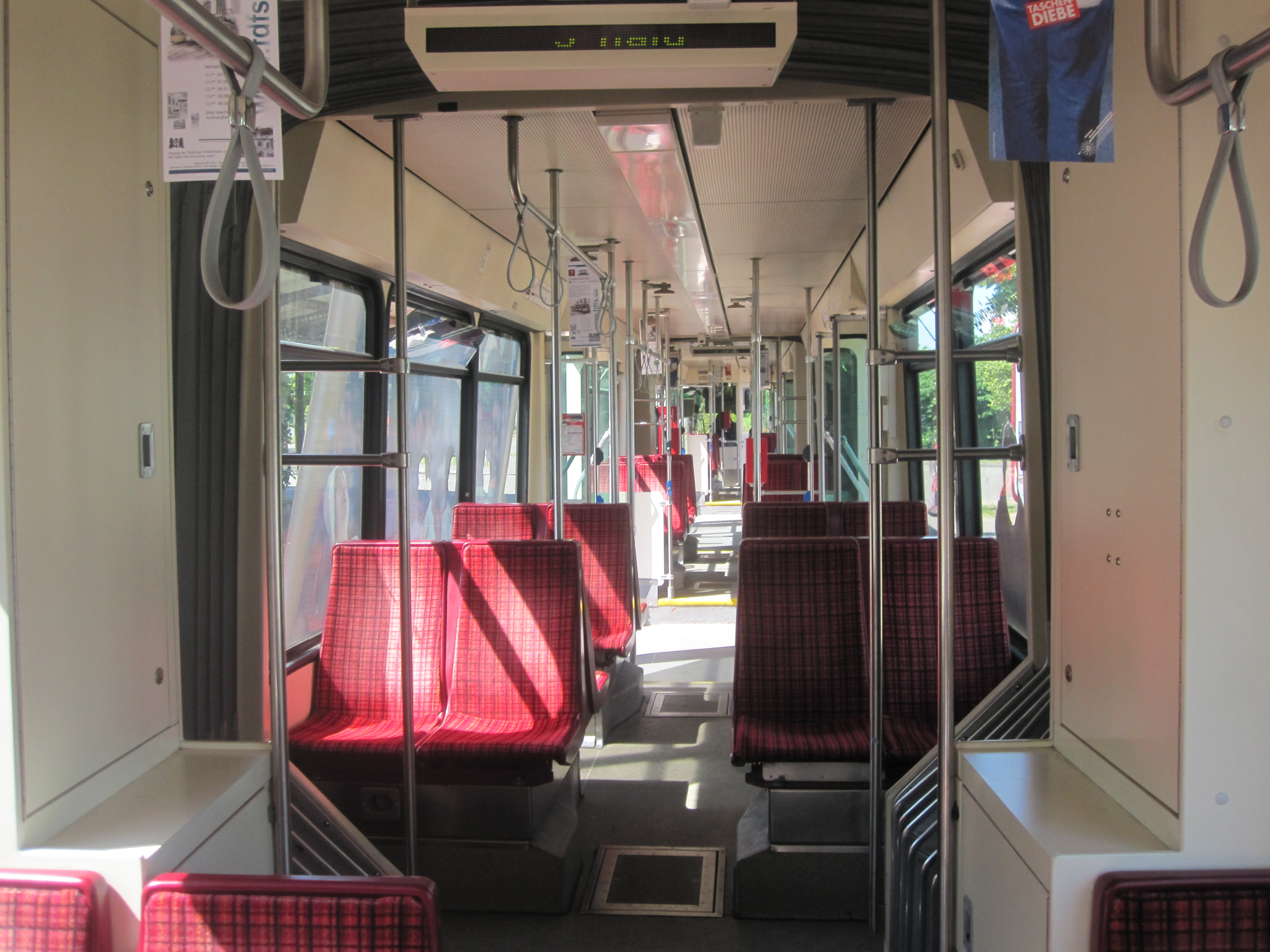
GT8Z
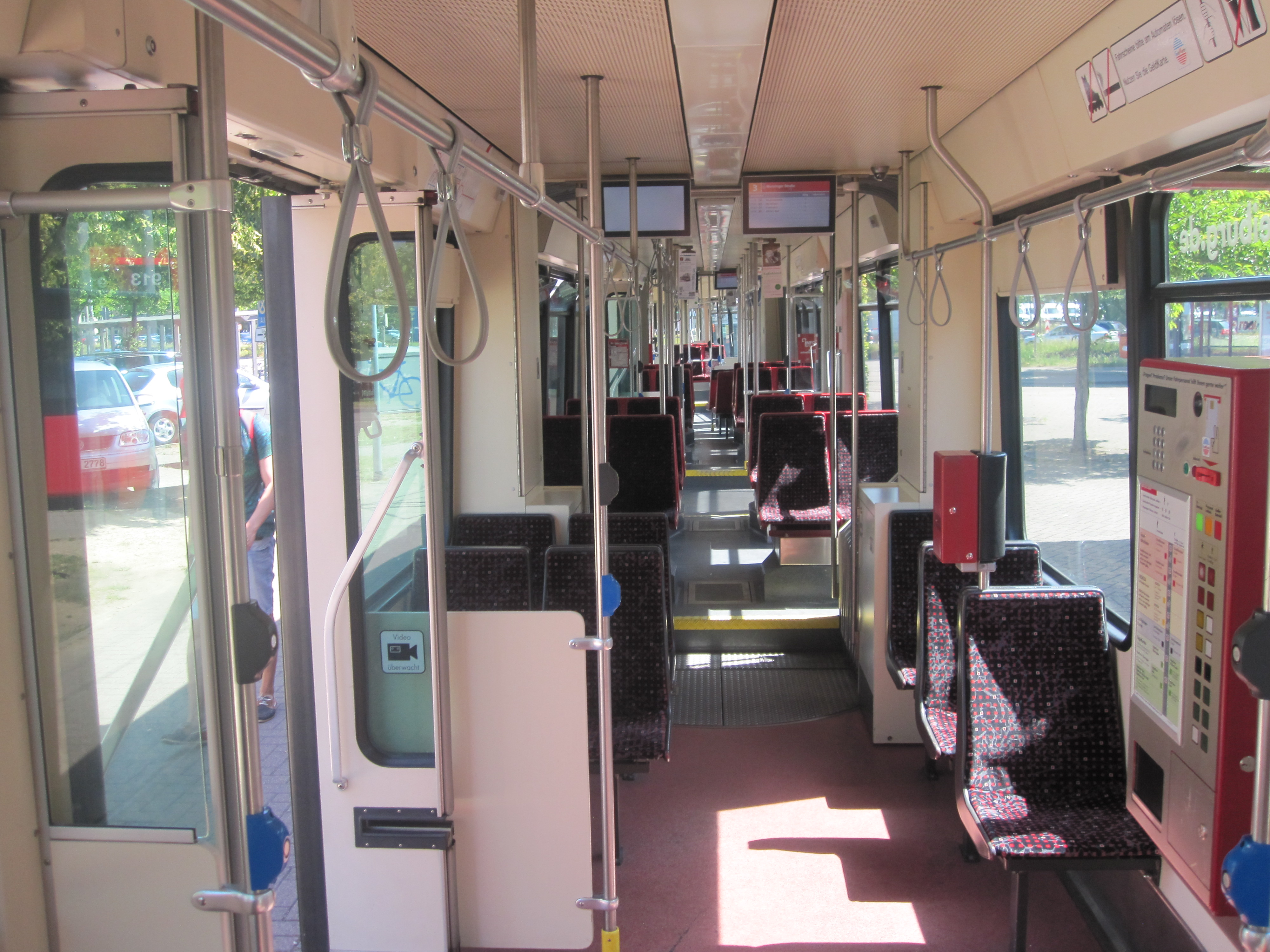
GT8Z im Redesign
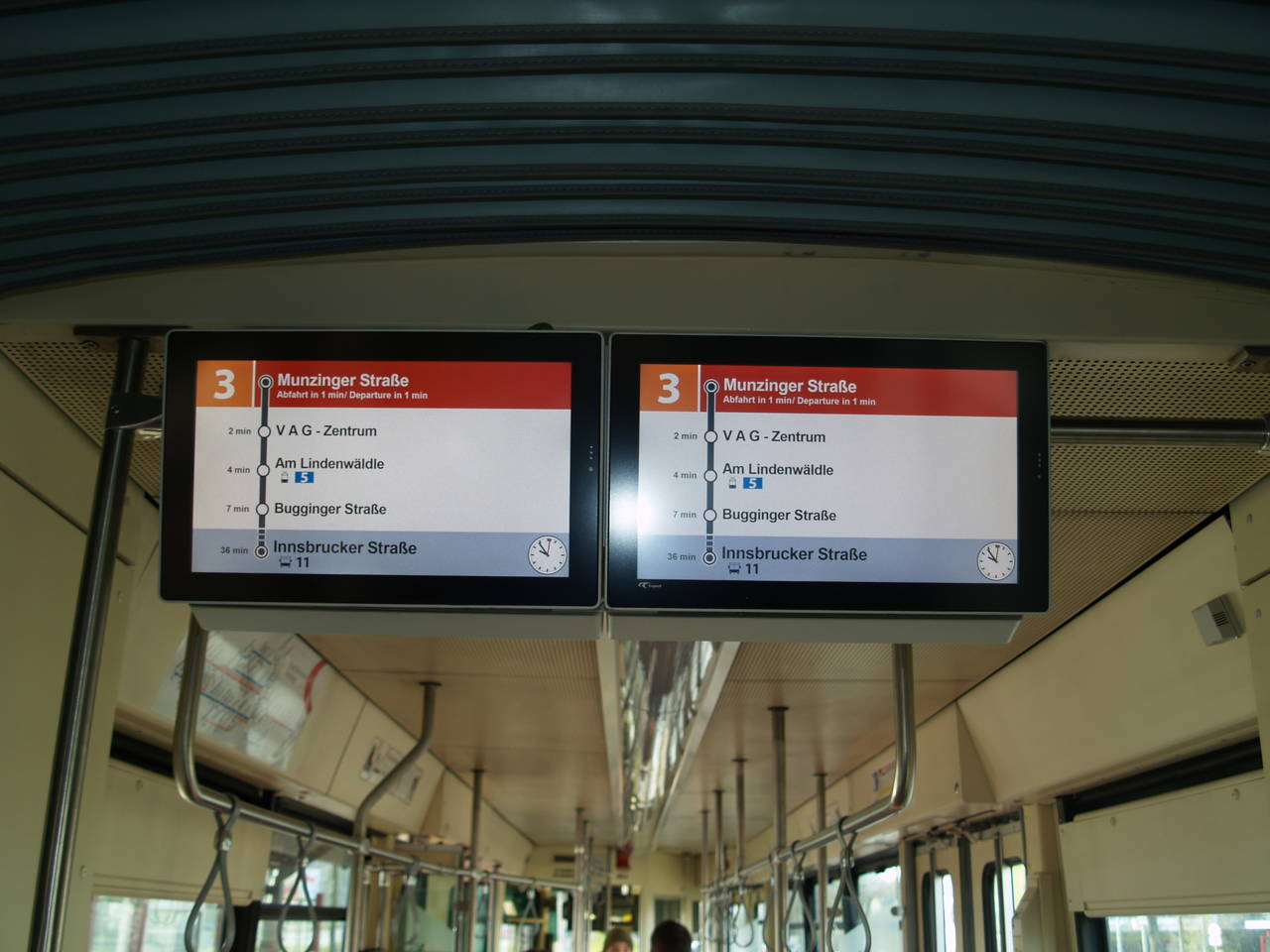
LCD-Fahrgastinformationen im GT8Z 243
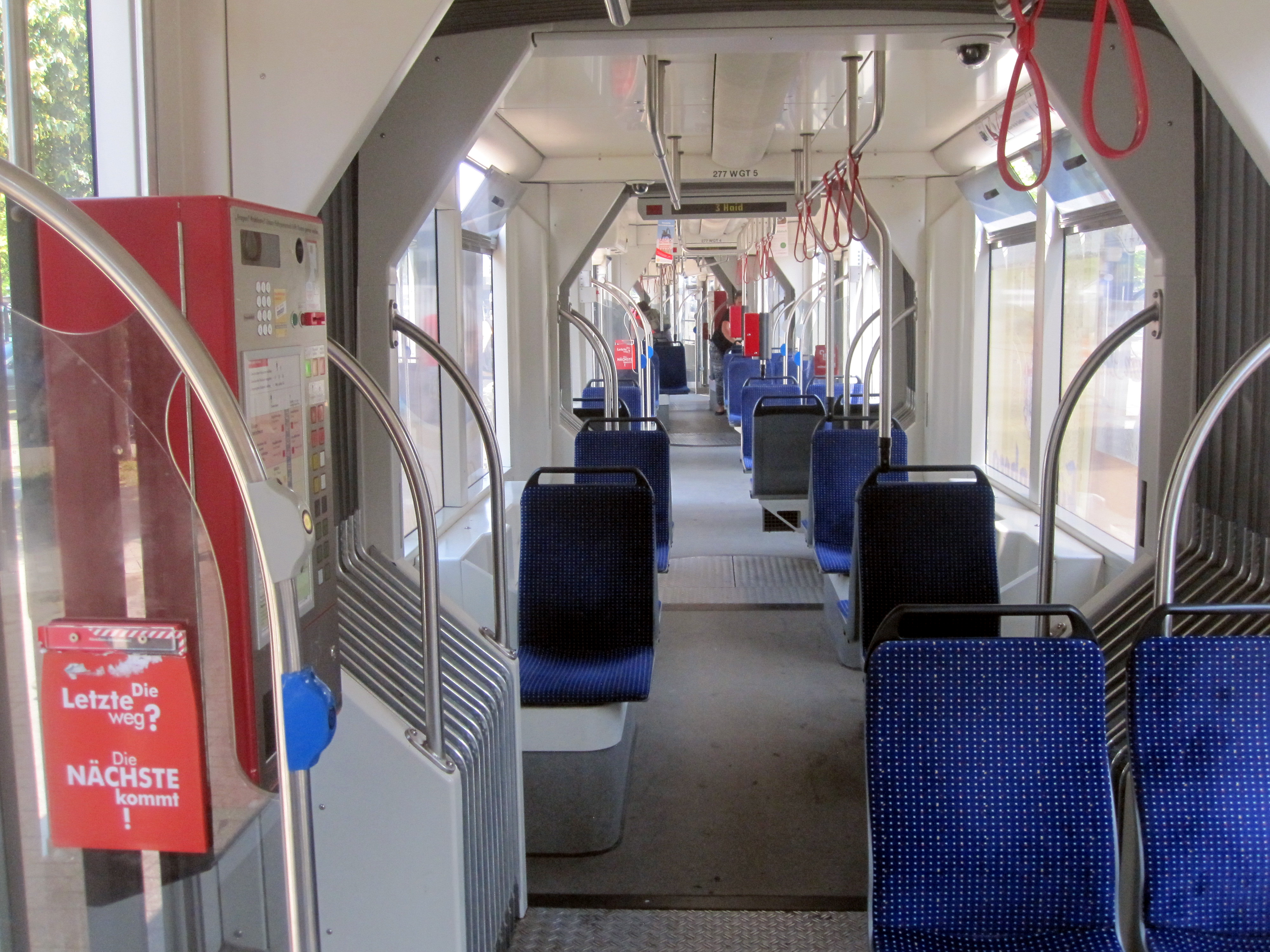
Combino Basic
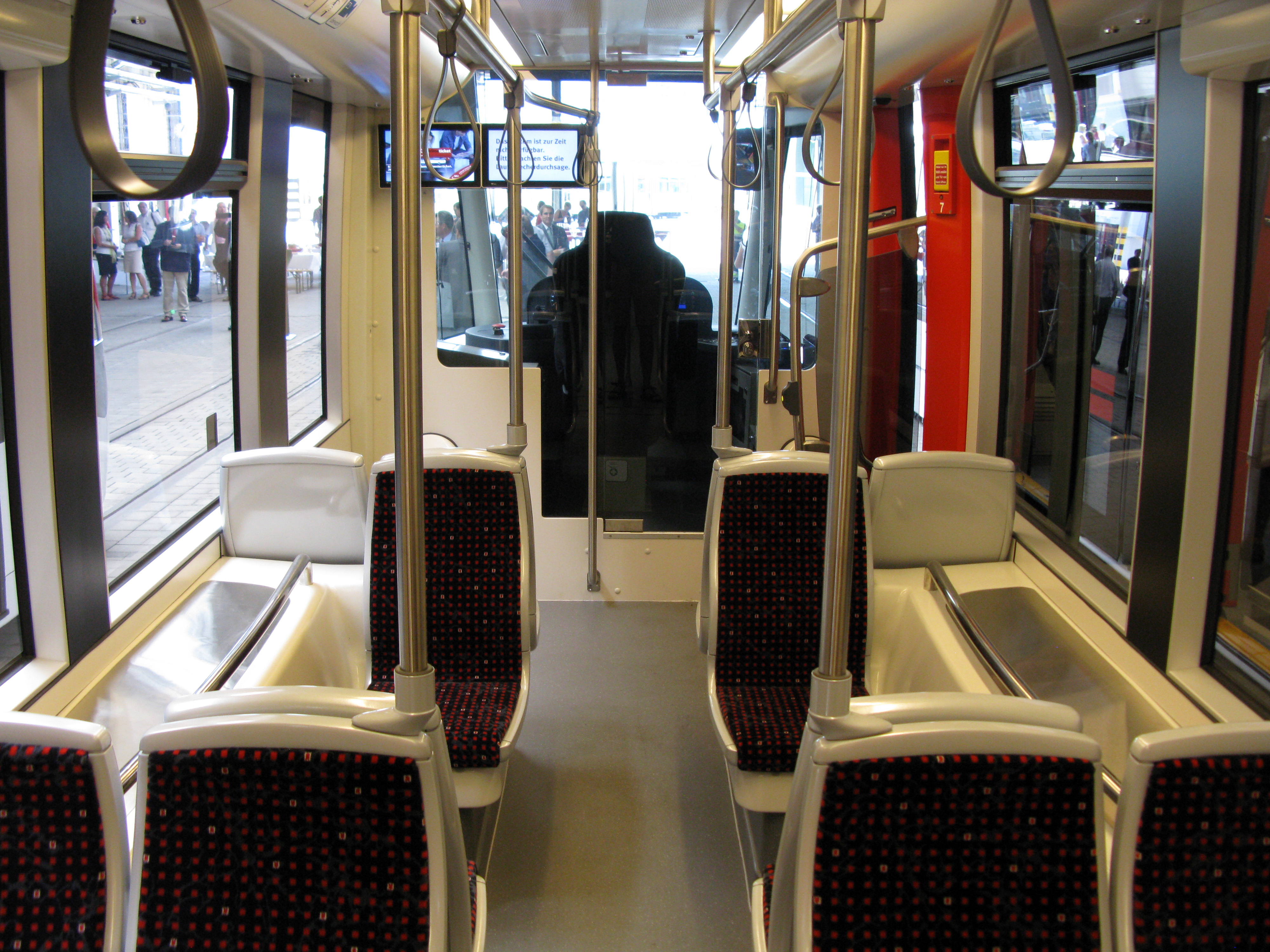
Urbos

## Depots

### West (VAG-Zentrum)

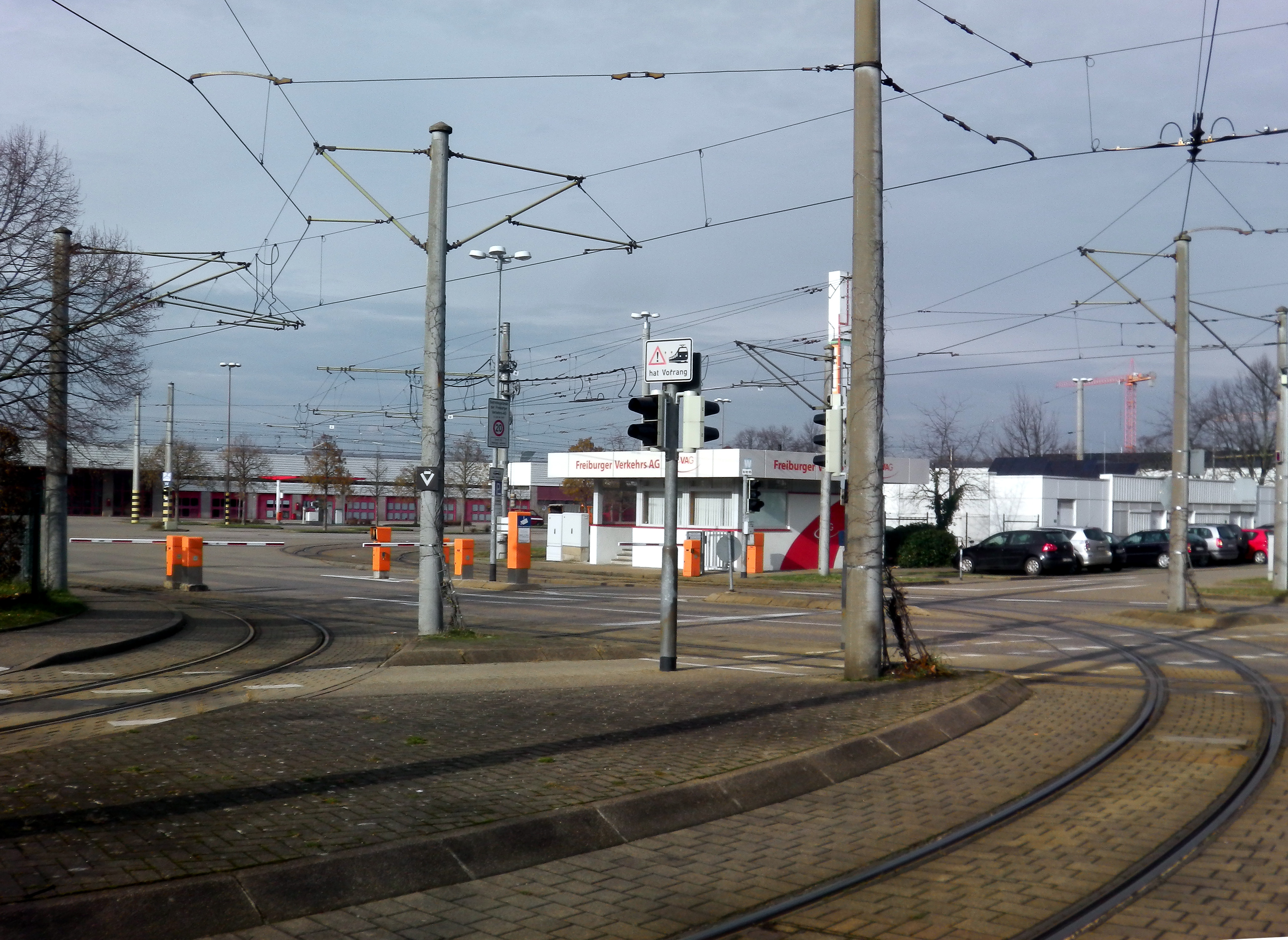
Betriebshof West

Der Betriebshof West an der Besançonallee wurde in den 1970er Jahren errichtet. Zunächst diente das 100.000 Quadratmeter große Gelände ausschließlich als Depot für Busse, war jedoch von Anfang an für eine spätere Übernahme des gesamten Straßenbahnfuhrparks ausgelegt. Mit der Eröffnung der Strecke Bissierstraße–Haid 1994 erhielt der Betriebshof West einen Anschluss an das Schienennetz. Heute befinden sich auf dem Gelände neben großen Abstellhallen für Busse und Straßenbahnwagen sämtliche Werkstätten und die Verwaltung der VAG. Die Abstellhallen, die bislang Platz für gut 50 Fahrzeuge boten, wurden 2015 um weitere 17 Stellplätze erweitert, um zusätzliche Kapazitäten für die Urbos zu schaffen.

### Süd (Urachstraße/Lorettostraße)

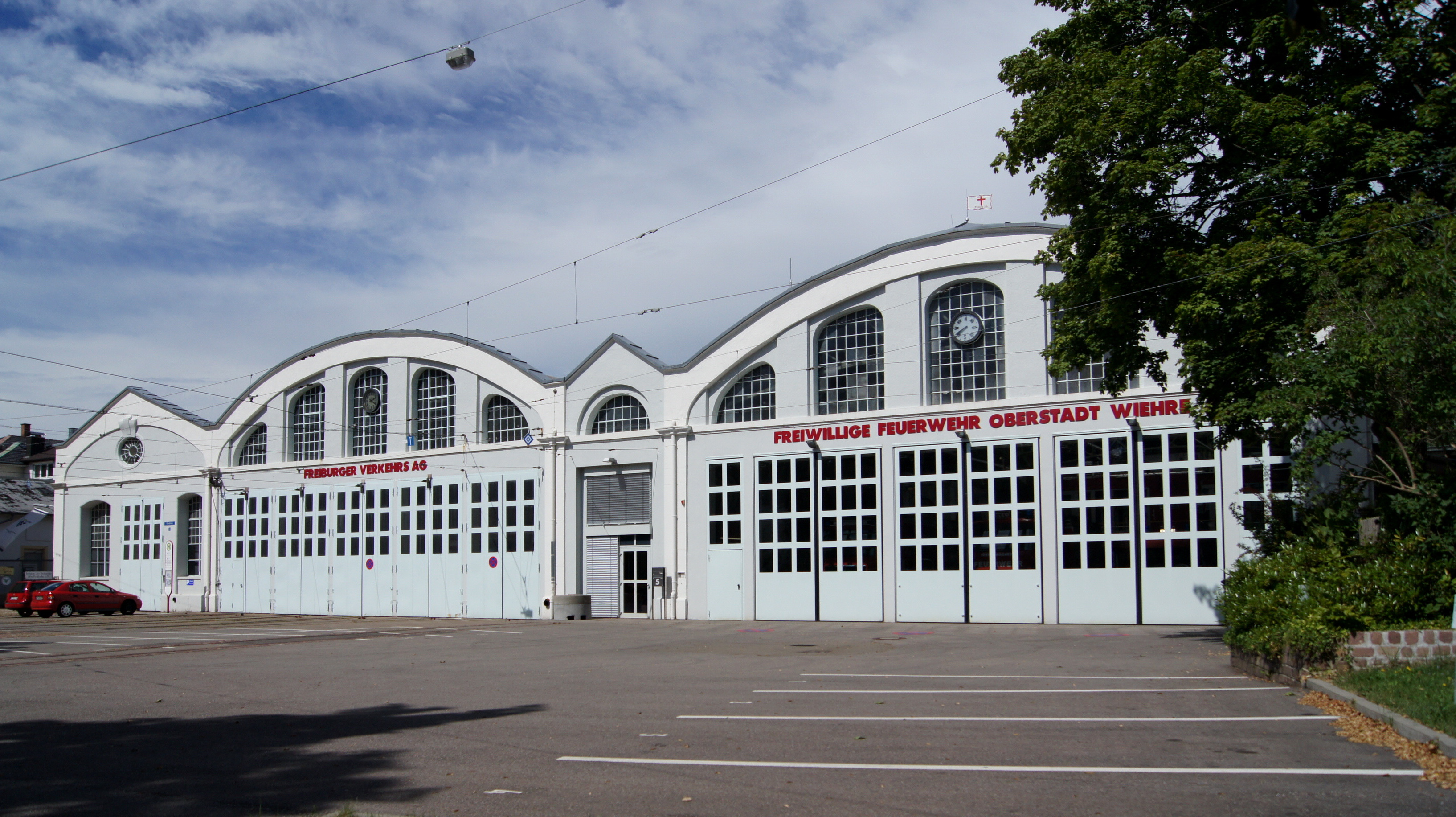
Betriebshof Süd

Der Betriebshof Süd im Stadtteil Wiehre besteht seit 1901 und war bis 1994 eines von zwei regulären Depots der Freiburger Straßenbahn. Er liegt an der Urachstraße, unweit der Haltestelle Lorettostraße. Die Errichtung dieses Depots war nicht im Bauauftrag für die Straßenbahn enthalten, sondern wurde vom städtischen Hochbauamt übernommen. Die Jugendstilgebäude wurden 1907/1908 um ein Hinterhaus und einen Zwischenbau erweitert. Zudem wurde die Wagenhalle, die anfangs für 35 Fahrzeuge ausgelegt war, zeitgleich um eine weitere Abstellhalle ergänzt, sodass nach diesem Umbau 77 Fahrzeuge stationiert werden konnten.
Nach der Eröffnung der zweiten Wagenhalle des Betriebshof Nord verblieben lediglich fünf Kurswagen und die Omnibusse auf dem Gelände. Mit dem Anschluss des neuen Betriebshofs West an das Schienennetz 1994 verlor das Depot die letzten verbliebenen Fahrzeuge des regulären Linienverkehrs. Zurzeit sind im westlichen und älteren Teil des Depots die historischen Fahrzeuge der Freunde der Freiburger Straßenbahn untergebracht, die östliche Halle dient der Feuerwehr.

### Nord (Komturstraße)

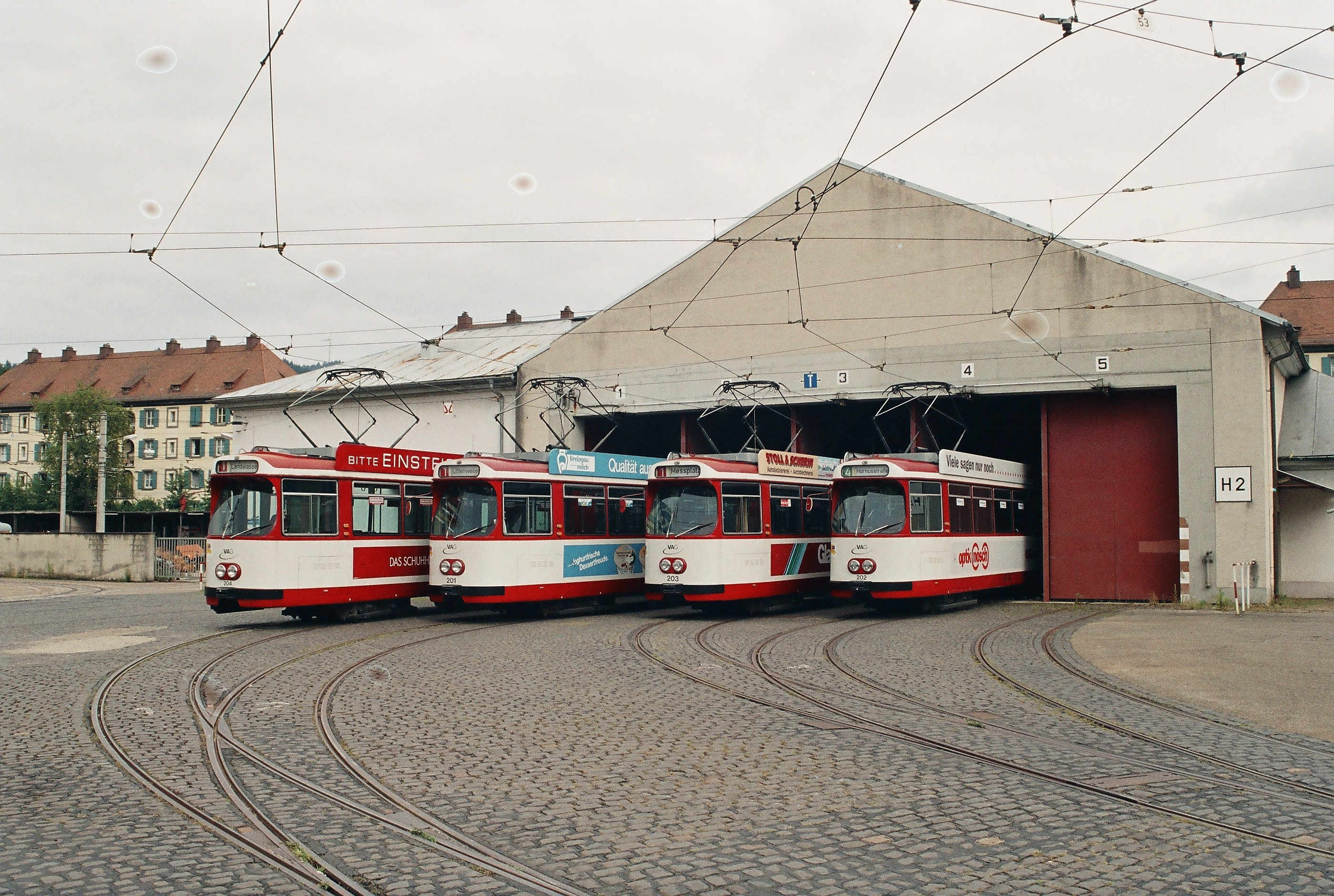
Betriebshof Nord

Bedingt durch eine stetige Erweiterung des Fuhrparks aufgrund der Ausbaumaßnahmen stieß der Betriebshof Süd in den 1920er Jahren an seine Kapazitätsgrenzen. Deswegen wurde 1928 zeitgleich mit der Eröffnung des Streckenabschnitts Rennweg–Komturplatz ein neues Depot an der Komturstraße in Betrieb genommen. Die fünfgleisige Halle bot 30 zweiachsigen Fahrzeugen Platz. Fortan wurde ein Großteil der neuen Fahrzeuge in den Betriebshof Nord angeliefert, da dieses Depot im Vergleich zum Betriebshof Süd wesentlich besser an das Straßen- und Schienennetz angeschlossen war; auch die Stichstrecke zum Güterbahnhof befand sich in unmittelbarer Nähe. Zudem war er mit seiner zweiseitigen Zufahrt – anders als das Depot Urachstraße – für die Unterbringung von Einrichtungsfahrzeugen geeignet. Am 15. April 1950 wurde die zweite Abstellhalle in Betrieb genommen, die 48 weitere Zweiachser aufnehmen konnte.
Nach der Eröffnung des Betriebshofs West verlor der Betriebshof Nord an Bedeutung. Bis 2006 wurden in den Abstellhallen noch einige als Reserve dienende GT8K untergebracht, ehe das Gebäude 2007 abgerissen wurde, um eine Wohnbebauung des Geländes zu ermöglichen.

### Gleislager (Kaiserstuhlstraße)
Anfang der 1920er Jahre ging in der Kaiserstuhlstraße im Güterbahnhofareal ein Gleislager in Betrieb. Dieses wurde mit dem im Zweiten Weltkrieg für Lazaretttransporte errichteten Gleis durch die Neunlindenstraße an das Streckennetz angebunden. Die Gesellschaft stationierte auf dem Gelände die Arbeitsfahrzeuge und unterhielt einen Verschrottungsplatz, an dem ausgemusterte Wagen zerlegt wurden. In den 1980er Jahren wurde das Lager stillgelegt und die Gleisverbindungen zurückgebaut.

## Planungen

### Planungen bis 2030
Am 7. Mai 2020 legten die Stadtverwaltung und die VAG einen Zehnjahresplan zum weiteren Ausbau vor, über den der Gemeinderat am 27. Mai 2020 entschied. Als Argumente dafür werden die gewünschte Mobilitätswende zum Erreichen der Klimaschutzziele, die weiter stark wachsende Stadt mit gestiegenen Verkehrsbedürfnissen und deutlich umfangreichere Förderungsmöglichkeiten durch den Bund, der bis zu 95 Prozent der Kosten übernehmen würde, genannt. Die Kosten der einzelnen Projekte werden zusammen auf etwa 75–80 Millionen Euro geschätzt.

#### Laßbergstraße – Kappler Knoten (2027–2028)

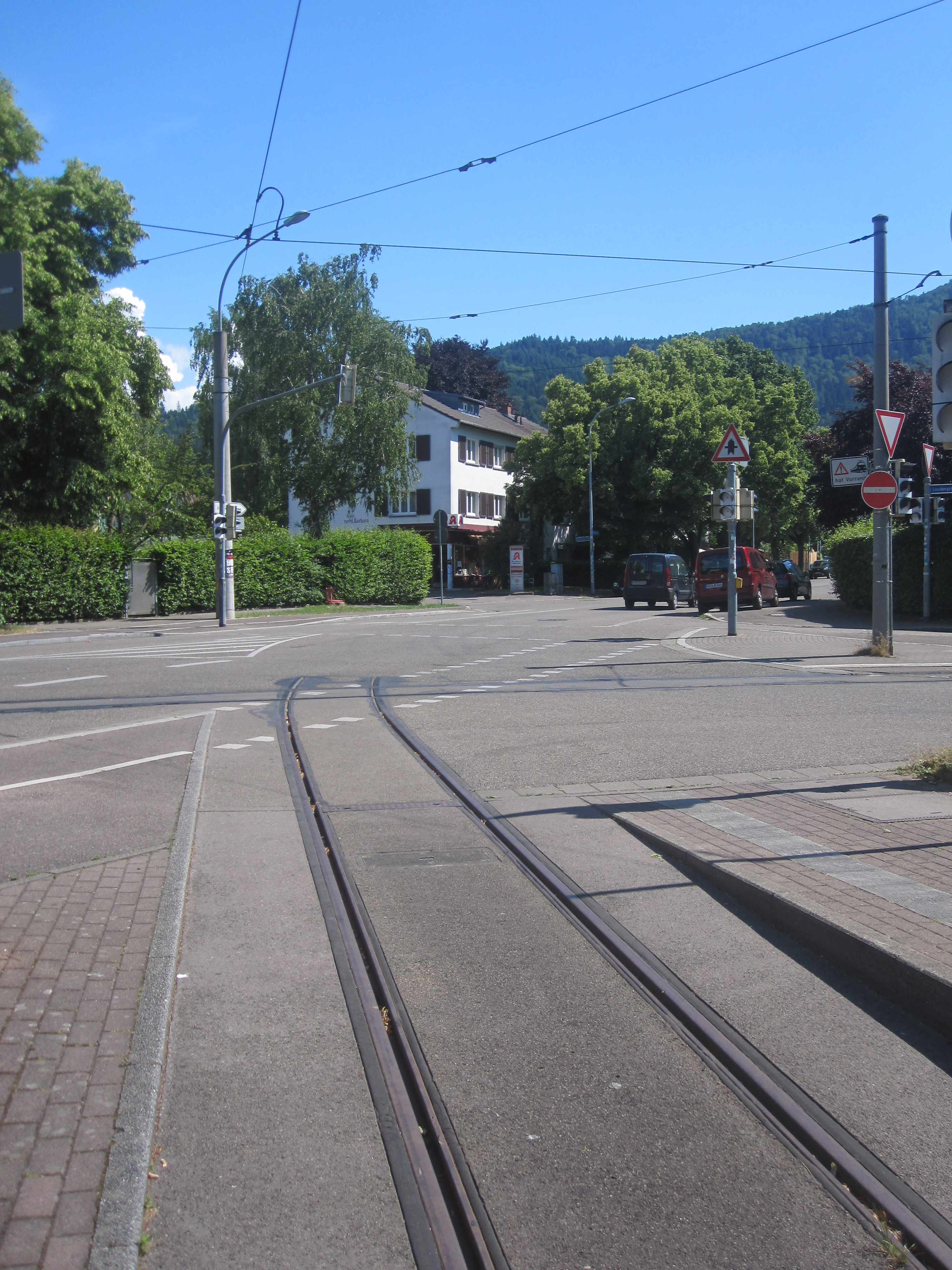
Bei einer möglichen Verlängerung bis zum Kappler Knoten würde das Stumpfgleis an der Laßbergstraße planmäßig befahren werden.

Geplant ist, die Linie 1 von der jetzigen Endhaltestelle Laßbergstraße über den Bahnhof Littenweiler und eine beim Bau des Kappler Tunnels freigehaltenen Trasse parallel zur Höllentalbahn bis zum Kappeler Knoten zu verlängern. Die Strecke sollte ursprünglich 2005 eröffnet werden, wurde aber nicht in die Beschlüsse zum Stadtbahnausbau in den 2010er Jahren aufgenommen. Da durch den Bau des Stadttunnels im Zuge der B 31/A 860 für mehrere Jahre erhebliche Verkehrseinschränkungen im motorisierten Individualverkehr zu erwarten sind, könnte der Verlängerung eine erhebliche Bedeutung zukommen. Der Baubeginn ist für Anfang 2027 vorgesehen und soll nach zweijähriger Bauzeit Ende 2028 abgeschlossen sein. Im Jahr 2020 war der Baubeginn noch für 2024 vorgesehen und wurde mehrmals in kleinen Schritten nach hinten verschoben. Grund hierfür sind die Priorisierung des Stadtbahnprojekts Dietenbach, die Planung der Bahnübergänge an der Höllentalbahn und die Sanierung von Kappler Straße und Kappler Tunnel, die vor Baubeginn abgeschlossen sein sollen.
Es sollen drei neue Haltestellen entstehen. Neben der Haltestelle am Bahnhof Littenweiler und der Endhaltestelle am Kappler Knoten ist eine weitere Haltestelle auf Höhe der Römerstraße vorgesehen. Für die Haltestellen am Kappler Knoten und auf Höhe der Römerstraße sind Übergänge über die Gleise der Höllentalbahn geplant, um die Wohngebiete südlich der Bahnlinie anzuschließen. Durch den Einsatz von Zweirichtungsfahrzeugen kann auf Wendeschleifen verzichtet werden. Die bisherige Haltestelle Laßbergstraße an der Wendeschleife soll auf die Hansjakobstraße verlegt, das Areal der Wendeschleife anderweitig bebaut werden. Nach bisheriger Planung ist an der Endhaltestelle ein zweistöckiges Parkhaus mit bis zu 500 Stellplätzen vorgesehen.
Für die Neuplanung stimmte die Verbandsversammlung des Zweckverbands Regio-Nahverkehr Freiburg (ZRF) Ende 2021 zu, 600.000 Euro und damit 60 Prozent der Kosten zu übernehmen. In einer Kalkulation im Jahr 2012 wurden die Gesamtkosten für dieses Projekt auf 15,4 Millionen Euro geschätzt, 2019 auf 22 Millionen Euro.

#### Dietenbach (2026–2028)
Der zukünftige Stadtteil Dietenbach soll ebenfalls an die Straßenbahn angeschlossen werden. Geplant ist, die bisher an der Bollerstaudenstraße im Rieselfeld endende Strecke um drei Haltestellen zu verlängern. Eine Haltestelle soll an der geplanten Schule am Übergang zwischen Dietenbach und Rieselfeld entstehen, eine weitere in der Ortsmitte Dietenbachs. Nach einem Abknicken nach Westen soll an der Straße Am Tiergehege die neue Endhaltestelle entstehen. Der geplante Realisierungszeitraum ist zwischen Anfang 2027 und Ende 2028. Die Straßenbahn soll in etwa dann fertig gestellt sein, wenn etwa 500 Einwohner in Dietenbach leben.
Durch eine Umplanung des Baugebiets Im Zinklern in Lehen wäre zudem ein Ringschluss von der Ortsmitte Dietenbachs bis zur Paduaallee möglich, eine entsprechende Trasse soll freigehalten werden. Die Kosten für zwei größere Brücken über die A 860 (heute B 31a) und die Dreisam würden sich auf etwa 30-35 Millionen Euro belaufen.

#### Fahnenbergplatz – Robert-Koch-Straße (2030–2031)
Der zweite Bauabschnitt der Stadtbahn Messe soll den Fahnenbergplatz über Friedrichstraße, die Nordseite des Hauptbahnhofs und die Breisacher Straße mit der Robert-Koch-Straße verbinden. Damit würde insbesondere der am stärksten betroffene Streckenabschnitt über die Stühlingerbrücke entlastet werden. Die Stühlingerbrücke soll 2029 saniert werden, eine vorherige Fertigstellung wäre als wünschenswert erachtet worden, ist aber mittlerweile ausgeschlossen. Die Planungen sollen nicht vor 2026 beginnen, mit einem Baubeginn ist nicht vor 2030 zu rechnen. Neuralgische Punkte sind insbesondere die Unterführung unter der Rheintalbahn und die Schaffung einer Haltestelle am Nordende des Hauptbahnhofes. Unter der Unterführung ist der Platz begrenzt. Im Zuge des Ausbaus der Rheintalbahn muss die Brücke von der Deutschen Bahn saniert werden. Hierzu sind noch keine Planungen bekannt.
Die Querung des Hauptbahnhofs ist aufwendig, sodass zu Beginn der Planungen auch eine Untertunnelung dieses Abschnitts vorgeschlagen wurde.

#### St. Georgen

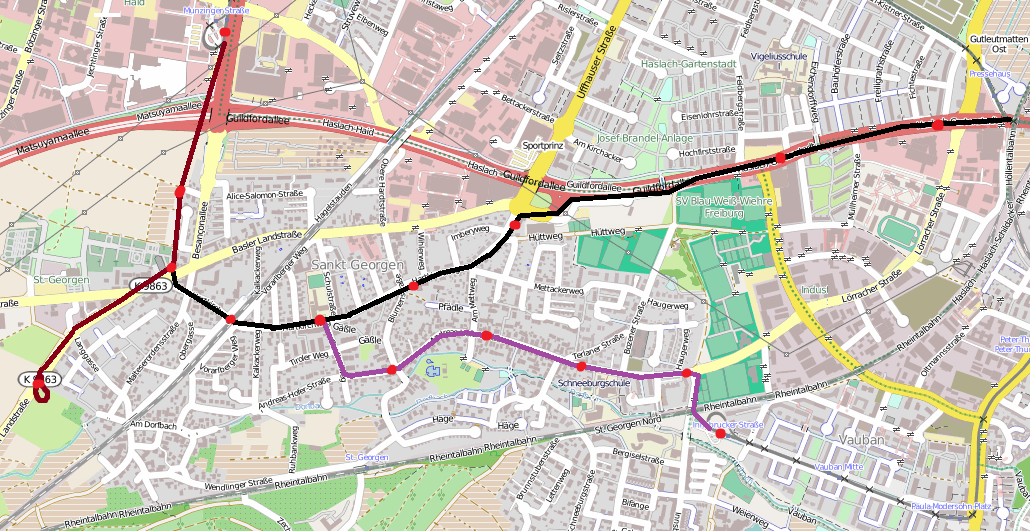
Erste Ausbaustufe sowie Trasse 3 und 4 der zweiten Ausbaustufe als geplante Anbindung St. Georgens

St. Georgen ist mit über 10.000 Einwohnern Freiburgs größter Stadtteil ohne Straßenbahnanschluss. Ursprünglich war geplant, die Strecke von der Munzinger Straße bis St. Georgen Kirche weiterzuführen. Eine solche Verlängerung wird immer wieder gefordert, war jedoch nicht im Maßnahmenplan bis 2020 nicht enthalten und im Maßnahmenplan bis 2030 nur im weiteren Bedarf. Die Planungen im Verkehrsentwicklungsplan 2020 sahen für die Anbindung zwei Ausbaustufen vor.
In der ersten Ausbaustufe soll die Strecke von der Munzinger Straße über St. Georgen Kirche bis zur Wendeschleife Langgasse verlängert werden.
Für die zweite Ausbaustufe gibt es fünf Trassenvarianten:
- Trasse 1 (FNP-Trasse): St. Georgen Kirche – Obergasse – Andreas-Hofer-Straße – Vauban
- Trasse 2 (FNP-Trasse): St. Georgen Kirche – Hartkirchweg – Hüttweg – Vauban
- Trasse 3: St. Georgen Kirche – Hartkirchweg – Cardinalweg – Andreas-Hofer-Straße – Vauban
- Trasse 4: St. Georgen Kirche – Hartkirchweg – Am Mettweg – Guildfordallee – Pressehaus
- Trasse 5 (Stichstrecke): St. Georgen Kirche – Cardinalweg

Im Rahmen der Diskussion um das Stadtbahnprogramm 2030 beschloss der Gemeinderat für St. Georgen eine Machbarkeitsstudie erstellen zu lassen und mögliche Trassen freizuhalten. Angedacht waren einmal eine Linienführung von der Kirche über die Uffhauser Straße zur Station Dorfbrunnen in Haslach oder von der Kirche zur Haltestelle Innsbrucker Straße im Vauban. Im Rahmen einer Vorplanung kommt die Stadt zu dem Ergebnis, dass eine Realisierung nur unter Eingriffen in Privateigentum über Enteignungen möglich ist. Angesichts dieser notwendigen Eingriffe sieht die Stadt von weiteren Planungen ab.
Um den Stadtteil St. Georgen besser anzubinden wurden stattdessen ab dem Fahrplanwechsel im Dezember 2024 die Äste der Linie 3 mit der Linie 4 getauscht. Die Linie 3 fährt nun von der Munzinger Straße auf der Haid nach Zähringen, die Linie 4 von der Innsbrucker Straße im Vauban zur Messe. Außerdem soll die Busanbindung gestärkt werden.

#### Gundelfingen
Das Projekt „Stadtbahn in die nördlichen Freiburger Stadtteile und nach Gundelfingen“ enthielt eine Verlängerung der Straßenbahn durch Gundelfingen mit vier Haltestellen mit einem Verlauf über die Alte Bundesstraße bis in die Untere Waldstraße mit einer Verknüpfung zum Bahnhof Gundelfingen. In einem Bürgerentscheid in Gundelfingen am 12. November 2023 lehnten 58 % der Wähler bei einer Wahlbeteiligung von 61 % eine Wiederaufnahme der Planung ab.

### Zukünftiges Linienkonzept
Im Verkehrsentwicklungsplan 2007 wurde folgendes Liniennetz nach Eröffnung aller mittelfristig geplanten Strecken vorgeschlagen:
| Linie | Strecke |
| ----- | --- |
| 1     | Kappler Knoten – Laßbergstraße – Bertoldsbrunnen – Hauptbahnhof – Runzmattenweg – Moosweiher                                     |
| 3     | Gundelfingen Bahnhof – Gundelfinger Straße – Europaplatz – Bertoldsbrunnen – Hauptbahnhof – Runzmattenweg – Munzinger Straße     |
| 4     | Dorfstraße – Bertoldsbrunnen – Hauptbahnhof – Robert-Koch-Straße – Hornusstraße                                                  |
| 5     | Dietenbach1 – Bollerstaudenstraße – Scherrerplatz – Bertoldsbrunnen – Europaplatz – Fahnenbergplatz – Robert-Koch-Straße – Messe |
| 7     | Innsbrucker Straße – Heinrich-von-Stephan-Straße – Stadttheater – Fahnenbergplatz – Europaplatz – Hornusstraße                   |

1 = nicht im ursprünglichen Plan enthalten, da die Planung des neuen Stadtteils Dietenbach erst deutlich nach Veröffentlichung des VEP begann.

### Weitere Planungen
Langfristig sind zusätzlich folgende Neubaustrecken denkbar:
- Berliner Allee (Bissierstraße – Elsässer Straße)[144]
- Merzhausen (Paula-Modersohn-Platz – Hexentalstraße)[145]
- Hochdorf (Messe Freiburg – Hochdorf oder Moosweiher – Hochdorf)

In älteren Planungen wurde auch noch über folgende Neubaustrecken nachgedacht:
- Elsässer Straße (Berliner Allee – Diakoniekrankenhaus)
- Denzlingen (Gundelfingen – Denzlingen)
- Umkirch (Bollerstaudenstraße – Mundenhof – Umkirch)

## Besonderheiten
Die Freiburger Straßenbahn durchquert zwei historische Stadttore und ein Torhaus. Beim Schwabentor stand zwar Ende des 19. Jahrhunderts ein Abriss zur Diskussion, letztendlich entschied man sich jedoch zu einer Verbreiterung und Aufstockung. Nach dem Zweiten Weltkrieg wurde dieses wieder in den Ursprungszustand zurückversetzt. Darüber hinaus existieren im deutschsprachigen Raum nur noch drei weitere solche Tordurchfahrten, hierbei handelt es sich um das Nauener Tor bei der Straßenbahn Potsdam, den Käfigturm bei der Straßenbahn Bern und das Trauntor bei der Straßenbahn Gmunden.

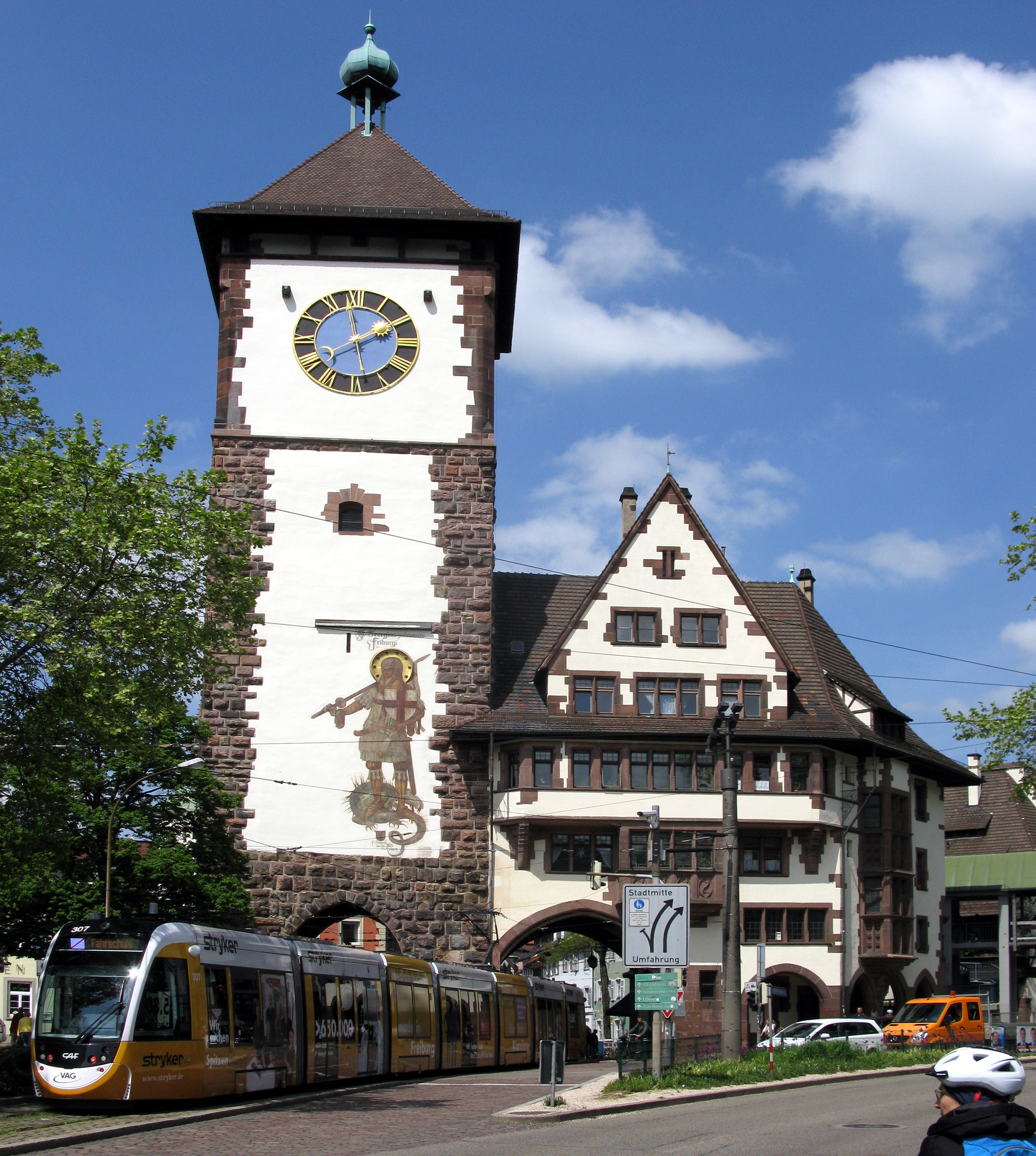
Schwabentor
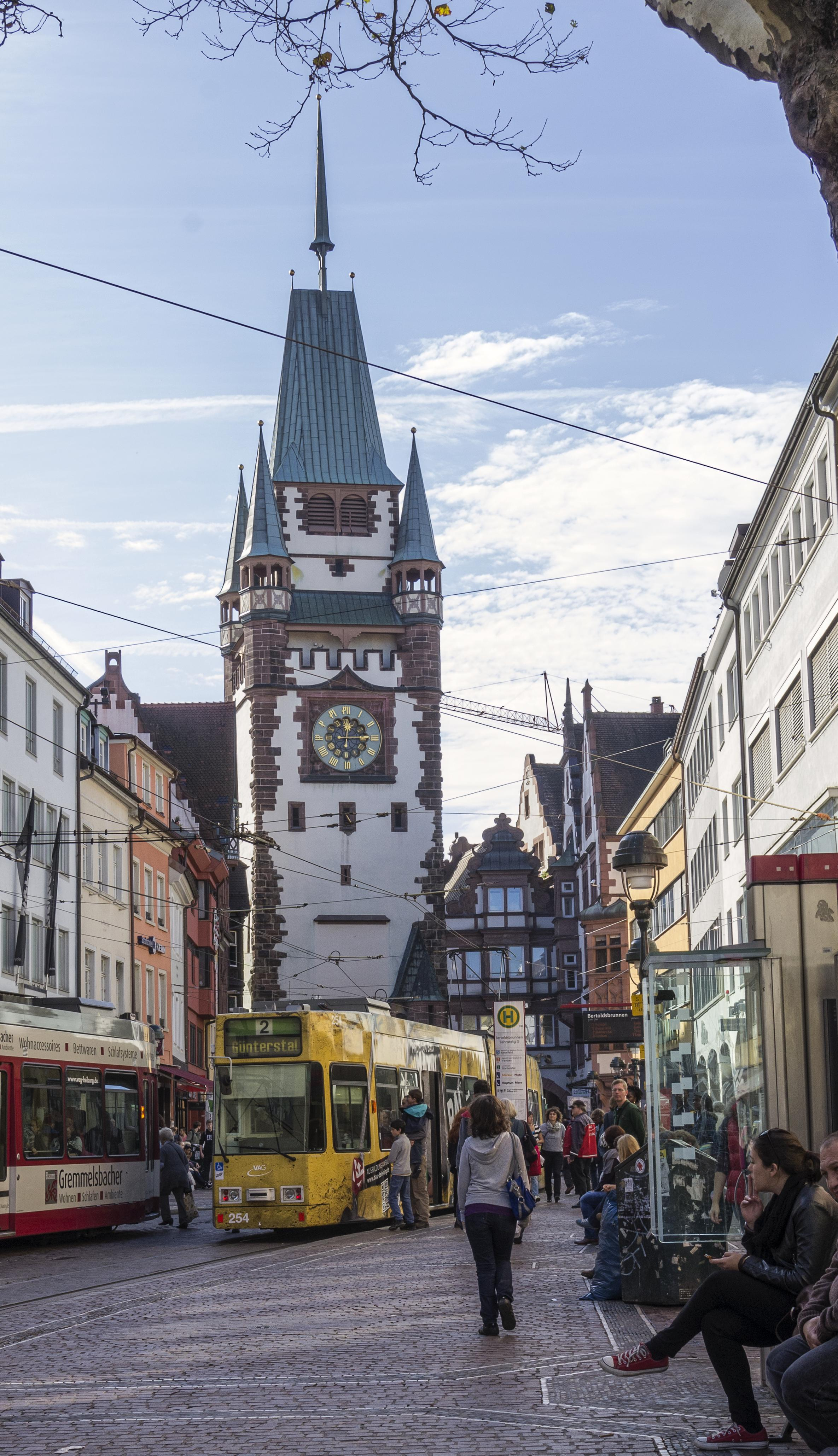
Martinstor
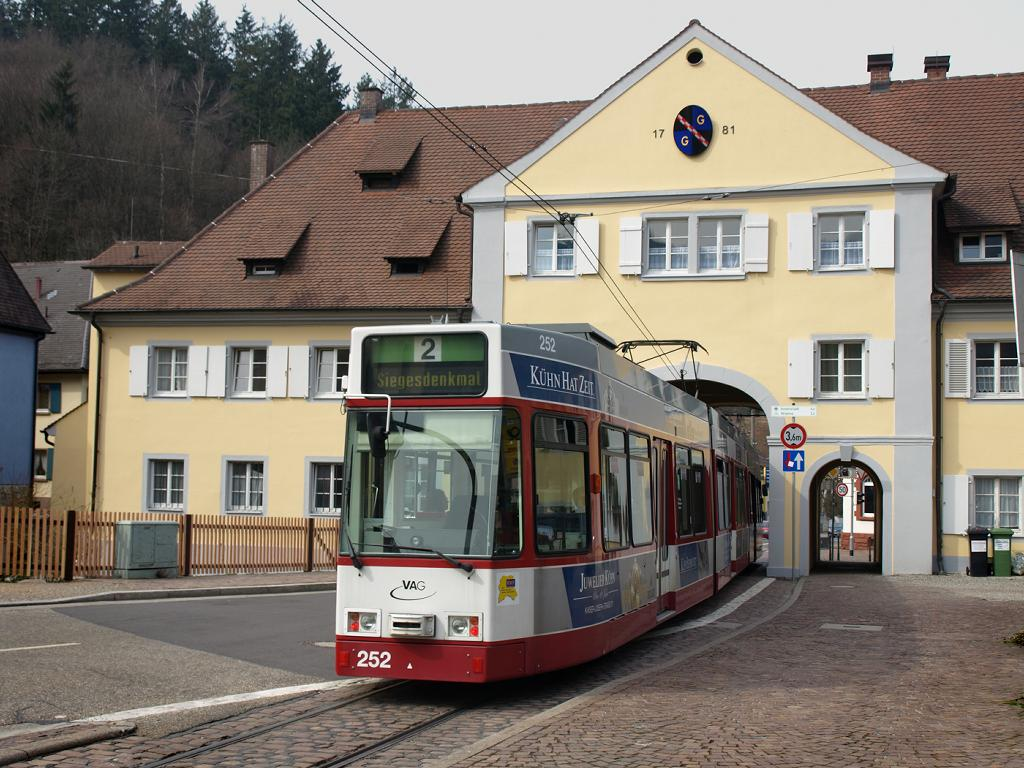
Günterstäler Tor

Ab 1967, als die Straßenbahn Lörrach ihren Betrieb beendete, war die Überlandstrecke nach Günterstal die südlichste Straßenbahnstrecke Deutschlands. Dies galt bis 2014, als die Straßenbahn Basel nach Weil am Rhein verlängert wurde.
Die Stühlingerbrücke („Stadtbahnbrücke“) ist die steilste Strecke der Straßenbahn Freiburg. Aus diesem Grund wurden die GT8 mit Allachsantrieb ausgestattet.